# Pietre d'inciampo in Lombardia

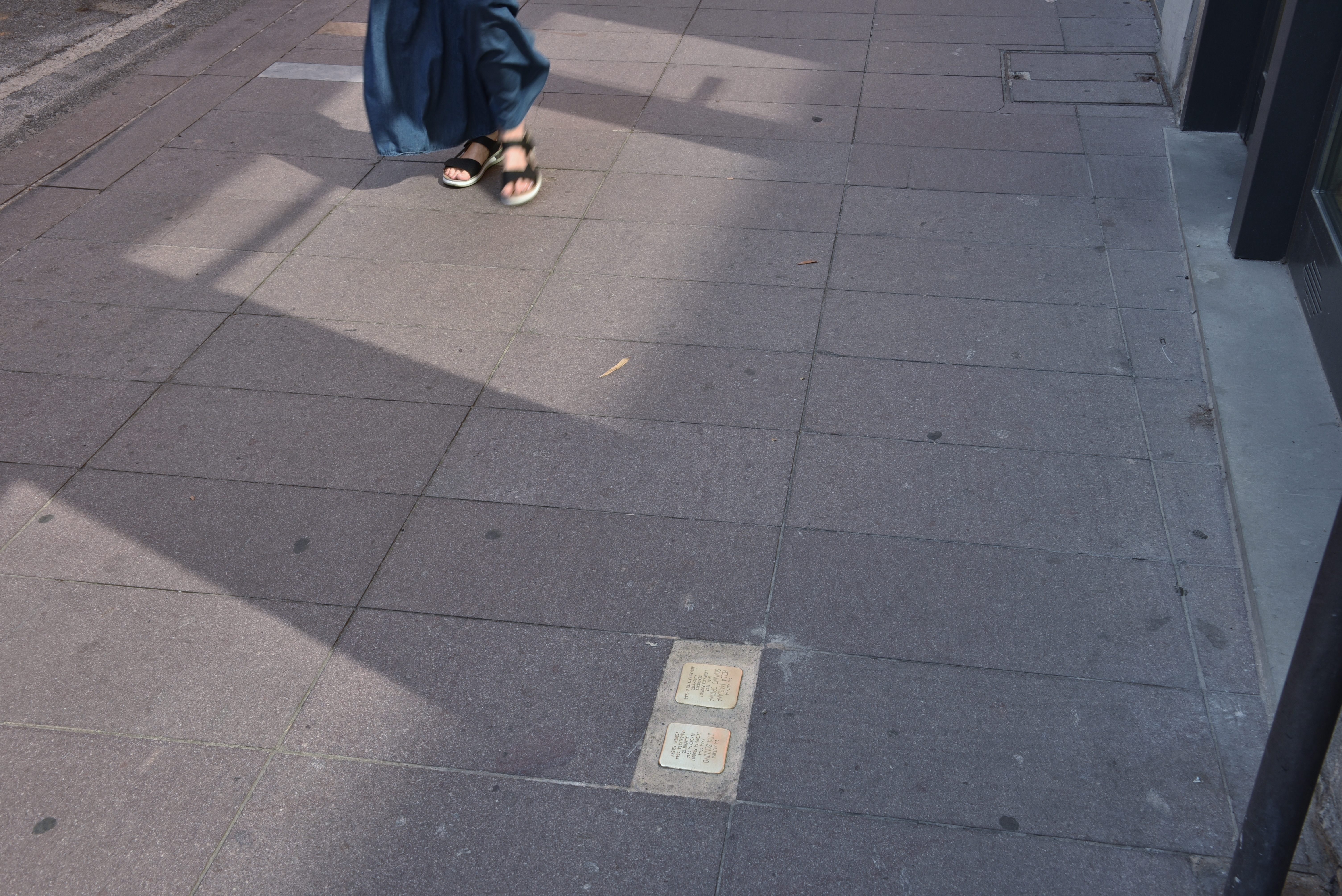
Pietre d'inciampo in Bergamo

La lista delle pietre d'inciampo in Lombardia contiene l'elenco delle pietre d'inciampo (in tedesco Stolpersteine) poste in Lombardia. Esse commemorano le vittime lombarde della persecuzione del regime nazista nell'ambito di un'iniziativa dell'artista tedesco Gunter Demnig estesa a tutta l'Europa.
La prima pietra d'inciampo in Lombardia è stata collocata a Collebeato il 23 novembre 2012 in onore di Enrico Brognoli. La prima Soglia d'Inciampo in Lombardia è posata il 29 gennaio 2024 a Bergamo.

## Provincia di Bergamo
In provincia di Bergamo sono posate 42 pietre d'inciampo e una pietra collettiva, una soglia d'inciampo, Stolperschwelle, la prima posata in Lombardia, il 29 gennaio 2024.

### Bergamo
A Bergamo si trovano 11 pietre d'inciampo, posate tra il 2021 e il 2025. Il 29 gennaio 2024 è stata posata una Stolperschwelle, prima soglia d'inciampo in Lombardia, davanti alla Caserma Montelungo.
| Pietra d'inciampo | Pietra d'inciampo                                                                 | Pietra d'inciampo | Pietra d'inciampo | Note biografiche |
| Data di posa      | Luogo di posa                                                                     | Stolpersteine     | Incisione | Note biografiche |
| ----------------- | --------------------------------------------------------------------------------- | ----------------- | --- | --- |
| 27 gennaio 2021   | Vicolo Sant'Anna 21 45°42′18.4″N 9°39′42.63″E                                     |                   | QUI LAVORAVA ALESSANDRO ZAPPATA NATO 1903 ARRESTATO LUG.1944 DEPORTATO FLOSSENBÜRG ASSASSINATO 22.2.1945 HERSBRUCK                                                                               | Alessandro Zappata (Vicenza, ??? 1903 – Lager di Flossenbürg, 22 febbraio 1945), Guardia carceraria a Sant'Agata, Bergamo. Alessandro e la moglie adottano prima Carlo e nel 1942 avviano le pratiche per l'adozione di Anna Maria. Sospeso dal servizio nel febbraio 1944 e deferito alla commissione di disciplina dopo che fu scoperto a far uscire fuori dal carcere le lettere dei detenuti: lui stesso è incarcerato a San Vittore, poi Bolzano, infine deportato nel Lager di Flossenbürg. Risulta deceduto il 22 febbraio del 1945. Anna Maria viene adottata dalla moglie a conclusione della pratica. |
| 27 gennaio 2022   | Via Francesco Cucchi 3 45°41′46.61″N 9°40′01.35″E                                 |                   | QUI ABITAVA ROBERTO BRUNI NATO 1914 ARRESTATO 4.03.1944 INTERNATO BOLZANO DEPORTATO 1944 DACHAU ASSASSINATO FEB.1945                                                                             | Roberto Bruni (Bergamo, 8 ottobre 1914 – Dachau, 12 febbraio 1945) figlio di Luigi Bruni e Maria Artifoni. Aveva una sorella maggiore, Amalia (nata nel 1913), e un fratello minore, Eugenio (nato nel 1915). Famiglia antifascista,il padre fu licenziato per la sua avversione al fascismo. Insieme al fratello e alcuni amici, Roberto è tra i primi attivisti antifascisti della città di Bergamo. L'11 novembre 1941 vengono arrestati i due fratelli Bruni, Popi Taino, Virgilio Caffi e Gino Antonucci; prima detenuti a Sant'Agata, poi portati a Roma, dove furono processati il 4 marzo 1942. Assolti, nel maggio del 1944 Roberto Bruni e suo fratello volevano unirsi ai partigiani sulle montagne a ovest del Lago Maggiore, ma vennero rrestati in Valle Cannobina e internati prima a Luino e poi a Como. 19 luglio reclusi entrambi nel carcere milanese di San Vittore, il 9 ottobre trasferiti nel campo di transito di Bolzano dove trascorrono un mese prima di essere deportati a Dachau: Roberto con il numero 113156, Eugenio con l’113157; Eugenio contrae il tifo, malato, entra in infermeria, Roberto resta nel blocco e muore il 12 febbraio del 1945. Eugenio Bruni sopravvisse e torna a Bergamo. Divenne consigliere comunale socialista e presidente del comitato antifascista della città. In memoria del fratello, volle battezzare il proprio figlio col nome di Roberto, che sarà sindaco di Bergamo dal 2004 al 2009. |
| 27 gennaio 2022   | Via Pignolo 42 45°41′55.62″N 9°40′34.99″E                                         |                   | QUI ABITAVA ALDO GHEZZI NATO 1923 ARRESTATO 4.2.1944 INTERNATO FOSSOLI, BOLZANO DEPORTATO 1944 MAUTHAUSEN MORTO 3.6.1945 EBENSEE                                                                 | Aldo Ghezzi (Bergamo, 21 luglio 1923 – Ebensee, 3 giugno 1945), nasce in via Pignolo 42 e in quella strada cresciuto. Unico figlio del falegname Camillo Ghezzi e di Giulietta Guerini. Aldo eredita la passione per la politica da suo padre, un convinto socialista. Nel 1941, tramite Tobia Piccinini, entra in contatto con il combattente della resistenza Dante Paci. Iniziò ad educarsi politicamente. Di mestiere Tipografo, antifascista, milita nella Resistenza. Viene catturato nel febbraio del 1944, detenuto nel carcere di Sant'Agata a Bergamo e poi in quello di San Vittore a Milano. Trasferito poi a Fossoli e quindi Bolzano. Deportato infine Il 18 novembre del 1944 nel Lager di Mauthausen: è ad Ebensee quando,nella primavera del 1945, vi entrano gli Alleati, ma muore di stenti e privazioni all'età di 21 anni il 3 giugno 1945. La sua salma fu sepolta nel cimitero del Campo di concentramento di Ebensee. A Bergamo una strada porta il suo nome. |
| 27 gennaio 2022   | Via Borgo Palazzo 25 45°41′51.49″N 9°40′48.28″E                                   |                   | QUI ABITAVA GIUSEPPE STELLA NATO 1913 ARRESTATO 8.9.1943 DEPORTATO 1943 BERLINO ASSASSINATO 1.4.1944                                                                                             | Giuseppe Stella (Bergamo, 1 giugno 1913 – Berlino, 1 aprile 1944), è arruolato nella guerra d’Etiopia e successivamente prende parte alla guerra di Spagna. Nasce il suo primo figlio un mese dopo l'inizio della Seconda guerra mondiale. La paternità lo matura e assorbe: nei primi quattro mesi del 1943 chiede quattro licenze. Nasce la figlia Annamaria. Giuseppe è uno dei 650.000 militari internati, portati nel Reich che rifiutano di combattere a fianco dei nazifascisti, pur consapevole delle probabili tragiche conseguenze. Il primo aprile 1944 muore a Berlino. |
| 27 gennaio 2022   | Via San Bernardino 22 45°41′51.49″N 9°40′48.28″E                                  |                   | QUI ABITAVA BELLA MARIANA SONNINO ORTONA NATA 1875 INTERNATA FOSSOLI DEPORTATA AUSCHWITZ ASSASSINATA 10.4.1944                                                                                   | Bella Mariana Sonnino Ortona (Casale Monferrato, 24 febbraio 1875 – Lager di Auschwitz, 10 aprile 1944), figlia di Consiglio Ortona e Giuditta Valenza. Sposò il vedovo Amleto Sonnino, dalle cui prime nozze di lui era nato Pilade. Bella Mariana, dal matrimonio con Amleto, ebbe Ilda, nata a Genova nel 1904. La famiglia si stabilì a Bergamo all'inizio degli anni '20. Gestivano un negozio di tessuti in Viale Roma (ora Viale Papa Giovanni XXIII). Bella Mariana Sonnino Ortona e sua figlia Ilda furono arrestate a Bergamo il 31 gennaio 1944. Prima incarcerate a Sant'Agata e poi trasferite nel Campo di transito di Fossoli. Il 5 aprile 1944, con il convoglio n. 9, sono deportate nel Lager di Auschwitz. Bella Mariana Sonnino Ortona fu uccisa in una camera a gas subito dopo il suo arrivo ad Auschwitz il 10 aprile 1944. |
| 27 gennaio 2022   | Via San Bernardino 22 45°41′51.49″N 9°40′48.28″E                                  |                   | QUI ABITAVA ILDA SONNINO NATA 1904 INTERNATA FOSSOLI DEPORTATA 1944 AUSCHWITZ ASSASSINATA 1945 BERGEN - BELSEN                                                                                   | Ilda Sonnino (??? 1904 – Bergen-Belsen, ? febbraio 1945), nasce dal matrimonio tra Amleto Sonnino e Bella Mariana Ortona. Aveva un fratello, Pilade, di quattro anni più anziano di lei, che proveniva dal primo matrimonio di suo padre. La famiglia Sonnino, di origine ebraica, si trasferisce a Bergamo all’inizio degli anni ‘20: apre un negozio di tessuti in viale Roma (oggi viale Papa Giovanni). Ilda Sonnino lavora come segretaria, nubile ha continuato a vivere con i genitori. Suo fratello si è sposato, si è trasferito e ha avuto una figlia. Dal 1938 tutti gli ebrei in Italia furono interessati dalle leggi razziali, ma fu solo dopo che i nazionalsocialisti tedeschi presero il potere nel settembre del 1943 che le persecuzioni travolsero le vite degli ebrei. Arrestate Dopo essere state detenute nel carcere di Bergamo, Sant'Agata, Ilda e la Mamma Bella Mariana sono trasferite prima al campo di Fossoli e da questi al campo di sterminio di Auschwitz: Bella Marianna viene selezionata all'arrivo per la camera a gas.È il 10 aprile 1944. ILda Muore a Bergen-Belsen nel febbraio 1945. Il fratello Pilade fu assassinato nel campo di Mauthausen il 29 aprile 1945, poco prima della liberazione del campo. Il padre Amleto, evaso dagli arresti,morì a Bergamo nel 1947. |
| 27 gennaio 2022   | Paeco del Quintino 45°43′03.98″N 9°40′38.76″E                                     |                   | QUI ABITAVA TERESA SAVIO NATA 1913 ARRESTATA 2.12.43 IMPRIGIONATA CARCERE MONACO | Teresa Savio (Valtesse, 16 marzo 1916 – Göppingen, 27 maggio 1945), figlia di Antonio Savio e Rosa Scarpellini. I suoi fratelli gemelli più piccoli, Marco e Angelo, sono nati nel 1916. Savio abbandona presto la scuola e inizia a lavorare in una fabbrica di calze, nel 1931 è a servizio dalla famiglia Curti. Con la signora Lydia Curti si fa carico di aiutare i prigionieri in fuga; fino al giorno dell'arresto, 2 dicembre del 1943. Condannate il 29 dicembre dal tribunale militare tedesco per coinvolgimento in attività partigiane. Lydia Curti è stata condannata a tre anni di reclusione, Savio a due anni. Portate nel carcere di Monaco, poi trasferite a Hagenau. Forzate al lavoro per l'industria tedesca, sono entrambe trasferite a Ebersbach. Ritrovano la libertà il 22 aprile del 1945, ma Teresa, vittima di un incidente stradale, ferita, muore all’ospedale di Göppingen il 27 maggio del 1945. |
| 27 gennaio 2023   | Piazza Rosate 4 45°42′07.87″N 9°39′43.8″E                                         |                   | QUI STUDIAVA GIOVANNI D'AMICO NATO 1907 ARRESTATO 14.8.1944 INTERNATO BOLZANO DEPORTATO 1944 MAUTHAUSEN ASSASSINATO 31.1.1945 MELK                                                               | Giovanni D'Amico (Bergamo, ??? 1907 - Melk, 31 gennaio 1945), frequenta il Liceo Paolo Sarpi, studente universitario, allievo ufficiale, tenente degli alpini è inviato sul fronte greco albanese nel 1941 dove rimane ferito. Convalescente a Bergamo, richiamato nel 1942 a Gorizia dove vive lo sbandamento conseguente all'armistizio dell'8 settembre 1943. Riesce a rientrare in famiglia e sceglie di salire in montagna e unirsi alla lotta partigiana. Arrestato nell'agosto del 1944 è deportato nel Reich e richiuso nel campo di concentramento di Mauthausen. MUore nel sottocampo di Melk il 31 gennaio 1945. |
| 27 gennaio 2023   | Parco Sandro Pertini 45°41′37.19″N 9°40′49.32″E                                   |                   | QUI ABITAVA ADOLFO BARNABA NATO 1884 ARRESTATO 14.12.1944 INTERNATO BERNAU INCARCERATO 1944 MARCHTRENK ASSASSINATO 1.8.1944                                                                      | Adolfo Barnaba (Buja, ??? 1884 - Marchtrenk, 1 agosto 1944), di nobili origini famigliari, riceve dal padre, già volontario tra i Mille di Garibaldi, un'educazione liberale. Si impiega nel cementificio dell'Italcementi di Vittorio Veneto, quindi si sposta a Cividale del Friuli. Dal suo matrimonio avrà tre figli. Combattente nella Prima Guerra Mondiale, alla fine delle ostilità giunge a Bergamo per assumere il ruolo di direttore dello stabilimento Italcementi locale. Alla proclamazione dell'armistizio dell'8 settembre 1943 entra nelle file della Resistenza. Scoperto, arrestato e condannato a quattro anni di carcere, viene deportato e rinchiuso nel carcere di Monaco quindi Bernau, infine nel campo di lavoro di Marchtrenk. Sessantenne, malato e sfinito dai lavori forzati muore il 1 agosto 1944. |
| 29 gennaio 2024   | Vicolo San Giovanni, 1 davanti alla Caserma Montelungo 45°42′01.63″N 9°40′34.53″E |                   | MARZO-APRILE 1944 - CAMPO DI TRANSITO DOPO GLI SCIOPERI DEL MARZO 1944, DA QUI FURONO DEPORTATI A MAUTHAUSEN 807 UOMINI E 43 DONNE. POI LE DONNE FURONO DEPORTATE A BIRKENAU. SOLO 217 TORNARONO | Soglia d'Inciampo collettiva, posata a ricordo degli 850 lavoratori e lavoratrici, 807 uomini e 43 donne, che transitarono dall'allora Caserma Umberto I°, in seguito Caserma Montelungo, in questo luogo trasferiti dopo l'arresto per la loro partecipazione agli scioperi del marzo 1944. Detenuti prima a San Vittore, quindi in questa caserma che nel marzo e aprile del '44 fu un vero e proprio campo di transito prima della deportazione nel Reich, avvenuta con due convogli, cosiddetti treni della morte partiti dal Binario 1 della stazione cittadina, il 17 marzo e 5 aprile 1944 con destinazione Mauthausen per gli uomini e Birkenau per le donne. Solo 217 fecero ritorno. È la prima Stolperschwelle posata in Lombardia. |
| 27 gennaio 2025   | Van San Lorenzo, 44 45°42′23.4″N 9°39′49.9″E                                      |                   | QUI ABITAVA GIULIO SIRTOLI NATO 1921 ARRESTATO 8.9.1943 DEPORTATO 1943 FREINSHEIM ASSASSINATO 21.7.1944 LUDWIGSHAFEN AM RHEIN                                                                    | Giulio Sirtoli (Bergamo, 9 agosto 1921 - Ludwigshafen am Rhein, 21 luglio 1944), figlio di Giuseppe e Maria Micheletti. Caporale d'artiglieria, arrestato alla proclamazione dell'armistizio dell'8 settembre 1943, al suo rifiuto di arruolarsi tra le file dell'esercito tedesco, è deportato nel Reich, internato nello Stalag XII con lo stato di IMI e costretto al lavoro coatto presso la Halberg A. G. nella città di Ludwigshafen am Rhein. Muore sotto le bombe alleate che colpiscono il luogo dove lavora, il 24 luglio 1944. È sepolto nel Cimitero militare italiano di Francoforte sul Meno. |

### Almenno San Bartolomeo
Almenno San Bartolomeo ospita due pietre d'inciampo.
| Pietra d'inciampo | Pietra d'inciampo                                                                           | Pietra d'inciampo | Pietra d'inciampo                                                                                           | Note biografiche |
| Data di posa      | Luogo di posa                                                                               | Stolpersteine     | Incisione                                                                                                   | Note biografiche |
| ----------------- | ------------------------------------------------------------------------------------------- | ----------------- | --- | --- |
| 26 gennaio 2025   | Via Capaler, 4 ingresso chiesa parrocchiale di Albenza: San Rocco 45°45′24.55″N 9°32′57.3″E |                   | QUI VIVEVA CARLO ROTA NATO 1920 ARRESTATO 9.9.1943 DEPORTATO 1944 LOLLAR ASSASSINATO 23.9.1944              | Carlo Rota (Almenno San Bartolomeo, 15 novembre 1920 - Lollar, 23 settembre 1944), soldato di Fanteria catturato dai tedeschi all'indomani dell'armistizio dell'8 settembre 1943 sul fronte albanese, nei pressi di Pristina. Deportato nel Terzo Reich in condizione di IMI per il lavoro coatto, è assassinato con una fucilata alle spalle da una zelante "camicia bruna" capo squadra delle SA che stronca il suo tentativo di fuga una volta scoperto nell'atto di appropriarsi di alcune patate dalla coltivazione adiacente al Lager. |
| 26 gennaio 2025   | Via Fratelli Manzoni, 17 45°44′46.69″N 9°34′59.4″E                                          |                   | QUI ABITAVA ANGELO MANZONI NATO 1916 ARRESTATO 8.9.1943 DEPORTATO 1944 SCHWERIN ASSASSINATO 11.9.1944 ESSEN | Angelo Manzoni (Almenno San Bartolomeo, 18 ottobre 1916 - Essen, 11 settembre 1944), soldato appartenente al "2° Reggimento Artiglieria Alpina", è nella guerra di Spagna quindi in Francia nel 1940, sul fronte greco albanese nel 1941 e in Russia nel '42-43 da dove torna con i piedi semi-congelati. Giudicato guarito dopo quattro mesi è inviato al reparto di appartenenza il giorno stesso della proclamazione dell'armistizio dell'8 settembre 1943, ma è catturato dai tedeschi a Vipiteno. Deportato nel Terzo Reich come lavoratore coatto, classificato come IMI, muore nelle miniere di Essen sotto un bombardamento alleato l'11 settembre 1944. I suoi resti sono riportati il Patria il 3 ottobre 2013. Riposa nel cimitero comunale. |

### Ambivere
A Ambivere sono presenti 8 pietre d'inciampo, poste il 15 gennaio 2023.
| Pietra d'inciampo | Pietra d'inciampo                                           | Pietra d'inciampo | Pietra d'inciampo | Note biografiche |
| Data di posa      | Luogo di posa                                               | Stolpersteine     | Incisione | Note biografiche |
| ----------------- | ----------------------------------------------------------- | ----------------- | --- | --- |
| 15 gennaio 2023   | Via Alcide De Gasperi 8 45°43′04.05″N 9°32′51.22″E          |                   | QUI ABITAVA VITTORIO LEONI NATO 1913 ARRESTATO 1943 INTERNATO FOSSOLI DEPORTATO 1944 MAUTHAUSEN ASSASSINATO 13.1.1945                | Vittorio Leoni (Ambivere, 6 ottobre 1913 - Redl-Zipf ("Schlier"), 13 gennaio 1945) lavora all'ammasso del grano presso la vecchia chiesa di Ambivere adibita allo scopo. Dopo l'8 settembre, in circostanze poco chiare, la popolazione assalta l'ammasso. In conseguenza a questo fatto Vittorio e i due suoi colleghi, Alessandro Gandolfi e Luigi Perico, vengono arrestati nell’estate del 1944. I tre vengono portati a Parma in attesa di processo. Sono trasferiti poi al campo di Fossoli. Il 21 giugno del 1944, i tre sono sul convoglio che parte da Carpi con destinazione Mauthausen: Leoni è immatricolato con il numero 76397 come deportato politico. Muore il 13 gennaio del 1945 nel sottocampo di Redl-Zipf ("Schlier"). |
| 15 gennaio 2023   | via Guglielmo Marconi 22 45°43′11.07″N 9°32′52.94″E         |                   | QUI ABITAVA NORA LEVI NATA 1920 ARRESTATA 1.12.1943 INTERNATA FOSSOLI DEPORTATA 1944 AUSCHWITZ ASSASSINATA 1945 BERGEN-BELSEN        | Nora Levi (Cengio, 9 dicembre 1920 - Bergen Belsen, 31 maggio 1945) figlia di Guido Levi ed Emma Bianca Tedeschi. Guido è farmacista e arriva ad Ambivere nel 1932 rilevandone la farmacia. Famiglia ebrea benvoluta in paese, ma la promulgazione delle Leggi Razziali sconvolge la loro esistenza. Guido richiede ed ottiene, dall'allora vescovo di Bergamo mons. Bernareggi il battesimo per sé e le tre figlie: Nora, Laura e Clara. Guido, volendosi credere protetto dai rapporti e amicizie influenti coltivate in paese, riunisce la famiglia facendosi raggiungere dalle sue due sorelle: Lia Marta e Elda e dalla sorella della moglie Ada Tedeschi. Il capofamiglia si ammala presagendo il tragico destino che li attende. Muore nell'ottobre del 1943. In seguito ad una delazione le donne della famiglia Levi sono arrestate e detenute nel carcere di Sant'Agata fino al 23 febbraio, quindi trasferite al Campo di Fossoli. Il 10 aprile entrano ad Auschwitz. Nora muore nel campo di Bergen Belsen il 31.05.1945. |
| 15 gennaio 2023   | via Guglielmo Marconi 22 45°43′11.07″N 9°32′52.94″E         |                   | QUI ABITAVA LAURA LEVI NATA 1922 ARRESTATA 1.12.1943 INTERNATA FOSSOLI DEPORTATA 1944 AUSCHWITZ LIBERATA                             | Laura Levi (Cengio, 11 settembre 1922 - ???) figlia di Guido Levi ed Emma Bianca Tedeschi. Guido è farmacista e arriva ad Ambivere nel 1932 rilevandone la farmacia. Famiglia ebrea benvoluta in paese, ma la promulgazione delle Leggi Razziali sconvolge la loro esistenza. Guido richiede ed ottiene, dall'allora vescovo di Bergamo mons. Bernareggi il battesimo per sé e le tre figlie: Nora, Laura e Clara. Guido, volendosi credere protetto dai rapporti e amicizie influenti coltivate in paese, riunisce la famiglia facendosi raggiungere dalle sue due sorelle: Lia Marta e Elda e dalla sorella della moglie Ada Tedeschi. Il capofamiglia si ammala presagendo il tragico destino che li attende. Muore nell'ottobre del 1943. In seguito ad una delazione le donne della famiglia Levi sono arrestate e detenute nel carcere di Sant'Agata, a Bergamo, fino al 23 febbraio, quindi trasferite al Campo di Fossoli. Il 10 aprile entrano ad Auschwitz. La mamma e le zie non sfuggono alla selezione per la camera a gas al loro arrivo nel Lager. Laura, malata, è abbandonata al momento dell'evacuazione del campo prima dell'ingresso dei sovietici. Farà ritorno ad Ambivere unica superstite della sua famiglia. |
| 15 gennaio 2023   | via Guglielmo Marconi 22 45°43′11.07″N 9°32′52.94″E         |                   | QUI ABITAVA CLARA LEVI NATA 1929 ARRESTATA 1.12.1943 INTERNATA FOSSOLI DEPORTATA 1944 AUSCHWITZ ASSASSINATA 1945 BERGEN-BELSEN       | Clara Levi (Cesano Maderno, 1 marzo 1929 - Bergen Belsen, 31 maggio 1945) figlia di Guido Levi ed Emma Bianca Tedeschi. In seguito ad una delazione le donne della famiglia Levi sono arrestate. Clara viene attesa al rientro da Bergamo dove frequentava l'Istituto delle Orsoline: “l’hanno aspettata che arrivasse con il treno e le hanno portate via”. Clara, come la sorella Nora, muore nel campo di Bergen Belsen il 31.05.1945. |
| 15 gennaio 2023   | via Guglielmo Marconi 22 45°43′11.07″N 9°32′52.94″E         |                   | QUI ABITAVA EMMA BIANCA LEVI TEDESCHI NATA 1887 ARRESTATA 1.12.1943 INTERNATA FOSSOLI DEPORTATA 1944 AUSCHWITZ ASSASSINATA 10.4.1944 | Emma Bianca Levi Tedeschi (Firenze, 13 febbraio 1887 - Auschwitz, 10 aprile 1944) figlia di Emanuele Tedeschi e Amalia Latis. Sposa Guido Levi, farmacista ad Ambivere. Madre di Nora, Laura, Clara. Le donne della famiglia Levi di Ambivere seguono un unico comune tragico destino. In seguito ad una delazione le donne della famiglia Levi sono arrestate e detenute nel carcere di Bergamo, Sant'Agata, fino al 23 febbraio, quindi trasferite al Campo di Fossoli. Il 10 aprile entrano ad Auschwitz. Anche Emma Bianca è selezionata all'arrivo per la camera a gas. Solo la figlia Laura sfugge alla Shoah e farà ritorno dal Lager. |
| 15 gennaio 2023   | via Guglielmo Marconi 22 45°43′11.07″N 9°32′52.94″E         |                   | QUI ABITAVA ADA TEDESCHI NATA 1883 ARRESTATA 1.12.1943 INTERNATA FOSSOLI DEPORTATA 1944 AUSCHWITZ ASSASSINATA 10.4.1944              | Ada Tedeschi (Firenze, 3 febbraio 1883 - Auschwitz, 10 aprile 1944) figlia di Emanuele Tedeschi e Amalia Latis. Sorella di Emma Bianca, cognata di Guido Levi. Condivide il destino della sorella e della altre donne della famiglia Levi di Ambivere: in seguito ad una delazione le donne della famiglia Levi sono arrestate e detenute nel carcere di Bergamo, Sant'Agata, fino al 23 febbraio, quindi trasferite al Campo di Fossoli. Il 10 aprile entrano ad Auschwitz. Come anche la sorella Emma Bianca, è selezionata all'arrivo per la camera a gas. |
| 15 gennaio 2023   | Via Beata Vergine del Castello 2 45°43′12.76″N 9°32′44.46″E |                   | QUI ABITAVA LIA MARTA LEVI NATA 1888 ARRESTATA 1.12.1943 INTERNATA FOSSOLI DEPORTATA 1944 AUSCHWITZ ASSASSINATA 10.4.1944            | Lia Marta Levi (Modena, 11 settembre 1888 - Auschwitz, 10 aprile 1944) figlia di Sansone Levi e Rosa Levi, sorella di Guido farmacista ad Ambivere. Lia Marta, con la sorella Elda, segue il destino delle donne della famiglia Levi di Ambivere. Avviata alla camera a gas del lager di Auschwitz all'arrivo del convoglio il 10 aprile 1944. |
| 15 gennaio 2023   | Via Beata Vergine del Castello 2 45°43′12.76″N 9°32′44.46″E |                   | QUI ABITAVA ELDA LEVI NATA 1894 ARRESTATA 1.12.1943 INTERNATA FOSSOLI DEPORTATA 1944 AUSCHWITZ ASSASSINATA 10.4.1944                 | Elda Levi (Modena, 13 agosto 1894 - Auschwitz, 10 aprile 1944) figlia di Sansone Levi e Rosa Levi, sorella di Guido farmacista ad Ambivere. Elda con la sorella Lia Marta, segue il destino delle donne della famiglia Levi di Ambivere. Avviata alla camera a gas del lager di Auschwitz all'arrivo del convoglio il 10 aprile 1944. |

### Berbenno
A Berbenno sono posate due pietre d'inciampo.
| Pietra d'inciampo | Pietra d'inciampo                                                           | Pietra d'inciampo | Pietra d'inciampo | Note biografiche |
| Data di posa      | Luogo di posa                                                               | Stolpersteine     | Incisione | Note biografiche |
| ----------------- | --------------------------------------------------------------------------- | ----------------- | --- | --- |
| 16 febbraio 2025  | Via Fratelli Calvi, 26 località Ca'Previtali 45°48′39.48″N 9°33′20.48″E     |                   | QUI ABITAVA ARCANGELO TODESCHINI NATO 1923 ARRESTATO 8.9.1943 DEPORTATO 1944 STABLACK ASSASSINATO 12.4.1945 KÖNIGSBERG/KALININGRAD    | Arcangelo Todeschini (Berbenno, 29 ottobre 1923 - Kaliningrad, 12 aprile 1945), alpino appartenente al 5º Reggimento arrestato nell'immediataeza della proclamazione dell'armistizio dell'8 settembre 1943, deportato nel Terzo Reich, come il concittadino Ernesto Todeschini, per il rifiuto di arruolarsi tra le file dell'esercito tedesco e successivamente la non adesione alla Rsi, ugualmente agli oltre 600mila militari italiani, utilizzati come lavoratori coatti con lo stato di IMI nelle fabbriche e aziende del Reich. Muore a Königsberg,l'odierna Kaliningrad, il 12 aprile 1945.                                                           |
| 16 febbraio 2025  | Via Sant'Antonio Abate, 3 al Monumento ai Caduti 45°48′49.18″N 9°34′07.06″E |                   | QUI ABITAVA ERNESTO TODESCHINI NATO 1919 ARRESTATO 11.9.1943 DEPORTATO 1943 MEMMINGEN. MOOSBURG ASSASSINATO 21.6.1944 STEPHANSKIRCHEN | Ernesto Todeschini (Berbenno, 29 agosto 1919 - Stephanskirchen, 21 giugno 1944), soldato di Fanteria, catturato a Firenze nell'immediato della proclamazione dell'armistizio dell'8 settembre 1943, è deportato nel Terzo Reich per il suo rifiuto di arruolarsi tra le file dell'esercito tedesco e successivamente la non adesione alla Rsi, ugualmente agli oltre 600mila militari italiani, utilizzati come lavoratori coatti con lo stato di IMI nelle fabbriche e aziende del Reich. Internato perima nello "Stalag VII B", quindi Stalag VII-A. Muore a Stephanskirchen il 21 giugno 1944. Riposa nel cimitero militare italiano di Monaco di Baviera. |

### Brusaporto
| Pietra d'inciampo | Pietra d'inciampo                                 | Pietra d'inciampo | Pietra d'inciampo                                                                                       | Note biografiche |
| Data di posa      | Luogo di posa                                     | Stolpersteine     | Incisione                                                                                               | Note biografiche |
| ----------------- | ------------------------------------------------- | ----------------- | --- | --- |
| 25 aprile 2023    | Piazza Vittorio Veneto 45°40′15.78″N 9°45′41.76″E |                   | A BRUSAPORTO ABITAVA LEONE CUNI NATO 1912 ARRESTATO 8.9.1943 DEPORTATO 1943 ASSASSINATO 23.9.1944 NEUSS | Leone Cuni (Brusaporto, 18 luglio 1912 - Neuss, 23 settembre 1944), alla proclamazione dell'armistizio dell'8 settembre 1943, è arrestato e deportato nel Reich come Internato Militare (IMI). Assassinato il 23 settembre 1944. Sepolto in un primo tempo nel cimitero militare di Neuss, riposa ora nel Cimitero militare italiano di Amburgo. |

### Cornalba
| Pietra d'inciampo | Pietra d'inciampo                                                                    | Pietra d'inciampo | Pietra d'inciampo                                                                   | Note biografiche |
| Data di posa      | Luogo di posa                                                                        | Stolpersteine     | Incisione                                                                           | Note biografiche |
| ----------------- | ------------------------------------------------------------------------------------ | ----------------- | ----------------------------------------------------------------------------------- | --- |
| 28 luglio 2024    | Piazza della chiesa davanti al monumento ai partigiani caduti 45°51′08.7″N 9°44′30″E |                   | QUI VIVEVA ANGELO BIANCHI NATO 1924 DEPORTATO 1943 LUKENWALDE ASSASSINATO 10.5.1944 | Angelo Bianchi (Cornalba, 10 dicembre 1924 - Stalag III A Lukenwalde, 10 maggio 1944), contadino e boscaiolo, soldato del V Reggimento Alpini "Tirano", all'indomani della proclamazione dell'armistizio dell'8 settembre 1943 è catturato dai tedeschi e deportato nel Reich. Al suo rifiuto di aderire alla RSI, così come altri circa 650mila soldati italiani, è internato con lo stato di IMI nello Stalag III A Lukenwalde, dove muore il 10 maggio 1944. Riposa nel cimitero di Cornalba. |

### Dalmine
Dalmine ospita due pietre d'inciampo poste il 27 gennaio 2023.
| Pietra d'inciampo | Pietra d'inciampo                                      | Pietra d'inciampo | Pietra d'inciampo | Note biografiche |
| Data di posa      | Luogo di posa                                          | Stolpersteine     | Incisione | Note biografiche |
| ----------------- | ------------------------------------------------------ | ----------------- | --- | --- |
| 27 gennaio 2023   | Piazza Libertà 45°38′51.68″N 9°36′03.84″E              |                   | QUI ABITAVA GIUSEPPE GRAZIOTTI NATO 1923 ARRESTATO 9.9.1943 DEPORTATO 1943 NEUBRANDENBURG,TREVIRI ASSASSINATO 2.2.1945 HILDESHEIM | Giuseppe Graziotti (Dalmine, 12 settembre 1923 - Hildesheim, 2 febbraio 1945), l'8 settembre 1943 il caporale bersagliere "Pino", nonostante la strenua resistenza della Compagnia di appartenenza e del suo Battaglione, viene arrestato in caserma a Rovereto dagli occupanti Tedeschi. Deportato nel Reich, internato prima nello Stalag II-A di Neubrandenburg, quindi nel campo di Treviri ed infine ad Hildesheim, dove non sopravvisse all'inverno. Muore il 2 febbraio 1945. |
| 27 gennaio 2023   | Piazza Vittorio Emanuele III 45°39′08.5″N 9°36′22.38″E |                   | QUI ABITAVA ANGELO AMBONI NATO 1923 ARRESTATO 9.9.1943 DEPORTATO 1943 THORN, LAMSDORF ASSASSINATO 24.6.1944 GÖRLITZ               | Angelo Amboni (Dalmine, 12 giugno 1923 - Görlitz, 2 aprile 1945), svolge servizio militare a Venezia presso le officine dell'Arsenale adibito a riparatore delle navi. All'occupazione della città ad opera delle truppe tedesche, l'8 settembre 1943, si ritrova prigioniero in caserma. Con un compagno fugge, con difficoltà finisce in Austria in seguito al rifiuto ad arruolarsi nell'esercito tedesco viene deportato al campo di prigionia per militari Stalag XX-A di Thorn, che raccoglieva già 30000 prigionieri italiani. In seguito, fu spostato all'Stalag VIII B a Lamdorf, oggi Łambinowice, costretto al lavoro forzato nell'acciaieria della località, quindi trasferito allo Stalag di Görlitz dove muore, a ventun anni, di tubercolosi. |

### Misano Gera d'Adda
Misano Gera d'Adda ospita una pietra d'inciampo posata il 27 gennaio 2023, davanti all'ingresso del palazzo municipale. 
| Pietra d'inciampo | Pietra d'inciampo                                                    | Pietra d'inciampo | Pietra d'inciampo | Note biografiche |
| Data di posa      | Luogo di posa                                                        | Stolpersteine     | Incisione | Note biografiche |
| ----------------- | -------------------------------------------------------------------- | ----------------- | --- | --- |
| 27 gennaio 2023   | Via Roma 26 (ingresso Palazzo Municipale) 45°28′11.01″N 9°37′14.87″E |                   | A MISANO GERA D'ADDA ABITAVA EMANUELE CARIONI NATO 1921 ARRESTATO 18.5.1944 INTERNATO FOSSOLI ASSASSINATO 12.7.1944 POLIGONO DI TIRO DI CIBENO CARPI | Emanuele Carioni (Misano di Gera d'Adda, 20 novembre 1921 - Poligono di tiro di Cibeno, Carpi, 12 luglio 1944), Studende universitario della facoltà di chimica a Milano, frequenta il corso ufficiali perfezionandosi come paracadutista e raggiungendo il grado di tenente. Inviato sul fronte greco albanese trattiene intenso contatto epistolare con la famiglia. Ha il dono della scrittura e nelle sue numerose lettere descrive le miserie della guerra e le sofferenze dei compagni e sottoposti. Alla data fatidica dell'8 settembre 1943 compie la scelta di non aderire alla Repubblica di Salò ma di mettersi a disposizione della Resistenza che lo invia in missione paracadutandolo oltre la linea del fronte con il compito di racogliere informazioni e trasmetterli al comando, mantenere i collegamenti, ma la fortuna non lo assiste e cade nelle maglie dei fascisti. Arrestato, detenuto nel carcere di San Vittore, internato nel campo di concentramento e di transito di Fossoli, infine fucilato presso il poligono di tiro di Cibeno, allora frazione di Carpi, in quello che ricordiamo come l'eccidio di Cibeno, efferato assassinio di 67 internati del campo per mano delle SS tedesche. |

### Mozzo
Il comune di Mozzo ospita due pietre d'inciampo posate il 2 giugno 2025.
| Pietra d'inciampo | Pietra d'inciampo                                      | Pietra d'inciampo | Pietra d'inciampo                                                                                          | Note biografiche |
| Data di posa      | Luogo di posa                                          | Stolpersteine     | Incisione                                                                                                  | Note biografiche |
| ----------------- | ------------------------------------------------------ | ----------------- | --- | --- |
| 2 giugno 2025     | Via Papa Giovanni XXIII, 23 45°42′05.98″N 9°36′21.98″E |                   | QUI ABITAVA ANGELO CARBONI NATO 1913 ARRESTATO 8.9.1943 DEPORTATO 1943 SAGAN ASSASSINATO 15.2.1945 GÖRLITZ | Angelo Carboni (Mozzo, 13 marzo 1913 - Stalag VIII-A Görlitz, 15 febbraio 1945), artigliere dal maggio 1935 partecipa alla campagna di guerra sul fronte Occidentale e in Albania. Catturato dai tedeschi a Fortezza il giorno stesso della proclamazione dell'armistizio dell'8 settembre 1943 è deportato nel Reich ed internato nello Stalag VIII-A Görlitz, muore all'infermeria del campo il 15 febbraio 1945; è sepolto nel Cimitero Militare Italiano di Bielany a Varsavia.                                         |
| 2 giugno 2025     | Via Crocette, 29 45°41′36.03″N 9°36′34.89″E            |                   | QUI ABITAVA LUIGI PIROLA NATO 1919 ARRESTATO 8.9.1943 INTERNATO MILITARE MORTO 18.10.1943 NAUFRAGIO SINFRA | Luigi Pirola ([Mozzo, 22 novembre 1919 - Isola di Creta, 18 ottobre 1943), il fante Pirola è chiamato alle armi nel febbraio 1940 e assegnato alla "Compagnia Sussistenza squadra panettieri" partecipando alla campagna di Libia e Grecia. Il giorno stesso della proclamazione dell'armistizio dell'8 settembre 1943 è fatto prigioniero dai tedeschi e internato sull’Isola di Creta. Imbarcato sulla Motonave “Sinfra”, la notte del 18 ottobre 1943 rimane vittima del naufragio insieme ai 1850 compagni di sventura. |

### Premolo
Premolo accoglie ufficialmente una sola pietra d'inciampo, la quale è stata collocata il 17 gennaio 2016.
| Pietra d'inciampo | Pietra d'inciampo                          | Pietra d'inciampo | Pietra d'inciampo                                                                                              | Note biografiche |
| Data di posa      | Luogo di posa                              | Stolpersteine     | Incisione | Note biografiche |
| ----------------- | ------------------------------------------ | ----------------- | --- | --- |
| 17 gennaio 2016   | Contrada Lulini 45°52′15.93″N 9°52′36.32″E |                   | QUI ABITAVA DON ANTONIO SEGHEZZI NATO 1906 ARRESTATO 4.11.1943 DEPORTATO KAISHEIM ASSASSINATO 21.5.1945 DACHAU | Antonio Elia Giuseppe Seghezzi (Premolo, 25 agosto 1906 - Dachau, 21 maggio 1945), è stato un presbitero e partigiano italiano. Dopo l'armistizio dell'8 settembre 1943, si impegnò per aiutare la resistenza e seguì i suoi ragazzi in montagna. Ricercato, per evitare la minacciata rappresaglia contro l'Azione Cattolica e la Chiesa di Bergamo, si consegnò spontaneamente: il 4 novembre 1943 venne arrestato e rinchiuso nel carcere di Sant'Agata a Bergamo. Quindi rinchiuso nel Forte San Mattia a Verona. Deportato il 31 dicembre, rinchiuso nel carcere di Monaco di Baviera. Nel febbraio del 1944 trasferito nel campo di lavoro di Kaisheim. Alla liberazione del campo di Dachau, è ricoverato, in gravissime condizioni, nell'ospedale delcampo dove si spegne il 21 maggio 1945 per emottisi. |

### Ranica
A Ranica sono posate due pietre d'inciampo, collocate tra il 2022 e 2024.
| Pietra d'inciampo | Pietra d'inciampo                                                                          | Pietra d'inciampo | Pietra d'inciampo | Note biografiche |
| Data di posa      | Luogo di posa                                                                              | Stolpersteine     | Incisione | Note biografiche |
| ----------------- | ------------------------------------------------------------------------------------------ | ----------------- | --- | --- |
| 25 aprile 2022    | Parco Luigi Barcella 45°43′46.25″N 9°42′57.44″E                                            |                   | QUI È STATO ARRESTATO LUIGI BARCELLA NATO 1925 ARRESTATO 9.11.1943 DEPORTATO 1944 MAUTHAUSEN ASSASSINATO APR.1945 EBENSEE                    | Luigi Barcella (Trescore Balneario, 10 gennaio 1925 - Ebensee, 15 aprile 1945) vive a Ranica. Riceve e diffonde copie de l’Unità e materiale di propaganda antifascista. Viene fermato ed arrestato, insieme al cugino, il 9 novembre del 1943 dai tedeschi e rinchiusi nel carcere di Sant'Agata, quindi a San Vittore. Luigi scagiona il cugino assumendo su di sé la responsabilità del materiale clandestino. Il 4 marzo del 1944 è tra i cento detenuti che partono dal Binario 21 della stazione centrale di Milano: destinazione il campo di Innsbruck-Reichenau, poi Mauthausen, infine a Ebensee per lo scavo della galleria che avrebbe dovuto fare da riparo ai missili V2. Sfinito per le massacranti condizioni di lavoro forzato, dopo dolorosa agonia muore il 15 aprile del 1945, nei registri risulta la data del 22 aprile. |
| 25 aprile 2024    | Passaggio Sciopero di Ranica 1909 accesso Centro Culturale R.Gritti 45°43′43.2″N 9°42′59″E |                   | QUI ABITAVA ANTONIO MOROTTI NATO 1910 ARRESTATO 9.9.1944 DEPORTATO HOHENSTEIN, SANDBOSTEL AMBURGO, SCHLESWIG ASSASSINATO 18.12.1944 ZEITHAIN | Antonio Morotti (Ranica, 24 aprile 1910 - Zeithain, 18 dicembre 1944) alpino, catturato a Trento dai tedeschi il giorno successivo alla proclamazione dell'armistizio dell'8 settembre 1943 è deportato nel Reich, internato come IMI. Muore nello Stalag IV B Zeithain il 18 dicembre 1944. |

### Santa Brigida
| Pietra d'inciampo | Pietra d'inciampo                    | Pietra d'inciampo | Pietra d'inciampo | Note biografiche |
| Data di posa      | Luogo di posa                        | Stolpersteine     | Incisione | Note biografiche |
| ----------------- | ------------------------------------ | ----------------- | --- | --- |
| 31 maggio 2025    | Via Muggiasca 45°58′59.9″N 9°37′28″E |                   | QUI ABITAVA PIETRO GENELETTI NATO 1921 ARRESTATO AGOSTO 1944 DEPORTATO 1944 DACHAU.MAUTHAUSEN ASSASSINATO 19.2.1945 MELK | Pietro Geneletti (Santa Brigida, 11 ottobre 1921 - Melk, 19 febbraio 1945), primogenito di famiglia operaia e antifascista emigrata in Francia, Pietro allo scoppio della guerra non risponde alla chiamata della leva italiana. Dichiarato renitente dalle autorità italiane, nel gennaio 1944 entra nelle fila della Resistenza francese. Arrestato ad agosto a Digione, dalla stazione ferroviaria di Besançon è deportato nel Reich con destinazione Dachau in cui entra il 4 settembre classificato "Pol" – (Politisch). Presto trasferito a Mauthausen, quindi al sottocampo di Melk, matricola n°98120. Muore al campo il 19 febbraio 1945. Riconosciuto nel 1948 dalla Presidenza del Consiglio dei ministri italiana "Partigiano combattente all'estero" è ricordato e commemorato annualmente anche in Francia. |

### Schilpario
| Pietra d'inciampo | Pietra d'inciampo                                                       | Pietra d'inciampo | Pietra d'inciampo | Note biografiche |
| Data di posa      | Luogo di posa                                                           | Stolpersteine     | Incisione | Note biografiche |
| ----------------- | ----------------------------------------------------------------------- | ----------------- | --- | --- |
| 24 aprile 2022    | Ponte Vecchio località Grumello 46°00′31.82″N 10°09′43.11″E             |                   | QUI ABITAVA ANTONIO AGONI NATO 1924 ARRESTATO 9.9.1943 FRONTE GRECO INTERNATO MILITARE ASSASSINATO 12.4.1945 PADERBORN           | Antonio Agoni (Schilpario, 24 aprile 1924 - Paderborn, 12 aprile 1945), figlio di Alberto e Maddalena Maj. Come i cugini Mario e Simone, Antonio è arruolato nel V Alpini «Edolo». Antonio ed il cugino Mario sono fatti prigionieri dai tedeschi, il primo a Merano Mario a Trento e portati nel Reich. Come altri centinaia di migliaia di militari italiani internati, pur consapevoli delle conseguenze, si rifiutano di combattere per i nazisti: Antonio morirà il 12 aprile 1945 a Paderborn. Mario ha sorte migliore e fa ritorno al paese natale dove muore nel 1988. |
| 24 aprile 2022    | Ponte Vecchio località Grumello 46°00′31.82″N 10°09′43.11″E             |                   | QUI ABITAVA SIMONE AGONI NATO 1925 CATTURATO 11.4.1944 DEPORTATO KHALA ASSASSINATO 25.2.1945                                     | Simone Agoni (Schilpario, 4 luglio 1925 - Kahla 25 febbraio 1945), di Giuseppe e Amalia Agoni, fratello più piccolo di Mario. Col cugino Antonio, Simone ed il fratello Mario, sono arruolati nel V Alpini «Edolo». Simone lavora in miniera. Nell’aprile del 1944 i tedeschi attuano i rastrellamenti per raccogliere manodopera specializzata per realizzare a Kahla il progetto di proteggere sottoterra i macchinari per la produzione degli aerei Messerschmitt Me 262. Qui Simone muore di tubercolosi il 25 febbraio del 1945. |
| 29 aprile 2023    | Via Statale, 4 Cappella dei Caduti Barzesto 46°00′31.64″N 10°08′08.81″E |                   | QUI ABITAVA GIACOMO BONOMI NATO 1923 ARRESTATO 8.9.1943 DEPORTATO 1944 OSCHATZ ASSASSINATO 22.3.1945 BRANDIS                     | Giacomo Bonomi (Barzesto, 8 settembre 1923 - Brandis 22 marzo 1945), arruolato negli Alpini nel 1942, richiamato dopo breve congedo nei primi giorni del 1943. Alla proclamazione dell'l'armistizio dell'8 settembre 1943, nel giorno del suo ventesimo compleanno, è fatto prigioniero dai tedeschi all'interno della caserma dove era di stanza il V Alpini «Edolo» a cui apparteneva e al suo rifiuto di combattere per la RSI è deportato nel Reich, Stalag IV-G, come Internato Militare (IMI). Muore a Brandis il 23 marzo 1944. |
| 29 aprile 2023    | Via Torri, 37 46°00′35.11″N 10°09′05.03″E                               |                   | QUI ABITAVA VINCENZO MAJ NATO 1922 ARRESTATO 16.9.1943 DEPORTATO 1944 NEUBRANDENBURG, DORTMUND GASSASSINATO 6.10.1944 FORELLKRUG | Vincenzo Maj (Schilpario, 16 aprile 1922 - Forellkrug, 16 ottobre 1944), a 18 anni è chiamato alla leva militare in Fanteria, congedato nella primavera del 1941, è richiamato ed arruolato nel 1942 ed impiegato nella campagna di aggressione, a fianco degli alleati nazisti, al Montenegro. A seguito dell'l'armistizio dell'8 settembre 1943 è catturato ed al suo rifiuto di combattere per i nazifascisti deportato nel Reich con lo stato di Internato Militare (IMI) È immatricolato nello Stalag II-A nei pressi della città di Neubrandenburg, con il numero 111833, successivamente trasferito nello Stalag VI-K di Forellkrug dove muore il 6 Ottobre 1944. È sepolto nel cimitero militare italiano d'onore di Amburgo. |

### Taleggio
| Pietra d'inciampo | Pietra d'inciampo                                                                      | Pietra d'inciampo | Pietra d'inciampo | Note biografiche |
| Data di posa      | Luogo di posa                                                                          | Stolpersteine     | Incisione | Note biografiche |
| ----------------- | -------------------------------------------------------------------------------------- | ----------------- | --- | --- |
| 20 aprile 2024    | Via Sottochiesa, 389 Sacello dei caduti a destra della Chiesa 45°53′32.4″N 9°34′02.7″E |                   | QUI VIVEVA ARCANGELO PESENTI NATO 1918 ARRESTATO 8.9.1943 DEPORTATO 1943 MARKT PONGAU,SALISBURGO ASSASSINATO 31.1.1945 MONACO -STADELHEIM | Arcangelo Pesenti (Taleggio, 8 marzo 1918 - Monaco Stadelheim, 31 gennaio 1945) artigliere, è catturato presumibilmente sul fronte greco-albanese dov'era di stanza, il giorno stesso dell'armistizio dell'8 settembre 1943 e deportato nel Reich. Il 10 maggio 1944 risulta internato come IMI nello Stalag XVIII C a St. Johann im Pongau nei pressi di Salisburgo. In ottobre è al "lavoro coatto civile" nelle ferrovie tedesche. Accusato di complicità nel furto di 200 sigarette approfittando del caos generato dal bombardamento alleato al campo, è condannato dal tribunale speciale militare di Salisburgo alla pena di morte per decapitazione. Sentenza eseguita il 31 gennaio 1945. È sepolto presso il cimitero militare italiano d'onore di Monaco di Baviera. Una pietra d'inciampo a suo nome è posata dal 2015 in Südtiroler Platz a Salisburgo. |

### Treviglio
A Treviglio è presente una pietra d'inciampo, posta il 26 gennaio 2022.
| Pietra d'inciampo | Pietra d'inciampo                        | Pietra d'inciampo | Pietra d'inciampo | Note biografiche |
| Data di posa      | Luogo di posa                            | Stolpersteine     | Incisione | Note biografiche |
| ----------------- | ---------------------------------------- | ----------------- | --- | --- |
| 26 gennaio 2022   | Piazza Manara 45°31′17.33″N 9°35′34.17″E |                   | A TREVIGLIO VIVEVA RACHELE LEA MÄNAS STERN NATA 1889 ARRESTATA DIC.1944 INTERNATA FOSSOLI DEPORTATA 1944 AUSCHWITZ ASSASSINATA | Rachele Lea Mänas Stern (Tarnopol, 11 settembre 1889 - Auschwitz-Birkenau, ???), di famiglia ebrea polacca, vive a Vienna. Sposa Simon Mänas, originario della Romania; dal loro matrimonio nasceranno Charlotte, Stella, Karoline, Blanka e Cecilia, sarà nonna di Nenry. Nel febbraio del 1942 arriva a Treviglio. mentre comincia la caccia agli ebrei: Rachele e Simon, nel dicembre 1943 vengono arrestati e portati nel carcere di piazza Setti, a Treviglio. Un'emorragia cerebrale stronca la vita di Simon il 30 gennaio del 1944. Rachele è portata a Fossoli e poi nel Lager di Auschwitz-Birkenau. Il 16 maggio del 1944, nella sua nuova casa di via Calvenzano, si fa l’inventario per la confisca dei beni, ma Rachele è certo sia lontana. Quell’elenco è l’unica traccia che conserviamo di lei. |

### Villa di Serio
Villa di Serio ospita due pietre d'inciampo poste il 27 gennaio 2023 all'ingresso di Villa Carrara, sede del Municipio.
| Pietra d'inciampo | Pietra d'inciampo                                     | Pietra d'inciampo | Pietra d'inciampo | Note biografiche |
| Data di posa      | Luogo di posa                                         | Stolpersteine     | Incisione | Note biografiche |
| ----------------- | ----------------------------------------------------- | ----------------- | --- | --- |
| 27 gennaio 2023   | Via Papa Giovanni XXIII, 60 45°43′18.66″N 9°44′05.7″E |                   | A VILLA DI SERIO ABITAVA ANTONIO ROSSI NATO 1924 ARRESTATO 8.9.1943 DEPORTATO 1943 FICHTENHAIN ASSASSINATO 5.4.1945 GROSS-FULLEN | Antonio Rossi (??? 1924 - Fullen, 5 aprile 1944), di famiglia contadina, diciottenne è arruolato. Arrestato dalle truppe occupanti tedesche l'8 settembre 1943, condivide il tragico destino del concittadino Giovanni Piastrella e degli oltre 600mila IMI, i militari italiani che rifiutano di arruolarsi nell'esercito tedesco. Deportato nel Reich è internato nello Stlag VI-J di Fichtenhain, quindi nel campo di Fullen dove lo colse la morte per polmonite il 5 aprile 1945. |
| 27 gennaio 2023   | Via Papa Giovanni XXIII, 60 45°43′18.66″N 9°44′05.7″E |                   | A VILLA DI SERIO ABITAVA GIOVANNI PIASTRELLA NATO 1919 ARRESTATO 8.9.1943 DEPORTATO 1943 ASSASSINATO 13.6.1944 ESSEN             | Giovanni Piastrella (??? 1919 - Essen, 13 giugno 1944), come il concittadino Antonio di origini contadine. Arrestato dalle truppe occupanti tedesche l'8 settembre 1943 è deportato nel Reich e internato ad Essen, uno dei sottocampi di Buchenwald. Il telegramma che ne annuncia la morte ai famigliari, l'attribuisce come conseguenza di una ferita da scheggia di ordigno militare.                                                                                              |

## Provincia di Brescia
In provincia di Brescia sono presenti ufficialmente 65 pietre d'inciampo. La prima pietra venne collocata a Brescia il 26 gennaio 2019.

## Provincia di Cremona

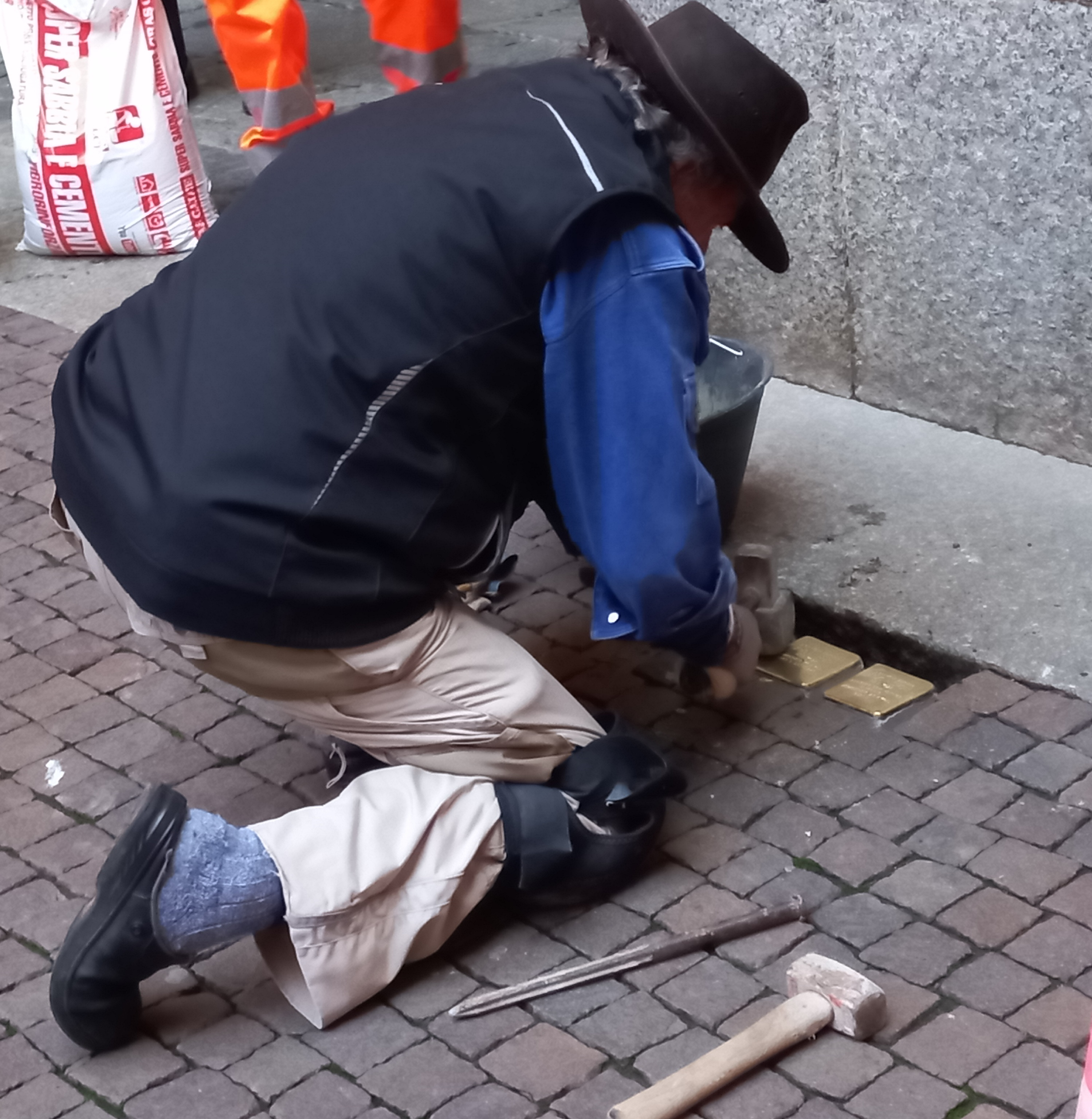
Posa pietre d'inciampo in Cremona ad opera dell'artista Gunter Demnig

In provincia di Cremona sono presenti 19 pietre d'inciampo.

### Cremona
A Cremona si trovano diciotto pietre d'inciampo, posate il 12 gennaio 2023.
| Pietra d'inciampo | Pietra d'inciampo                                       | Pietra d'inciampo | Pietra d'inciampo                                                                                            | Note biografiche |
| Data di posa      | Luogo di posa                                           | Stolpersteine     | Incisione | Note biografiche |
| ----------------- | ------------------------------------------------------- | ----------------- | --- | --- |
| 12 gennaio 2023   | Cortile Federico II° 45°08′00.69″N 10°01′28.13″E        |                   | A CREMONA ABITAVA MARIO FERRARI NATO 1924 ASSASSINATO 11.4.1945 BORGO SAN DALMAZZO                           | Mario Ferrari (Cremona, 1924 - Borgo San Dalmazzo, 11 aprile 1945), figlio di Primo e Agostina Cerri, nasce in via Passirano 19. Coniugato con Teresa Siboni. Sconosciute le cause dettagliate della morte. |
| 12 gennaio 2023   | Cortile Federico II° 45°08′00.69″N 10°01′28.13″E        |                   | A CREMONA ABITAVA RENZO PEDRONI NATO 1924 ARRESTATO COME POLITICO DEPORTATO ASSASSINATO 26.4.1945 GUSEN      | Renzo Pedroni (Cremona, 22 maggio 1924 - Gusen, 26 aprile 1945), figlio di Angelo Ernesto e Adele. Manovale prima, poi ferroviere. Arruolato in artiglieria, subito dopo l'8 settembre 1943 entra nelle file della Resistenza assumento il nome di battaglia "Tito" nella 100ª Brigata Garibaldi "Vignale". Partecipa ad uno scontro con i fascisti presso Alessandria. Catturato il 5 dicembre 1944 viene deportato in Germania. Muore nel campo di concentramento e sterminio di Mauthausen "in seguito a sofferenze da maltrattamenti e privazioni". " Partigiano combattente caduto". |
| 12 gennaio 2023   | Cortile Federico II° 45°08′00.69″N 10°01′28.13″E        |                   | A CREMONA ABITAVA ERNESTO TESSAROLI NATO 1912 ARRESTATO COME POLITICO DEPORTATO ASSASSINATO 4.6.1944 BARYSAU | Ernesto Tessaroli (Casalbuttano, 31 maggio 1912 - Barysaŭ, 4 giugno 1944), figlio di Giovanni Secondo e Maffezzoni Anna. Residente in Cremona, sposa Giuseppa Tamagnini. Contadino, inviato da Brindisi, nel 1941, sul il fronte greco - albanese indi Cefalonia, Corfù. Combattente contro i tedeschi a Cefalonia, catturato, rifiuta di combattere per i tedeschi e tanto meno per la Repubblica Sociale di Mussolini. Rimane vittima di un attacco aereo alleato sul campo di prigionia di Barysaŭ (territorio russo occupato dai tedeschi) dove era tenuto prigioniero. La sua figura di Resistente è rappresentativa delle centinaia di migliaia di militari italiani identificati con l'acronimo "IMI".                           |
| 12 gennaio 2023   | Via Ala Ponzone, 9 45°07′58.35″N 10°01′19.79″E          |                   | QUI ABITAVA CARLO CONCARI NATO 1903 DEPORTATO ASSASSINATO 25.9.1944 BUCHENWALD                               | Carlo Concari (Cremona, 12 dicembre 1903 - Buchenwald, 25 settembre 1944), di Angelo e Lazzari Adelaide, di professione chauffeur, è noto l'ultimo suo indirizzo di residenza dove è posta la pietra. Sposa Piva Alice. Muore a Buchenwald il 25 settembre 1944. |
| 12 gennaio 2023   | Via del sale, 7 45°07′53.04″N 10°01′00.59″E             |                   | QUI ABITAVA MARIO GALLI NATO 1911 ASSASSINATO 1.4.1944 ZEITHAIN                                              | Mario Galli (Cremona, 16 febbraio 1911 - Zeithain, 1 aprile 1944), figlio di Giovanni Francesco e Guindani Rosa Delfina, tintore. Catturato sul fronte greco albanese il 9 settembre 1943, immediatamente dopo l'armistizio dell'8 settembre 1943 è deportato nel Reich internato nello Stalag IV B Zeithain, muore il 1 aprile 1944 per varie gravi malattie. È sepolto presso il sacrario dei caduti d'oltremare di Bari. |
| 12 gennaio 2023   | Via Brescia, 2 45°08′16.22″N 10°01′53.14″E              |                   | QUI ABITAVA ENRICO UGONI NATO 1888 ARRESTATO COME POLITICO DEPORTATO ASSASSINATO 24.8.1944 GUSEN             | Enrico Ugoni (Duemiglia, 12 marzo 1888 - Gusen, 24 aprile 1944), ferroviere, partigiano, figlio di Daniele e Teresa Cibolini. Dopo lunga permanenza in Cremona, si trasferisce nel 1936, con la moglie e i tre figli, a Milano. È attivo nel locale gruppo CLN clandestino dei ferrovieri. È arrestato il 3 marzo 1944, deportato a Mauthausen, quindi Gusen. Vittima di ripetute torture, muore nel campo il 24 aprile 1944. |
| 12 gennaio 2023   | Via Dante 143 45°08′26.34″N 10°01′25.98″E               |                   | QUI ABITAVA MARIO DUCHI NATO 1902 ARRESTATO COME POLITICO DEPORTATO ASSASSINATO 12.1.1945 GUSEN              | Mario Duchi (Duemiglia, 13 febbraio 1902 - Gusen, 12 gennaio 1945), figlio di Sante Pietro e Grassi Rosa Maria Elvira. Oste, dal 1923 risiede a Cremona. Sposa Adele Mangiarotti, si trasferisce nel 1943 a Castelvetro Piacentino dove gestisce una trattoria che diventerà dal giugno 1944 punto di riferimento della Resistenza cremonese. Lui stesso è attivo nelle file della 62ª Brigata Garibaldi “Luigi Evangelista” della Divisione Valdarda. È Catturato a Castelnuovo Fogliani nel novembre '44 e detenuto a Cremona, poi Brescia, quindi Bolzano a cui segue la deportazione nel Reich destinato a Mauthausen ed infine trasferito a Gusen, muore il 12.1.1945 nel sottocampo di Melk. Partigiano combattente riconosciuto. |
| 12 gennaio 2023   | Via Palestro, 57 45°08′30.63″N 10°01′07.6″E             |                   | QUI ABITAVA BRUNO ARDIGÒ NATO 1922 DEPORTATO ASSASSINATO 19.7.1944 ZEITHAIN                                  | Bruno Ardigò (Cremona, 3 luglio 1922 - Zeithain, 19 luglio 1944), figlio di Francesco e Ines Lazzarini. Studente universitario, sfollato a Sovere nel 1941, è arruolato nel 3º Reggimento Artiglieria. Arrestato, è deportato nel campo di Hohnstein quindi trasferito a Zeithain il 25 giugno 1944. Assassinato il 19 luglio 1944. |
| 12 gennaio 2023   | Via Volturno, 43 45°08′25.5″N 10°00′50.83″E             |                   | QUI ABITAVA DAVIDE BASTONI NATO 1897 DEPORTATO ASSASSINATO 25.4.1945 GUSEN                                   | Davide Bastoni (Cremona, 27 luglio 1897 - Gusen, 25 aprile 1945), figlio di Antonio e Tullia Rondini. Deportato a Mauthausen, quindi a Gusen dove muore il 25 aprile 1945. |
| 12 gennaio 2023   | Corso Garibaldi, 151 45°08′19.48″N 10°01′01.55″E        |                   | QUI ABITAVA FRANCO FINETTI NATO 1925 ARRESTATO COME POLITICO DEPORTATO ASSASSINATO 12.3.1945 DACHAU          | Franco Finetti (Cremona, 4 luglio 1925 - Dachau, 12 marzo 1945), figlio di Mario e Ida Roda trasferitisi nel 1935 a San Giorgio di Mantova. Antifascista, frequenta gli ambienti della Resistenza mantovana. Scoperta l'attività di raccolta informazioni a favore degli Uffici inglesi, viene arrestato dalla Gestapo insieme ad altri quindici patrioti, ai primi di marzo del 1944 e deportato nel Reich, internato nel sottocampo di Uberlingen di Dachau, dove è assassinato il 12 marzo 1945. |
| 12 gennaio 2023   | Via G.B.Plasio, 11 45°08′05.82″N 10°01′12.99″E          |                   | QUI ABITAVA BRUNO GREGORI NATO 1907 ARRESTATO COME POLITICO DEPORTATO ASSASSINATO 15.2.1945 EBENSEE          | Bruno Gregori (Cremona, 10 maggio 1907 - Ebensee, 15 febbraio 1945), partigiano, figlio di Luigi e Virginia Rigoni, rappresentante di commercio, coniugato con Giulia Maruti, una figlia. Appartenente alla IV Brigata SAP “Ghinaglia” operante a Cremona, è catturato il 3 gennaio 1945 e rinchiuso prima a Pavia, quindi al campo di Fossoli a cui segue la deportazione a Mauthausen ed infine trasferito a Ebensee, dove muore il 15 febbraio 1945. “Partigiano combattente caduto” riconosciuto. |
| 12 gennaio 2023   | Via Sofonisba Anguissola, 3 45°08′05.36″N 10°01′17.46″E |                   | QUI ABITAVA GIUSEPPE ROBOLOTTI NATO 1885 ARRESTATO COME POLITICO ASSASSINATO 12.7.1944 FOSSOLI               | Giuseppe Robolotti (Cremona, 27 dicembre 1885 - Fossoli, 12 luglio 1944), figlio di Giovanni e Albina Maffi, coniugato con Elvira Dal Collo, nel 1926 si trasferisce a Brescia. Generale di Brigata, pluridecorato. Dopo l'armistizio dell'8 settembre 1943 si oppone alle truppe di occupazione tedesche a Fiume ed a Trieste. Col nome di battaglia “Micheli” entra nelle file della Resistenza, assumendo a Milano, su designazione del CLNAI il comando militare di zona. È Catturato nel maggio 1944, detenuto a Fossoli, è tra i detenuti politici fucilati il 12 luglio nell'eccidio di Fossoli (tra le vittime un altro antifascista cremonese, Antonio Martinelli di Castelverde).                                             |
| 12 gennaio 2023   | Via Altobello Melone, 35 45°07′47.36″N 10°01′31.85″E    |                   | QUI ABITAVA ERNESTO FRASCA NATO 1924 DEPORTATO ASSASSINATO 22.2.1945 DACHAU                                  | Ernesto Frasca (Cremona, 4 agosto 1924 - Dachau, 22 febbraio 1945), figlio di Giuseppe e Alice Bellini, meccanico, si trasferisce a Dovera nel 1942. Deportato nel Reich muore nel campo di Dachau il 22 febbraio 1945. |
| 12 gennaio 2023   | Via Ferrante Aporti, 3 45°07′54.28″N 10°01′31.44″E      |                   | QUI ABITAVA MARTINO MAGRI NATO 1918 ARRESTATO COME POLITICO DEPORTATO ASSASSINATO 2.5.1945 EBENSEE           | Martino Magri (Cremona, 29 gennaio 1918 - Ebensee, 2 maggio 1945), figlio di Giovanni e Emma Brianzi, studente e artigiano, aviere scelto, dopo l'armistizio dell'8 settembre 1943, entra nella Resistenza e dal giugno 1944 tra le file della Brigata “Barnaba” di Giustizia e Libertà di Sulzano. Catturato e deportato nel Reich il 13 ottobre 1944. Alla fine della guerra ritenuto disperso, successive ricerche ne hanno certificato la morte come prigioniero politico nel campo di Ebensee il 2.5.1945. "Partigiano combattente" riconosciuto. |
| 12 gennaio 2023   | Via XI Febbraio, 14 45°07′56.11″N 10°01′37.4″E          |                   | QUI ABITAVA FERNANDO QUAINI NATO 1922 ARRESTATO COME POLITICO DEPORTATO ASSASSINATO 8.3.1945 GUSEN           | Fernando Quaini (Cremona, 12 maggio 1922 - Gusen, 8 marzo 1945), partigiano, figlio di Angelo e Caterina Piva, pilota civile poi Ufficiale nella Aeronautica. Catturato il giorno stesso dell'armistizio dell'8 settembre 1943 dai tedeschi, fugge e ripara in Svizzera. Torna nel gennaio del 1944 in Italia, si unisce i partigiani della Val d'Ossola dei fratelli Di Dio, Tenente della 7ª Brigata “Stefanoni”. È catturato in una imboscata sul Mottarone, detenuto a San Vittore a Milano, quindi deportato a Mauthausen, infine Gusen dove è assassinato l'8 marzo 1945. Il fratello Aldo, comandante nel CVL della zona di Pieve d'Olmi cadde sotto il fuoco tedesco il 26 aprile 1945.                                         |
| 12 gennaio 2023   | Via XI Febbraio, 14 45°07′56.11″N 10°01′37.4″E          |                   | QUI ABITAVA ERNESTO FROSI NATO 1922 DEPORTATO ASSASSINATO 12.6.1944 ZEITHAIN                                 | Ernesto Frosi (Cremona, 22 luglio 1922 - Zeithain, 12 giugno 1944), di Alfredo e Udilia Bianchini, studente universitario, Allievo Ufficiale Artiglieria. Deportato nel Reich, muore a Zeithain il 12 giugno 1944. |
| 12 gennaio 2023   | Via Zaccaria del Maino, 4 45°08′10.91″N 10°01′42.33″E   |                   | QUI ABITAVA JENNY HAMMERSCHMIDT NATO 1881 ARRESTATA 6.8.1944 ASSASSINATA 17.9.1944 ECCIDIO DI FORLI          | Jenny Hammerschmidt (Schloppe, 11 gennaio 1881 - Forlì, 17 settembre 1944), di Leopold e Berta Ascher vedova Lewin, madre di Alfred Lewin. Alla morte del marito, avvenuta nel 1936, nell'autunno si trasferisce a Cremona con alcuni familiari, conducendo una panetteria e una piccola attività agricola. Le leggi razziali del 1938 la censiscono come ebrea straniera. La figlia Lissi, sorella di Alfred, ripara in Inghilterra nel 1939. Nel 1940 l'arresto del figlio “per motivi politici” e internato nel Campo di internamento di Campagna. Jenny rimane al nord. Si ritrovano nell'agosto 1944 detenuti entrambi nel carcere di Forlì dove rimarranno vittime dei due episodi conosciuti come eccidio di Forlì.              |
| 12 gennaio 2023   | Via Zaccaria del Maino, 4 45°08′10.91″N 10°01′42.33″E   |                   | QUI ABITAVA ALFRED LEWIN NATO 1911 ARRESTATO 6.8.1944 ASSASSINATO 5.9.1944 ECCIDIO DI FORLI                  | Alfred Lewin (Berlino, 11 settembre 1911 - Forlì, 5 settembre 1944), figlio di Giulio e Jenny Hammerschsmidt, segue il tragico destino della madre, che li vedrà rimanere vittime dell'eccidio di Forlì il 5 settembre Alfred, il 17 la madre. |

### San Bassano
A San Bassano si trova una pietra d'inciampo, collocata il 12 marzo 2022.
| Pietra d'inciampo | Pietra d'inciampo                            | Pietra d'inciampo | Pietra d'inciampo                                                                                                | Note biografiche |
| Data di posa      | Luogo di posa                                | Stolpersteine     | Incisione | Note biografiche |
| ----------------- | -------------------------------------------- | ----------------- | --- | --- |
| 12 marzo 2022     | Piazza del Comune 45°14′39.05″N 9°48′31.63″E |                   | A SAN BASSANO VIVEVA PAOLO RIZZI NATO 1900 ARRESTATO 16.1.1945 MILANO DEPORTATO MAUTHAUSEN ASSASSINATO 12.3.1945 | Paolo Rizzi (San Bassano, 7 gennaio 1900 - Mauthausen, 12 marzo 1945) viene alla luce in via Maggiore. La sua famiglia è originaria di San Daniele Po, per un breve periodo risiede a Castelleone con le 3 sorelle e 2 fratelli, quindi giunge a San Bassano. Nel 1925 sposa Ines Salina, è operaio a Milano. Antifascista entra nella Resistenza pavese con la formazione Crespi nella divisione Aliotta. Arrestato in seguito ad un rastrellamento dei nazifascisti viene incarcerato a San Vittore. Nel gennaio ‘45 è al campo di Bolzano quindi deportato nel Lager di Mauthausen con l'ultimo convoglio che partirà dall'Italia per questa destinazione giungendovi il primo febbraio. Muore il 12 marzo 1945, gasato con lo Zyklon B’ nelle cosiddette docce. |

## Provincia di Como

### Appiano Gentile
Appiano Gentile accoglie ufficialmente una sola pietra d'inciampo, la quale è stata collocata il 16 gennaio 2020.
| Pietra d'inciampo | Pietra d'inciampo                          | Pietra d'inciampo | Pietra d'inciampo | Note biografiche |
| Data di posa      | Luogo di posa                              | Stolpersteine     | Incisione | Note biografiche |
| ----------------- | ------------------------------------------ | ----------------- | --- | --- |
| 16 gennaio 2020   | Piazza de Medici 45°44′01.54″N 8°58′43.9″E |                   | QUI ABITAVA CHERUBINO FERRARIO NATO 1900 ARRESTATO 24.4.1944 INTERNATO FOSSOLI DEPORTATO 1944 MAUTHAUSEN-GUSEN ASSASSINATO 22.4.1945 | Cherubino Ferrario (Appiano Gentile, ??? 1900 - Gusen, 22 aprile 1945), suonava nella banda del paese, tipografo a Milano. Accusato di stampare propaganda clandestina è arrestato il 24 aprile 1944 dai tedeschi ed internato a Fossoli, quindi Mauthausen dove è assassinato il 22 aprile 1944.Gli è stata intitolata una via ad Appiano. |

### Como
| Pietra d'inciampo | Pietra d'inciampo                         | Pietra d'inciampo | Pietra d'inciampo | Note biografiche |
| Data di posa      | Luogo di posa                             | Stolpersteine     | Incisione | Note biografiche |
| ----------------- | ----------------------------------------- | ----------------- | --- | --- |
| 20 febbraio 2020  | Via Brogeda,11 45°50′03.05″N 9°02′21.14″E |                   | QUI ABITAVA ALDO RAFFAELLO PACIFICI NATO 1894 ARRESTATO 7.12.1943 INCARCERATO COMO,VARESE,FIRENZE INTERNATO FOSSOLI DEPORTATO 1944 AUSCHWITZ ASSASSINATO 8.8.1944 | Aldo Raffaello Pacifici (Firenze, 1894 - Auschwitz, 8 agosto 1944), lavora a Chiasso come Ispettore Capo di dogana fino all'emanazione delle Leggi razziali fasciste del 1938, in conseguenza delle quali è rimosso dal suo incarico. Rientra in Italia nel 1941 stabilendosi a Ponte Chiasso. Arrestato il 7 dicembre 1943 a Viconago, internato a Fossoli prima della deportazione nel Reich con destinazione Auschwitz dove è assassinato l'8 agosto del 1944. |

### Inverigo
| Pietra d'inciampo | Pietra d'inciampo                             | Pietra d'inciampo | Pietra d'inciampo | Note biografiche |
| Data di posa      | Luogo di posa                                 | Stolpersteine     | Incisione | Note biografiche |
| ----------------- | --------------------------------------------- | ----------------- | --- | --- |
| 8 febbraio 2025   | Via Filippo Meda 23 45°44′25.56″N 9°13′22.3″E |                   | QUI ABITAVA TEODOLINDA FARINA NATA 1888 ARRESTATA 11.5.1944 INTERNATA FOSSOLI DEPORTATA 1944 RAVENSBRUCK ASSASSINATA | Teodolinda Farina (Milano, 6 febbraio 1888 - Ravensbrück, ???). Di origine ebrea e di professione impiegata, venne arrestata l'11 maggio 1944, poi internata a Fossoli e deportata nel 1944 a Ravensbruck, dove è morta in data sconosciuta. |

### Mariano Comense
Mariano Comense accoglie ufficialmente una sola pietra d'inciampo, la quale è stata collocata il 26 gennaio 2020.
| Pietra d'inciampo | Pietra d'inciampo                              | Pietra d'inciampo | Pietra d'inciampo                                                                                             | Note biografiche |
| Data di posa      | Luogo di posa                                  | Stolpersteine     | Incisione | Note biografiche |
| ----------------- | ---------------------------------------------- | ----------------- | --- | --- |
| 26 gennaio 2020   | Via IV Novembre, 65 45°41′55.78″N 9°10′55.54″E |                   | QUI ABITAVA ANNA MARIA TERRACINA NATA 1900 ARRESTATA 2.12.1943 DEPORTATA 1944 AUSCHWITZ ASSASSINATA 26.2.1944 | Anna Maria Terracina (Roma, 6 agosto 1900 - Auschwitz, 26 febbraio 1944), coniugata Ventura, madre di quattro figli. Arrestata nel dicembre 1943 nel corso di un rastrellamento fascista, è internata a Fossoli prima della deportazione nel Reich. Destinata ad Auschwitz è assassinata al suo arrivo al campo il 26 febbraio 1944. |

### Uggiate Trevano
| Pietra d'inciampo | Pietra d'inciampo                            | Pietra d'inciampo | Pietra d'inciampo | Note biografiche |
| Data di posa      | Luogo di posa                                | Stolpersteine     | Incisione | Note biografiche |
| ----------------- | -------------------------------------------- | ----------------- | --- | --- |
| 26 gennaio 2025   | Via G, Mateotti, 9 45°49′23.2″N 8°57′32.41″E |                   | QUI ABITAVA MARCO ALFONSO COCQUIO NATO 1907 ARRESTATO APR.1944 INTERNATO FOSSOLI ASSASSINATO 12.7.1944 CIBENO DI CARPI | Marco Alfonso Cocquio (Uggiate Trevano, 19 novembre 1907 - Poligono di tiro di Cibeno Carpi, 12 luglio 1944), contadino, celibe. Arrestato il 25 aprile 1944, carcerato a San Vittore prima del trasferimento a Fossoli. È tra le vittime dell'eccidio di Fossoli del 12 luglio 1944. Gli è stata intitolata una via nel paese natale. Riposa nel locale cimitero. |

## Provincia di Lecco
in provincia di Lecco sono posate nove pietre d'inciampo tra il 2019 e il 2025.

### Lecco
Lecco accoglie ufficialmente 6 pietre d'inciampo collocate tra il 2019 e 2025.
| Pietra d'inciampo | Pietra d'inciampo                                      | Pietra d'inciampo | Pietra d'inciampo | Note biografiche |
| Data di posa      | Luogo di posa                                          | Stolpersteine     | Incisione | Note biografiche |
| ----------------- | ------------------------------------------------------ | ----------------- | --- | --- |
| 27 gennaio 2019   | Via Resegone, 16 45°51′41.64″N 9°24′40.59″E            |                   | QUI ABITAVA LINO CICERI NATO 1923 ARRESTATO 23.2.1944 INCARCERATO S. VITTORE, MILANO INTERNATO CAMPO DI FOSSOLI ASSASSINATO 12.7.1944 CIBENO DI CARPI (MODENA) | Lino Ciceri (Lecco, 30 luglio 1923 - Carpi, 12 luglio 1944), si unì ai partigiani di Erna subito dopo l'8 settembre 1943; partecipò ad atti di sabotaggio a danno delle ferrovie fasciste e in particolare fece parte del gruppo di liberazione dei prigionieri italiani detenuti ad Arcore. A causa delle sue azioni, Ciceri fu arrestato dalla Guardia Nazionale Repubblicana a Lecco il 23 febbraio 1944; successivamente venne deportato al carcere di San Vittore, matricola 1461 (cella 31). Fu poi trasferito al campo di Fossoli il 27 aprile 1944 e fucilato con altri 66 detenuti durante l'eccidio di Cibeno il 12 luglio 1944.          |
| 27 gennaio 2019   | Via Resegone, 16 45°51′41.64″N 9°24′40.59″E            |                   | QUI ABITAVA PIETRO CICERI NATO 1892 ARRESTATO 8.3.1944 DEPORTATO GUSEN-MAUTHAUSEN ASSASSINATO 4.1.1945                                                         | Pietro Ciceri (???, 1923 - Mauthausen, 12 luglio 1944), Padre di Lino Ciceri. Partecipò agli scioperi del marzo 1944, per questo fu arrestato insieme ad altre 26 operaie e operai lecchesi l'8 marzo 1944. Fu deportato a Mauthausen, dove morì il 4 gennaio 1945. |
| 19 maggio 2024    | Via Gramsci, 17 45°52′03.43″N 9°24′28.9″E              |                   | QUI LAVORAVA EMMA CASATI NATA 1914 ARRESTATA 7.3.1944 INTERNATA BERGAMO DEPORTATA 1944 MAUTHAUSEN ASSASSINATA AUCHWITZ                                         | Emma Casati (???, 1914 - Auschwitz, ???), operaia presso la Bonaiti di Lecco partecipa allo sciopero generale indetto nella prima settimana del marzo 1944 nelle aziende del nord Italia. Per questo è arrestata il 7 marzo del 1944, una tra le prime sette donne italiane a subire la deportazione, come politica, nel Reich dopo il transito dalla Caserma Umberto I° di Bergamo, internata prima a Mauthausen, quindi Auschwitz dove muore in data ignota. |
| 25 gennaio 2025   | Via Digione, 14 45°51′05.92″N 9°23′46.75″E             |                   | QUI ABITAVA ANTONIO COLOMBO NATO 1903 ARRESTATO 19.5.1944 INTERNATO FOSSOLI ASSASSINATO 12.7.1944 CIBENO DI CARPI                                              | Antonio Colombo (Lecco, 18 ottobre 1903 - Poligono di tiro di Cibeno Carpi, 12 luglio 1944), ragioniere, coniugato, un figlio, commerciante, partigiano. Antifascista convinto promotore dei primi gruppi di Resistenza, fa della propria abitazione luogo di riferimento per i ribelli con cui tiene i collegamenti. Arrestato in seguito a delazione il 19 maggio 1944 insieme a Luigi frigerio e Franco Minonzio, carcerato a San Vittore prima dell'internamento a Fossoli dal 29 giugno. È tra i martiri dell'eccidio di Fossoli del 12 luglio 1944..                                                                                          |
| 25 gennaio 2025   | corso San Michele del Carso, 2 45°52′28″N 9°24′15.08″E |                   | QUI ABITAVA LUIGI FRIGERIO NATO 1901 ARRESTATO 19.5.1944 INTERNATO FOSSOLI ASSASSINATO 12.7.1944 CIBENO DI CARPI                                               | Luigi Frigerio (Laorca, 28 aprile 1901 - Poligono di tiro di Cibeno Carpi, 12 luglio 1944), antifascista, arrestato insieme a Franco Minonzio e Antonio Colombo il 19 maggio 1944, causa delazione, incarcerato prima a San Vittore a Milano, quindi Fossoli dal 29 giugno. È tra i martiri dell'eccidio di Fossoli del 12 luglio 1944. . |
| 25 gennaio 2025   | Via Monsignor Moneta, 12 45°51′42.04″N 9°23′49.81″E    |                   | QUI ABITAVA FRANCO MINONZIO NATO 1911 ARRESTATO 19.5.1944 INTERNATO FOSSOLI ASSASSINATO 12.7.1944 CIBENO DI CARPI                                              | Franco Minonzio (Castello, 26 maggio 1911 - Poligono di tiro di Cibeno Carpi, 12 luglio 1944), impiegato, celibe. Dopo l'armistizio dell'8 settembre 1943 è attivo nel gruppo che si prodiga per favorire l'espatrio in Svizzera dei perseguitati politici e razziali. Aarrestato per tale attività insieme a Luigi Frigerio e Antonio Colombo il 19 maggio 1944, incarcerato prima a Bergamo quindi San Vittore a Milano, infine Fossoli dal 29 giugno. È tra i martiri dell'eccidio di Fossoli del 12 luglio 1944. Insignito della Medaglia d'argento al Valor Militare nel 1991, gli è stato intitolato l’Istituto Tecnico Industriale di Lecco. |

### Cassina Valsassina
| Pietra d'inciampo | Pietra d'inciampo                                  | Pietra d'inciampo | Pietra d'inciampo                                                                                                  | Note biografiche |
| Data di posa      | Luogo di posa                                      | Stolpersteine     | Incisione | Note biografiche |
| ----------------- | -------------------------------------------------- | ----------------- | --- | --- |
| 27 gennaio 2023   | Piazza Teresio Olivelli 45°55′59.21″N 9°28′47.16″E |                   | A CASSINA VALSASSINA ABITAVA RINALDO COMBI NATO 1910 ARRESTATO 9.9.1943 DEPORTATO 1943 MORTO 26.61945 SCHLEUSINGEN | Rinaldo Combi (Cassina Valsassina, ??? 1910- Fagrhaus-Schleusingen, 26 giugno 1945), muratore, nel 1940 è arruolato nel 5º Alpini lasciando una giovane moglie e un figlio piccolo. Arrestato come altri centinaia di migliaia di militari italiani immediatamente dopo l'armistizio dell'8 settembre 1943, ne condivide il tragico destino: deportato nel Reich, qualificato come IMI, Rinaldo è internato nello stammlager III C di Alt Drewit vicino a Krustin Brandeburgo prima, nel lager XI C di Bad Sulza in Turingia poi e infine nel campo di concentramento di Fagrhaus-Schleusingen Thuringen Wald, nei pressi di Erfurt. Assiste alla liberazione del campo ad opera degli alleati, ma il suo stato di grave debilitazione, nonostante il ricovero all’ospedale di Suhl Bez, ne provoca la morte il 26 giugno 1945. Fu seppellito in una fossa comune in Turingia. |

### Olgiate Molgora
| Pietra d'inciampo | Pietra d'inciampo                                        | Pietra d'inciampo | Pietra d'inciampo | Note biografiche |
| Data di posa      | Luogo di posa                                            | Stolpersteine     | Incisione | Note biografiche |
| ----------------- | -------------------------------------------------------- | ----------------- | --- | --- |
| 25 aprile 2022    | Via Emilio Gola, 41 Mondonico 45°44′32.55″N 9°23′46.42″E |                   | QUI ABITAVA SFOLLATO PAOLO CARPI NATO 1926 ARRESTATO 31.7.1944 DEPORTATO FLOSSENBÜRG ASSASSINATO 25.2.1945 KAMENZ/GROSS-ROSEN | Paolo Carpi (Milano, ??? 1926- Kamenz, 25 febbraio 1944), figlio dell'artista Aldo Carpi e Maria Arpesani, quinto di sei fratelli, famiglia tutta impegnata nella Resistenza. Paolo in seguito a delazione è arrestato il 31 luglio 1944, a Milano durante una riunione di partigiani e antifascisti. Prima la prigionia a San Vittore, poi al campo di Bolzano; appena diventato maggiorenne il trasferimento con il Trasporto 81 nel lager di Flossenbürg, infine a Kamenz, sottocampo di Gross-Rosen, dove è assassinato con un’iniezione di fenolo il 25 febbraio 1945. La pietra viene collocata a Mondonico, frazione di Olgiate Molgora, davanti alla porta di casa dove Paolo era sfollato durante la guerra insieme a tutta la famiglia. Il padre è arrestato a Olgiate, ancor prima del figlio, dai fascisti il 23 gennaio 1944, in seguito a delazione, consegnato alle SS è deportato a Mauthausen e quindi al campo di Gusen. Della prigionia scrive nel suo Diario di Gusen. A differenza del figlio Paolo, Aldo sopravvive e fa ritorno in Patria. |

### Premana
| Pietra d'inciampo | Pietra d'inciampo                           | Pietra d'inciampo | Pietra d'inciampo | Note biografiche |
| Data di posa      | Luogo di posa                               | Stolpersteine     | Incisione | Note biografiche |
| ----------------- | ------------------------------------------- | ----------------- | --- | --- |
| 27 gennaio 2023   | Piazza Consiglio 46°03′05.36″N 9°25′25.09″E |                   | A PREMANA ABITAVA GIOVANNI BATTISTA TODESCHINI NATO 1915 ARRESTATO 27.12.1944 DEPORTATO 1945 MAUTHAUSEN ASSASSINATO 11.4.1945 | Giovanni Battista Todeschini (Premana, ??? 1915- Mauthausen, 11 aprile 1945), tenente degli Alpini. Durante un rastrellamento alla vigilia del Natale 1944, i fascisti rinvengono il suo zaino contenente tre dei quattro quaderni in cui annotava informazioni significative dell'attività resistenziale; come conseguenza, arresti e cattura di partigiani come di malcapitati inermi cittadini. Per evitare sanguinose rappresaglie, consapevole delle conseguenze che dovrà affrontare, si consegna alle Brigate nere salvando in tal modo la vita a tre partigiani ed ad almeno altri 15 ostaggi. Prima il carcere a Bellano, poi a Como, quindi San Vittore nel braccio gestito dalle SS resiste alle torture e sevizie. Trasferito a Bolzano, infine deportato nel lager di Mauthausen assassinato l'11 aprile 1945.. Nel dicembre 2022 viene pubblicato il quarto quaderno di appunti partigiani del tenente Todeschini, quello che non finto in mano dei fascisti. |

## Provincia di Lodi
La provincia di Lodi ospita otto pietre d'inciampo posate tra il 2017 e il 2025.

### Lodi
La città di Lodi accoglie quattro pietre d'inciampo collocate tra il 2023 e 2024.
| Pietra d'inciampo | Pietra d'inciampo                               | Pietra d'inciampo | Pietra d'inciampo | Note biografiche |
| Data di posa      | Luogo di posa                                   | Stolpersteine     | Incisione | Note biografiche |
| ----------------- | ----------------------------------------------- | ----------------- | --- | --- |
| 28 gennaio 2023   | Piazza Castello 45°18′44.78″N 9°29′58.9″E       |                   | IN LODI ABITAVA PIETRO SANTI NATO 1911 INTERNATO MILITARE HOHENSTEIN, HEMER ASSASSINATO 20.2.1944 MOHERS - KOHLENHUCK | Pietro Santi (???, 1911 - Mohers-Kohlenhuck, 20 febbraio 1944) |
| 25 aprile 2023    | Corso Archinti 23 45°18′56.16″N 9°30′02.04″E    |                   | QUI LAVORAVA ETTORE ARCHINTI NATO 1878 ARRESTATO 21.6.1944 DEPORTATO FLOSSENBÜRG ASSASSINATO 17.11.1944               | Ettore Archinti (Lodi, 30 novembre 1878 – Flossenbürg, 17 novembre 1944) |
| 27 gennaio 2024   | Piazza Ospitale, 10 45°18′51.39″N 9°30′27.34″E  |                   | QUI ERA RICOVERATO LUIGI VINCENZO MARZAGALLI NATO 1899 ARRESTATO 29.5.1943 DEPORTATO FLOSSENBÜRG ASSASSINATO 23.3.45  | Luigi Vincenzo Marzagalli (Lodi, 12 luglio 1899 - Flossenbürg, 23 marzo 1945), straccivendolo, coniugato, due figlie. Antifascista, "Barba" così detto, è arrestato il 5 marzo 1943, accusato di propaganda anti regime. Nel giugno 1944, colpito da un militante fascista rimane ferito in uno scontro di piazza e ricoverato in ospedale dal quale è poi prelevato per essere rinchiuso nel carcere di San Vittore, quindi Bolzano a cui segue la deportazione a Flossenbürg, il 7 settembre, fino al trasferimento a Legenfeld, nell'ottobre del 1944, dove muore il 24 marzo del 1945. |
| 27 gennaio 2024   | Via Ottone Morena, 7 45°18′45.25″N 9°30′01.62″E |                   | QUI ABITAVA LUIGI GIULIO MARZAGALLI NATO 1901 ARRESTATO 16.11.1943 DEPORTATO MAUTHAUSEN ASSASSINATO 22.4.1945         | Luigi Giulio Marzagalli (Lodi, 20 ottobre 1901 - Mauthausen, 22 aprile 1945), figlio di Bassano e Adele Marni, fabbro, coniugato con Serena Fenocchi, “Gino” così detto, aiuta ex prigionieri alleati, indirizza i primi giovani partigiani in montagna, raccoglie armi per la Resistenza. È arrestato nel novembre 1943, trasferito a San Vittore, poi deportato nel Reich a Mauthausen dove “Gino” Marzagalli muore il 22 aprile del 1945. |

### Casalpusterlengo
| Pietra d'inciampo | Pietra d'inciampo                                                       | Pietra d'inciampo | Pietra d'inciampo | Note biografiche |
| Data di posa      | Luogo di posa                                                           | Stolpersteine     | Incisione | Note biografiche |
| ----------------- | ----------------------------------------------------------------------- | ----------------- | --- | --- |
| 9 novembre 2024   | Piazza del Popolo fronte Monumento ai Caduti 45°10′45.35″N 9°38′54.64″E |                   | A CASALPUSTERLENGO ABITAVA GIOVANNI MIROTTI NATO 1901 ARRESTATO 10.11.1943 DEPORTATO 1944 MAUTHAUSEN ASSASSINATO 21.3.1945 | Giovanni Mirotti (Casalpusterlengo, 7 aprile 1901 - Mauthausen, 21 marzo 1945), patriota antifascista, attivista comunista, negoziante, figlio di Prospero sindaco del paese nel primo dopoguerra. Già nel 1931 con una ventina di altri militanti comunisti, tra cui il fratello Aldo, organizza nel lodigiano una cellula antifascista clandestina. Pubblicano un foglio illegale distribuito tra gli operai e braccianti. Allo smantellamento dell'organizzazione e l'arresto del fratello, Giovanni benchè sorvegliato dall'OVRA prosegue l'attività clandestina. Denunciato nel 1942, alla caduta del Fascismo intensifica il suo attivismo. Accusato di trasformare il corteo operaio del 4 novembre al monumento ai caduti della Grande guerra in aperta manifestazione antinazista, il 10 del mese stesso è arrestato e dal carcere lodigiano è trasferito al "San Vittore" di Milano prima della deportazione, il 18 febbraio 1944, nel Reich con destinazione Mauthausen. Assassinato il 21 marzo 1945.. |

### Caselle Landi
| Pietra d'inciampo | Pietra d'inciampo                                                 | Pietra d'inciampo | Pietra d'inciampo | Note biografiche |
| Data di posa      | Luogo di posa                                                     | Stolpersteine     | Incisione | Note biografiche |
| ----------------- | ----------------------------------------------------------------- | ----------------- | --- | --- |
| 27 gennaio 2024   | Via IV Novembre, 20 davanti al Municipio 45°06′04.5″N 9°47′34.3″E |                   | QUI ABITAVA E LAVORAVA BASILE COSTANTINO NATO 1894 ARRESTATO 9.12.1944 DEPORTATO MAUTHAUSEN-GUSEN ASSASSINATO 14.8.1944 | Basile Costantino (Martina Franca 1894 - Gusen, 14 agosto 1944), antifascista, dopo il diploma in Ragioneria ottiene l'incarico di segretario comunale a Codogno, dove incontra colei che sarà la moglie. Giunge nel 1938 a Caselle Landi per ricoprire il medesimo ruolo; non prenderà la tessera del PNF nonostante fosse obbligo; oppone strenua opposizione alle continue vessazioni delle camicie nere giunte a pretendere fosse loro consegnata la cassa comunale per apprroppriarsi indebitamente dei soldi. Il 9 dicembre 1943 è prelevato e condotto al carcere di San Vittore per essere poi deportato nel Reich con uno dei tanti treni della morte partiti dal Binario 21 della Stazione Centrale, con destinazione Mauthausen ed infine Gusen dove muore il14 agosto 1944. |

### Codogno
| Pietra d'inciampo | Pietra d'inciampo                          | Pietra d'inciampo | Pietra d'inciampo                                                                     | Note biografiche |
| Data di posa      | Luogo di posa                              | Stolpersteine     | Incisione                                                                             | Note biografiche |
| ----------------- | ------------------------------------------ | ----------------- | ------------------------------------------------------------------------------------- | --- |
| 26 gennaio 2025   | Via Cesaris, 11 45°09′37.74″N 9°41′48.98″E |                   | A CODOGNO ABITAVA ENRICO BORIANI NATO 1925 DEPORTATO MAUTHAUSEN ASSASSINATO 22.4.1945 | Enrico Boriani (Codogno 1925 - Mauthausen, 22 aprile 1945), partigiano, nome di battaglia "Tigre". Arrestato, nel febbraio 1945 è deportato nel Reich con destinazione Mauthausen, dove è assassinato il 22 aprile 1945. Solo nel 1955 alla famiglia fu comunicata la morte di Enrico.. |

### Sant'Angelo Lodigiano
| Pietra d'inciampo | Pietra d'inciampo                               | Pietra d'inciampo | Pietra d'inciampo                                                                                      | Note biografiche |
| Data di posa      | Luogo di posa                                   | Stolpersteine     | Incisione                                                                                              | Note biografiche |
| ----------------- | ----------------------------------------------- | ----------------- | --- | --- |
| 16 gennaio 2017   | Corso Umberto I°, 30 45°14′16.28″N 9°24′33.34″E |                   | QUI ABITAVA UMBERTO BIANCARDI NATO 1903 ARRESTATO 5.8.1944 DEPORTATO 1944 DACHAU ASSASSINATO 25.2.1945 | Umberto Biancardi ([???, 28 agosto 1903 - Dachau, 25 febbraio 1945), partigiano. Dopo l'armistizio dell'8 settembre 1943 si unisce alle Brigate del popolo al cui comando è Enrico Mattei. Dal gennaio al luglio 1944 nella sua tipografia stampa l'edizione milanese di un giornale clandestino antifascista, Risorgimento Liberale, con contributi giornalistici di Alessandro Tonolli e Piero Speziani. Il 5 agosto 1944 è arrestato e rinchiuso nel carcere di San Vittore di Milano, per essere trasferito, il 7 settembre 1944, a Bolzano a cui segue la deportazione, il 5 ottobre 1944, nel Reich con destinazione Dachau, immatricolato col numero 113151, classificato "Schutz" – (Schutzhäftlinge). È assassinato il 25 febbraio 1945. |

## Provincia di Mantova
La provincia di Mantova ospita 15 pietre d'inciampo.

### Mantova

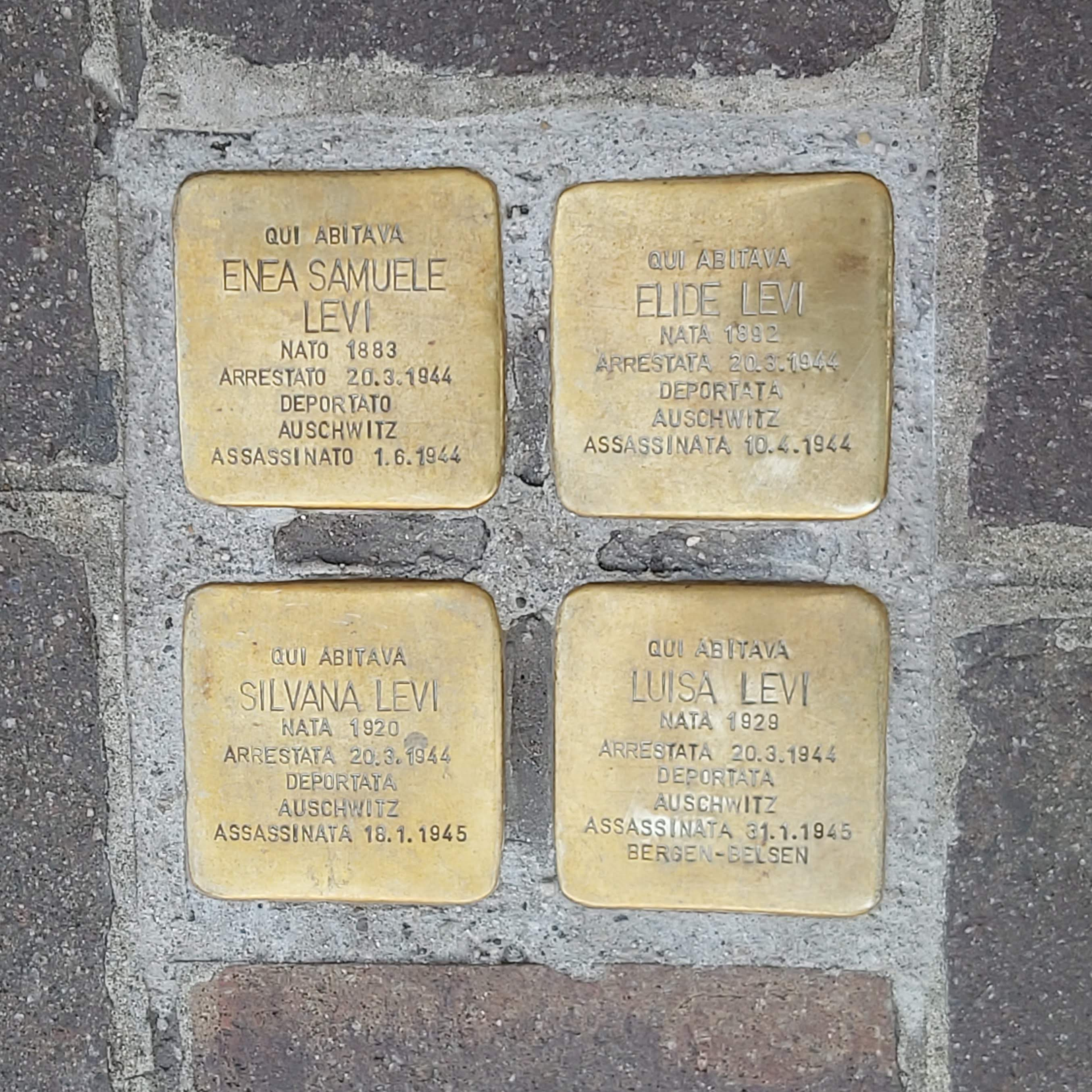
Pietre d'inciampo per la famiglia Levi.

Mantova accoglie 12 pietre d'inciampo, collocate tra il 2020 e il 2025.
 La posa delle pietre dedicate alla famiglia Levi nel 2020 è stata promossa da Franco Levi, unico sopravvissuto della famiglia.
| Pietra d'inciampo | Pietra d'inciampo                                     | Pietra d'inciampo | Pietra d'inciampo                                                                                                  | Note biografiche |
| Data di posa      | Luogo di posa                                         | Stolpersteine     | Incisione | Note biografiche |
| ----------------- | ----------------------------------------------------- | ----------------- | --- | --- |
| 10 gennaio 2020   | Via Principe Amedeo 40/42 45°09′13.99″N 10°47′24.45″E |                   | QUI ABITAVA ELIDE LEVI NATA 1892 ARRESTATA 20.3.1944 DEPORTATA AUSCHWITZ ASSASSINATA 10.4.1944                     | Elide Levi (??? 1892 - Auschwitz, 10 aprile 1944) |
| 10 gennaio 2020   | Via Principe Amedeo 40/42 45°09′13.99″N 10°47′24.45″E |                   | QUI ABITAVA ENEA SAMUELE LEVI NATO 1883 ARRESTATO 20.3.1944 DEPORTATO AUSCHWITZ ASSASSINATO 1.6.1944               | Enea Samuele Levi (??? 1883 - Auschwitz, 1 giugno 1944) |
| 10 gennaio 2020   | Via Principe Amedeo 40/42 45°09′13.99″N 10°47′24.45″E |                   | QUI ABITAVA SILVANA LEVI NATA 1920 ARRESTATA 20.3.1944 DEPORTATA AUSCHWITZ ASSASSINATA 18.1.1945                   | Silvana Levi (Mantova, 1920 - Auschwitz, 18 gennaio 1945) |
| 10 gennaio 2020   | Via Principe Amedeo 40/42 45°09′13.99″N 10°47′24.45″E |                   | QUI ABITAVA LUISA LEVI NATA 1929 ARRESTATA 20.3.1944 DEPORTATA AUSCHWITZ ASSASSINATA 31.1.1945 BERGEN-BELSEN       | Luisa Levi (Mantova, 10 novembre 1929 - Bergen-Belsen, 31 gennaio 1945) Figlia più giovane di Enea Samuele Levi ed Elide Levi, aveva due fratelli: Franco e Silvana. Il 20 marzo 1944 fu arrestata insieme ai genitori e alla sorella a Milano, dove la famiglia si era rifugiata. Dopo il carcere milanese, Luisa Levi con la madre e la sorella Silvana fu poi detenuta nella casa di riposo ebraica di Mantova in Via Gilberto Govi. Il 5 aprile 1944, tutti e tre furono deportate ad Auschwitz dove giunsero il 10 aprile 1944 con il Transport 9. Luisa fu poi trasferita nel campo di concentramento di Bergen-Belsen e lì assassinata il 31 gennaio 1945. Fu la più giovane vittima mantovana della Shoah. |
| 27 gennaio 2022   | Viale di Poggio Reale 9 45°10′39.69″N 10°47′54.08″E   |                   | QUI LAVORAVA FELICE TOLAZZI NATO 1909 ARRESTATO COME POLITICO 8.4.1944 DEPORTATO FLOSSENBURG ASSASSINATO 13.2.1945 | Felice Tolazzi (??? 1909- Flossenbürg, 13 febbraio 1945). Organizzatore della prima cellula antifascista in fabbrica. In seguito a delazione è arrestato, deportato in Germania, richiuso nel campo di concentramento di Buchenwald, poi trasferito al Dachau infine nel Flossenbürg da dove non farà più ritorno. |
| 27 gennaio 2023   | Corso Umberto I, 89 45°09′28.73″N 10°47′34.22″E       |                   | QUI ABITAVA JOLANDA DUGONI NATA 1924 ARRESTATA COME POLITICA 2.3.1944 DEPORTATA RAVENSBRÜK LIBERATA                | Jolanda Dugoni (Frejus, 7 novembre 1924 - Mantova, 11 luglio 2019). All'epoca residente in Francia in seguito alla sua opera in difesa degi Ebrei, è deportata il 10 marzo 1944 in Germania come politica, rinchiusa nel lager nazista per donne di Ravensbrück, alla liberazione del campo dell'aprile 1945, nel settembre arriva a Mantova stabilendovisi. Diventerà testimone degli orrori vissuti nel campo di concentramento presso gli studenti delle scuole mantovane. |
| 23 aprile 2025    | Via Trento 45°09′49.71″N 10°47′22.05″E                |                   | A MANTOVA ABITAVA DON COSTANTE BERSELLI NATO 1912 NELLA RESISTENZA ARRESTATO 2.8.1944 DEPORTATO DACHAU LIBERATO    | Don Costante Berselli (Mantova, 14 settembre 1912 - 7 ottobre 1994). Fu uno studioso di storia e un partigiano impegnato nella Resistenza. Nella sua casa di Mantova il 7 luglio 1944 si era costituito il Comitato di Liberazione Nazionale. Il 2 agosto fu arrestato nella canonica della chiesa dei Santi Gervasio e Protasio, a Mantova, mentre utilizzava una ricetrasmittente collegata con gli alleati. Tradotto prima a Verona, venne internato nell'ottobre 1944 a Dachau e fece ritorno alla fine della guerra nel maggio 1945. |
| 23 aprile 2025    | Via Trento 45°09′49.71″N 10°47′22.05″E                |                   | MANTOVA ABITAVA FRANCO FINETTI NATO 1925 NELLA RESISTENZA DEPORTATO 5.10.1944 DACHAU MORTO 12.3.1945 OBERLINGER    | Franco Finetti (Cremona, 4 luglio 1925 - Dachau, 12 marzo 1945). Figlio di Mario e Ida Roda trasferitisi nel 1935 a San Giorgio di Mantova. Antifascista, frequenta gli ambienti della Resistenza mantovana. Scoperta l'attività di raccolta informazioni a favore degli Uffici inglesi, viene arrestato dalla Gestapo insieme ad altri quindici patrioti, ai primi di marzo del 1944 e deportato nel Reich, internato nel sottocampo di Überlingen di Dachau, dove è assassinato il 12 marzo 1945. |
| 23 aprile 2025    | Via Trento 45°09′49.71″N 10°47′22.05″E                |                   | A MANTOVA ABITAVA SPARTACO SPAGGIARI NATO 1922 NELLA RESISTENZA ARRESTATO 5.3.1944 DEPORTATO DACHAU LIBERATO       | Spartaco Spaggiari (Mantova, 15 agosto 1922 - Mantova, 9 settembre 2009) |
| 23 aprile 2025    | Via Trento 45°09′49.71″N 10°47′22.05″E                |                   | A MANTOVA ABITAVA ALDO SALVADORI NATO 1917 NELLA RESISTENZA DEPORTATO 5.10.1944 DACHAU ASSASSINATO 5.4.1945        | Aldo Salvadori (???, 1917 - Dachau, 5 aprile 1945) |
| 23 aprile 2025    | Via Trento 45°09′49.71″N 10°47′22.05″E                |                   | A MANTOVA ABITAVA LUIGI BOSELLI NATO 1915 NELLA RESISTENZA DEPORTATO 5.10.1944 DACHAU FUCILATO 20.11.1944          | Luigi Boselli (Voghera, 20 aprile 1915 - Dachau, 20 novembre 1944) |
| 23 aprile 2025    | Via Trento 45°09′49.71″N 10°47′22.05″E                |                   | A MANTOVA ABITAVA GIOVANNI FERRAIOLO NATO 1927 NELLA RESISTENZA DEPORTATO 5.10.1944 DACHAU FUCILATO 20.11.1944     | Giovanni Ferraiolo (Napoli, 18 aprile 1927 - Dachau, 20 novembre 1944) |

### Guidizzolo
| Pietra d'inciampo | Pietra d'inciampo                                 | Pietra d'inciampo | Pietra d'inciampo                                                                                 | Note biografiche |
| Data di posa      | Luogo di posa                                     | Stolpersteine     | Incisione                                                                                         | Note biografiche |
| ----------------- | ------------------------------------------------- | ----------------- | ------------------------------------------------------------------------------------------------- | --- |
| 24 marzo 2024     | Via Bruno Rodella, 64 45°19′05.34″N 10°35′04.25″E |                   | QUI ABITAVA BRUNO RODELLA NATO 1917 ARRESTATO 1.1.1944 ROMA ASSASSINATO 24.3.1944 FOSSE ARDEATINE | Bruno Rodella (Guidizzolo, 17 ottobre 1917 - Roma, 24 marzo 1944) partigiano. Nel 1933 si trasferisce con la famiglia a Roma. Studente di giurisprudenza è chiamato alle armi nel giugno del 1940 come Sottotenente dei Bersaglieri e assegnato alla "Divisione Piave". Dopo l'armistizio dell'8 settembre 1943 entra nella Resistenza tra le file di Giustizia e Libertà. Fermato il 1º gennaio 1944 durante un rastrellamento fascista è trovato in possesso di tre documenti d'identità, due falsificati. Arrestato, condotto a Regina Coeli, emergono volantini e materiale di propaganda antifascista nella perquisizione del suo appartamento. Il 22 marzo 1944 è condannato dal "Feldgericht" -il Tribunale Militare di Guerra tedesco- a 15 anni di reclusione. Nel pomeriggio del 24 marzo 1944 è prelevato dai nazisti da Regina Coeli e condotto alle Cave Ardeatine e trucidato insieme ad altri 334 patrioti nell'Eccidio delle Fosse Ardeatine. Una pietra d'inciampo a suo nome è posata nel Municipio XIII di Roma. |

### Rivarolo Mantovano
| Pietra d'inciampo | Pietra d'inciampo                           | Pietra d'inciampo | Pietra d'inciampo                                                                              | Note biografiche |
| Data di posa      | Luogo di posa                               | Stolpersteine     | Incisione                                                                                      | Note biografiche |
| ----------------- | ------------------------------------------- | ----------------- | ---------------------------------------------------------------------------------------------- | --- |
| 24 gennaio 2024   | Via Mazzini, 60 45°04′10.02″N 10°26′03.75″E |                   | QUI ABITAVA ALDO MILLA NATO 1896 ARRESTATO 15.1.1944 DEPORTATO AUSCHWITZ ASSASSINATO 10.4.1944 | Aldo Milla (Rivarolo Mantovano, 19 settembre 1896 - Auschwitz, 10 gennaio 1944), figlio di Alberto e Eugenia Norsa, arrestato nel gennaio 1944, il 5 aprile è deportato nel Reich con destinazione Auschwitz dove giunge il 10 aprile. Assassinato al suo arrivo al campo. |

### Viadana
| Pietra d'inciampo | Pietra d'inciampo                         | Pietra d'inciampo | Pietra d'inciampo | Note biografiche |
| Data di posa      | Luogo di posa                             | Stolpersteine     | Incisione | Note biografiche |
| ----------------- | ----------------------------------------- | ----------------- | --- | --- |
| 25 gennaio 2023   | Via Garibaldi 44°55′40.74″N 10°31′42.59″E |                   | QUI ABITAVA GIOVANNI TAMAGNI NATO 1902 ARRESTATO COME POLITICO 2.3.1944 DEPORTATO MAUTHAUSEN-GUSEN ASSASSINATO 14.1.1945 | Giovanni Tamagni (Viadana, 2 febbraio 1902 - Gusen II, 14 gennaio 1945) diplomatosi elettricista apre un'attività in proprio. Venticinquenne sposa Adalgisa Soliani dalla quale avrà due figli. Giuseppe ed il figlio Dante si trasferiscono a Sesto San Giovanni. Il primo trova lavoro alla Breda, il secondo alla Osva, ed in conseguenza al contributo di queste due aziende alla guerra, entrambi sono esentati dal servizio militare. In fabbrica Giovanni si avvicina alla Resistenza, assumendosi compiti di collegamento e supporto alle attività del Gap interno alla fabbrica. Partecipa ai grandi scioperi operai del 1944 dell'hinterland milanese. Come conseguenza, il 2 marzo viene condotto alla sede della Legione 'Muti' per essere interrogato e arrestato, rinchiuso nel carcere di San Vittore, quindi dal binario 21 della stazione centrale di Milano deportato a Mauthausen, quindi Gusen II. Ricoverato nell'ospedale del campo, il 14 gennaio 1945, viene ucciso con un'iniezione di fenolo al cuore. Per il suo contributo alla causa partigiana riceve la Croce al merito di guerra e la Medaglia d'oro al valor militare. |

## Città metropolitana di Milano
Nella città metropolitana di Milano sono presenti 347 pietre d'inciampo. La prima pietra d'inciampo venne collocata a Milano il 19 gennaio 2017 e fu dedicata ad Alberto Segre, padre di Liliana Segre.

### Cassano d'Adda
A Cassano d'Adda sono presenti 9 pietre d'inciampo, tutte posate il 27 gennaio 2022.
| Pietra d'inciampo | Pietra d'inciampo                         | Pietra d'inciampo | Pietra d'inciampo                                                                               | Note biografiche |
| Data di posa      | Luogo di posa                             | Stolpersteine     | Incisione                                                                                       | Note biografiche |
| ----------------- | ----------------------------------------- | ----------------- | ----------------------------------------------------------------------------------------------- | --- |
| 27 gennaio 2022   | Via Mazzini 74 45°31′44.17″N 9°31′24.22″E |                   | QUI ABITAVA AUGUSTO LUISADA NATO 1882 ARRESTATO 17.11.1943 DEPORTATO AUSCHWITZ ASSASSINATO      | Augusto Luisada (Livorno, 13 aprile 1882 - Auschwitz, ???), figlio di Vittorio Luisada e Enrichetta Della Torre. Sposa Gina Della Rocca. Da lei avrà du figli, Clara e Piero. Condivideranno il tragico destino. Deportati ad Auschwitz non faranno più ritorno |
| 27 gennaio 2022   | Via Mazzini 74 45°31′44.17″N 9°31′24.22″E |                   | QUI ABITAVA GINA DELLA ROCCA NATA 1889 ARRESTATA DEPORTATA AUSCHWITZ ASSASSINATA                | Gina Della Rocca (Livorno, 11 marzo 1889 - Auschwitz, ???), figlia di Sabato Enrico Della Rocca e Clara Morais. Sposa di Augusto Luisada. Madre di Clara e Piero. Deportata ad Auschwitz da dove non fece più ritorno. |
| 27 gennaio 2022   | Via Mazzini 74 45°31′44.17″N 9°31′24.22″E |                   | QUI ABITAVA CLARA LUISADA NATA 1911 ARRESTATA 17.11.1943 DEPORTATA AUSCHWITZ ASSASSINATA        | Clara Luisada (Livorno, 26 novembre 1911 - Auschwitz, ???), di Augusto e Gina Della Rocca. Sorella di Piero, deportata ad Auschwitz da dove non farà più ritorno. |
| 27 gennaio 2022   | Via Mazzini 74 45°31′44.17″N 9°31′24.22″E |                   | QUI ABITAVA PIERO LUISADA NATO 1913 ARRESTATO 17.11.1943 DEPORTATO AUSCHWITZ ASSASSINATO        | Nome Cognome (Livorno, 1 agosto 1913 - Auschwitz, ???), di Augusto e Gina Della Rocca. Fratello di Clara. Deportato ad Auschwitz non farà più ritorno |
| 27 gennaio 2022   | Via Mazzini 74 45°31′44.17″N 9°31′24.22″E |                   | QUI ABITAVA LEONELLO MORAIS NATO 1895 ARRESTATO 17.11.1943 DEPORTATO AUSCHWITZ ASSASSINATO      | Lionello Morais (Genova, 6 ottobre 1895 - Auschwitz, ???), di Alberto Morais e Rosa Vitale. Coniugato con Greca Nella Finzi è arrestato a Cassano d'Adda il 17 novembre 1943 per essere rinchiuso nel San Vittore a Milano. Il 6 dicembre un convoglio partì dal Binario 21 della Stazione di Milano Centrale per Auschwitz da dove non fece più ritorno. |
| 27 gennaio 2022   | Via Mazzini 74 45°31′44.17″N 9°31′24.22″E |                   | QUI ABITAVA GRECA NELLA FINZI NATA 1898 ARRESTATA 17.11.1943 DEPORTATA AUSCHWITZ ASSASSINATA    | Greca Nella Finzi (Torino, 5 aprile 1898 - Auschwitz, ???), figlia di Achille Finzi e Linda Levi. Sposa Leonello Morais e dal matrimonio nasce Giorgina: Tutta la famiglia sarà deportata il 17 novembre 1943 a Auschwitz. Nessuno sopravvive alla Shoah. |
| 27 gennaio 2022   | Via Mazzini 74 45°31′44.17″N 9°31′24.22″E |                   | QUI ABITAVA GIORGINA MORAIS NATA 1922 ARRESTATA 17.11.1943 DEPORTATA AUSCHWITZ ASSASSINATA      | Giorgina Morais (Genova, 27 giugno 1922 - Auschwitz, ???), d1 Leonello Morais e Greca Nella Finzi. Sposa Piero Luisada. Ė arrestata il 1 novembre 1943 a Cassano. Detenuta a San Vittore a Milano dal cui Binario 21 il 6 dicembre un convoglio partì con destinazione Auschwitz da dove non fece più ritorno. |
| 27 gennaio 2022   | Via Mazzini 74 45°31′44.17″N 9°31′24.22″E |                   | QUI ABITAVA FRANCO DAVID LUISADA NATO 1942 ARRESTATO 17.11.1943 DEPORTATO AUSCHWITZ ASSASSINATO | Franco David Luisada (Milano, 11 luglio 1942 - Auschwitz, 10 aprile 1944), di Piero Luisada e Giorgina Morais. Deportato con i genitori ad Auschwitz. Nessuno sopravviverà alla Shoah. |
| 27 gennaio 2022   | Via Mazzini 74 45°31′44.17″N 9°31′24.22″E |                   | QUI ABITAVA IDA GINA CARMI NATA 1880 ARRESTATA 17.11.1943 DEPORTATA AUSCHWITZ ASSASSINATA       | Ida Gina Carmi (Vercelli, 2 agosto 1880 - Auschwitz, ???), di Raffaele e Olimpia De Benedetti. Con i cinque fratelli fu cresciuta da uno zio in seguito alla morte precoce dei genitori. Sposò Massimo Vulpes, cattolico, a Torino nonostante le resistenze della di lui famiglia che non vedeva di buon occhio l'unione del figlio con una ebrea. La coppia si trasferì a Milano e qui nacque la loro figlia Massimiliana il 16 giugno del 1922, battezzata con rito cattolico a Torino. La famiglia sfollò a Cassano d'Adda in seguito ai bombardamenti su Milano nel 1942 insieme ai parenti di Ida stabilendosi in una casa di proprietà di un fascista. Il marito e la figlia fecero i pendolari con Milano, il primo per lavoro, la figlia per frequentare l'università. Nonostante gli avvertimenti e inviti rivoltele dal marito a nascondersi in seguito all'arrivo degli occupanti nazisti, Ida non volle abbandonare i familiari. Il 17 novembre del '43, al ritorno da milano, suo marito e sua figlia, trovarono la casa vuota; una vicina riferì loro che Ida era stata prelevata insieme ai parenti ebrei e rinchiusa nel carcere di Cassano. Trasferita il giorno successivo a San Vittore. Nel gennaio del '44 è nel Campo di transito di Fossoli mentre i parenti già nel dicembre del '43 erano stati deportati in Germania. Nel luglio del '44 Ida invia una lettera al marito e figlia comunicando il suo imminente trasferimento a Verona. Da qui successivamente sarà internata ad Auschwitz non facendo più ritorno. |

### Cernusco sul Naviglio
| Pietra d'inciampo | Pietra d'inciampo                             | Pietra d'inciampo | Pietra d'inciampo                                                                                                  | Note biografiche |
| Data di posa      | Luogo di posa                                 | Stolpersteine     | Incisione | Note biografiche |
| ----------------- | --------------------------------------------- | ----------------- | --- | --- |
| 18 gennaio 2020   | Via Marcelline, 27 45°31′34.08″N 9°19′55.46″E |                   | QUI ABITAVA VIRGINIO ORIANI NATO 1927 ARRESTATO 18.12.1943 DEPORTATO 1944 MAUTHAUSEN ASSASSINATO 22.4.1945 EBENSEE | Virginio Oriani (Cernusco sul Naviglio, 5 giugno 1927 - Ebensee, 22 aprile 1945), sedicenne è arrestato a Cernusco il 18 dicembre 1943, con altri cinque cernuschesi, per attività di propaganda antifascista. Portato nel carcere di San Vittore, vi passa l’inverno. In primavera è deportato nel Reich destinato al campo di Mauthausen, trasferito a Ebensee dove muore a 17 anni il 22 aprile 1945. Di Virginio rimane il commosso ricordo del compagno di prigionia, Roberto Camerani, che con le sue dolci e strazianti parole, lo ha strappato all’oblio nelle pagine del libro "Il Viaggio" di cui è autore. |
| 18 gennaio 2020   | Via Cavour, 23 45°31′24.34″N 9°19′52.21″E     |                   | QUI ABITAVA ROBERTO CAMERANI NATO 1925 ARRESTATO 18.12.1943 DEPORTATO 1944 MAUTHAUSEN-EBENSEE LIBERATO             | Roberto Camerani (Triuggio, 9 aprile 1925 - Cernusco sul Naviglio, 20 luglio 2005), Giovane antifascista, con la famiglia, è sfollato a Cernusco sul Naviglio. Dopo l'8 settembre 1943 entra nella Resistenza facendo, ingenuamente, apertamente opera di propaganda. Arrestato dai tedeschi il 18 dicembre 1943 con altri cinque compagni, tra i quali Virginio Oriani, è rinchiuso a San Vittore da dove il 4 marzo 1944 sarà deportato nel Reich destinato al campo di Mauthausen, matricola 57555. Trasferito a Ebensee, adibito al lavoro forzato per gli scavi di una galleria. Perde trenta chili, ma sopravvive: all'arrivo degli americani e la liberazione del campo è allo stremo delle forze. Ricoverato e curato dalla Croce Rossa, dopo un periodo di convalescenza, torna in Italia, si sposerà nel 1955. Per il resto della sua vita è testimone instancabile della sofferenza della deportazione, raccontata anche nel libro di cui è autore: "Il Viaggio". Muore il 20 luglio 2005. |

### Cerro al Lambro
| Pietra d'inciampo | Pietra d'inciampo                                   | Pietra d'inciampo | Pietra d'inciampo                                                                       | Note biografiche |
| Data di posa      | Luogo di posa                                       | Stolpersteine     | Incisione                                                                               | Note biografiche |
| ----------------- | --------------------------------------------------- | ----------------- | --------------------------------------------------------------------------------------- | --- |
| 26 gennaio 2020   | Piazza Roma, 11 (municipio) 45°19′54.05″N 9°20′38″E |                   | QUI ABITAVA CARLO INZOLI NATO 1892 ARRESTATO 23.11.1944 DEPORTATO MORTO 20.2.1945 KAHLA | Carlo Inzoli (Cerro al Lambro, ??? 1892 - Kahla, 20 febbraio 1945), marito di Velia e padre di quattro figli, operaio alla Pirelli Bicocca di Milano, sindacalista, antifascista. È prelevato dalle SS il 23 novembre 1944 nello stabilimento nel corso dello sciopero generale.. Arrestato, detenuto a San Vittore nel braccio gestito dalle SS, quindi deportato nel Reich al campo di lavoro di Kahla, dove muore il 20 febbraio 1945. |

### Cinisello Balsamo
| Pietra d'inciampo | Pietra d'inciampo                                     | Pietra d'inciampo | Pietra d'inciampo | Note biografiche |
| Data di posa      | Luogo di posa                                         | Stolpersteine     | Incisione | Note biografiche |
| ----------------- | ----------------------------------------------------- | ----------------- | --- | --- |
| 16 gennaio 2020   | Via Carmelita de Ponti, 22 45°33′36.12″N 9°12′54.47″E |                   | QUI ABITAVA ATTILIO BARICHELLA NATO 1909 ARRESTATO 27.3.1944 DEPORTATO MAUTHAUSEN ASSASSINATO 2.10.1944 CASTELLO DI HARTHEIM | Attilio Barichella (Piazzola sul Brenta, 3 febbraio 1909 - Harteim, 2 ottobre 1944), operaio presso la Falk Vittoria di Sesto San Giovanni, per la partecipazione allo sciopero generale del marzo 1944 è arrestato a casa il 28 marzo 1944, tradotto a San Vittore, quindi trasferito alla Caserma Umberto I° di Bergamo ed infine deportato il 5 aprile 1944, con uno dei tanti Treni della morte partiti dal Binario 1 della stazione ferroviaria locale, al campo di Mauthausen, matricola 61553, quindi trasferito al Castello di Hartheim dove è assassinato il 2 ottobre del 1944 |
| 16 gennaio 2020   | Via Piave, 9 45°33′24.54″N 9°12′34.93″E               |                   | QUI ABITAVA «Oliviero» LIMONTA NATO 1923 ARRESTATO 13.3.1944 DEPORTATO MAUTHAUSEN ASSASSINATO 24.8.1944 CASTELLO DI HARTHEIM | Riviero (Oliviero) Limonta (Barzago, 28 gennaio 1923 - Harteim, 24 agosto 1944), apprendista lattoniere alla Breda, per la partecipazione allo sciopero generale del marzo 1944 è arrestato a casa nella notte del il 14 marzo 1944, tradotto a San Vittore, quindi trasferito alla Caserma Umberto I° di Bergamo ed infine deportato il 17 marzo 1944, col convoglio partito dal Binario 1 della stazione ferroviaria locale, a Mauthausen, matricola 58942, quindi trasferito al Castello di Hartheim dove è assassinato il 24 agosto 1944                                             |
| 16 gennaio 2020   | Via Guicciardini, 15 45°33′43.36″N 9°14′25.74″E       |                   | QUI ABITAVA ALDO BERETTA NATO 1924 ARRESTATO 22.3.1944 DEPORTATO MAUTHAUSEN ASSASSINATO 21.4.1944 GUSEN                      | Aldo Beretta (Vimercate, 29 maggio 1924 - Gusen, 21 aprile 1945), tornitore specializzato alla Ercole Marelli, accusato di aver partecipato allo sciopero generale del marzo 1944 sfugge ad una prima cattura il 28 marzo 1944, ma non all'arresto definitivo avvenuto in un locale pubblico il 22 ottobre 1944, tradotto a San Vittore, quindi al campo di Bolzano da dove è deportato, via Brennero, al campo di concentramento di Mauthausen, matricola 110107, quindi trasferito ad Auschwitz, nuovamente Mauthausen, infine al campo di Gusen dove muore il 21 aprile 1945.         |

### Cologno Monzese
| Pietra d'inciampo | Pietra d'inciampo                                              | Pietra d'inciampo | Pietra d'inciampo                                                                                          | Note biografiche |
| Data di posa      | Luogo di posa                                                  | Stolpersteine     | Incisione                                                                                                  | Note biografiche |
| ----------------- | -------------------------------------------------------------- | ----------------- | --- | --- |
| 25 aprile 2021    | Via Fontanile angolo Piazza Castello 45°31′39.2″N 9°16′35.59″E |                   | QUI ABITAVA ANTONIO FANZEL NATO 1908 ARRESTATO MARZO 1944 DEPORTATO MAUTHAUSEN ASSASSINATO 20.8.1944 GUSEN | Antonio Fanzel (Teglio Veneto, 2 dicembre 1908 - Gusen, 20 agosto 1944), residente a Cologno Monzese, lavora alla Falck Vittoria di Sesto San Giovanni. Antifascista, partigiano è arrestato il 27 marzo 1944 a causa della partecipazione allo sciopero generale di inizio mese. Portato a S. Vittore a Milano, poi trasferito alla caserma Umberto I° di Bergamo dal cui Binario 1 cittadino è deportato nel Reich con uno dei tanti treni della morte partito il 5 aprile 1944 con destinazione Mauthausen, matricola 61630, trasferito in seguito al campo di Gusen dove muore il 20 agosto 1944. Ai familiari sono giunte alcune lettere scritte da Antonio in prigionia grazie a delle persone alle quali sono state consegnate per essere spedite. Le ultime sono state lanciate dai treni diretti ai campi di concentramento, raccolte da sconosciuti, che le hanno poi inviate ai destinatari. |

### Corbetta
| Pietra d'inciampo | Pietra d'inciampo                               | Pietra d'inciampo | Pietra d'inciampo                                                                                        | Note biografiche |
| Data di posa      | Luogo di posa                                   | Stolpersteine     | Incisione                                                                                                | Note biografiche |
| ----------------- | ----------------------------------------------- | ----------------- | --- | --- |
| 23 aprile 2023    | Via Armando Diaz, 11 45°27′53.94″N 8°55′24.12″E |                   | QUI ABITAVA MARCELLO PIANTA NATO 1908 ARRESTATO 8.8.1944 DEPORTATO DACHAU ASSASSINATO 26.3.1945 MÜHLDORF | Marcello Pianta (Corbetta, 1908 - Mühldorf am Inn, 26 marzo 1945), bracciante agricolo e partigiano, viene arrestato l'8 agosto del 1944 durante una visita medica all'ospedale di Magenta e deportato in un campo satellite di Dachau nella categoria "Schutz" con numero di matricola 113475. Muore assassinato il 26 marzo 1945 mentre si trova nel campo di concentramento di Mühldorf. |

### Cornaredo
| Pietra d'inciampo | Pietra d'inciampo                            | Pietra d'inciampo | Pietra d'inciampo                                                                                         | Note biografiche |
| Data di posa      | Luogo di posa                                | Stolpersteine     | Incisione                                                                                                 | Note biografiche |
| ----------------- | -------------------------------------------- | ----------------- | --- | --- |
| 6 febbraio 2021   | Via Magenta, 73 45°30′38.28″N 9°01′45.52″E   |                   | QUI ABITAVA MARIO GRASSI NATO 1924 ARRESTATO 16.3.1944 DEPORTATO MAUTHAUSEN ASSASSINATO 30.4.1945         | Mario Grassi (Cornaredo, 4 gennaio 1924 - Mauthausen, 30 aprile 1945), saldatore dipendente della Falck di Sesto San Giovanni è arrestato a Milano il 16 marzo 1944, deportato politico nel Reich destinato a Mauthausen dove giunge l'8 aprile 1944; matricola 61660, è assassinato il 30 aprile 1945.                                                                                               |
| 6 febbraio 2021   | Via San Carlo, 11 45°30′10.99″N 9°01′40.97″E |                   | QUI ABITAVA ADOLFO BRIVIO NATO 1912 ARRESTATO MAR. 1943 DEPORTATO MAUTHAUSEN ASSASSINATO 31.10.1944 GUSEN | Adolfo Brivio (Cornaredo, 9 aprile 1912 - Gusen, 31 ottobre 1944), operaio, antifascista, arrestato a Cornaredo a seguito di una probabile delazione. Con uno dei tanti treni della morte partiti dal Binario 21 della stazione centrale di Milano è deportato nel Reich destinato a Mauthausen dove giunge l'8 aprile 1944, matricola 61583; trasferito a Gusen muore tra il 3 e il 31 ottobre 1944. |

### Corsico
| Pietra d'inciampo | Pietra d'inciampo                              | Pietra d'inciampo | Pietra d'inciampo                                                                                 | Note biografiche |
| Data di posa      | Luogo di posa                                  | Stolpersteine     | Incisione                                                                                         | Note biografiche |
| ----------------- | ---------------------------------------------- | ----------------- | ------------------------------------------------------------------------------------------------- | --- |
| 21 aprile 2023    | Via Luigi Salma, 13 45°25′43.02″N 9°06′30.51″E |                   | QUI ABITAVA LUIGI SALMA NATO 1902 ARRESTATO 13.11.1943 DEPORTATO MAUTHAUSEN ASSASSINATO 18.6.1944 | Luigi Salma (Corsico, ??? 1902 - Mauthausen, 18 giugno 1944), sposa Erminia, un figlio (in vita alla data di posa). Operaio alla cartiera Burgo, esponente di spicco della commissione interna, rispettato dai compagni di lavoro di cui perorava la causa con generosità e buon senso. Antifascista, è prelevato in casa dalle SS all'alba del 13 novembre 1943, alla presenza del piccolo figlio Alberto, assente la moglie, quella mattina di turno alla cartiera, che non lo vedrà mai più. Portato nel carcere di San Vittore a Milano, quindi, prigioniero politico è deportato nel Reich destinato a Mauthausen, matricola 57624. Muore il 18 giugno 1944.. |

### Gessate
| Pietra d'inciampo | Pietra d'inciampo                                        | Pietra d'inciampo | Pietra d'inciampo | Note biografiche |
| Data di posa      | Luogo di posa                                            | Stolpersteine     | Incisione | Note biografiche |
| ----------------- | -------------------------------------------------------- | ----------------- | --- | --- |
| 25 aprile 2023    | Via Montello, 16 45°33′18.97″N 9°26′11.36″E              |                   | QUI È NATO E HA ABITATO BRUNO BERTELLI NATO 1914 ARRESTATO MARZO 1944 DEPORTATO MAUTHAUSEN ASSASSINATO 30.4.1945 EBENSEE | Bruno Bertelli (Gessate, 21 settembre 1914- Ebensee, 30 aprile 1945). Seppellito nella fossa comune del campo, nel luogo dove la vedova di Roberto Lepetit fece erigere un monumento a ricordo del marito e dei compagni di prigionia con lui lì sepolti.                                                                                    |
| 25 aprile 2023    | Piazza Municipio 45°33′13.48″N 9°26′08.65″E              |                   | IN GESSATE NACQUE GIULIO DOSSI NATO 1916 INTERNATO SETT. 1943 WASUNGEN MAUTHAUSEN ASSASSINATO 13.4.1944                  | Giulio Dossi (Gessate, 11 gennaio 1916- Wasungen, 13 aprile 1945), caporale inquadrato nel II° Regg. Pontieri. |
| 25 aprile 2023    | Via Padova, 17 Cascina Gnocco 45°32′51.45″N 9°26′49.79″E |                   | QUI ABITAVA GIOVANNI BRAMBILLA NATO 1915 INTERNATO SETT. 1943 STALAG IV B MAUTHAUSEN ASSASSINATO 13.1.1944 KÖNIGSWARTHA  | Giovanni Brambilla (Gessate, 12 marzo 1915- Königswartha, 1 gennaio 1944), caporal maggiore del 41° Reg. Fanteria. Fu sepolto nel cimitero di Königswartha. |
| 25 aprile 2023    | Via Padova, 17 Cascina Gnocco 45°32′51.45″N 9°26′49.79″E |                   | QUI ABITAVA MARCELLO CAVENAGHI NATO 1921 INTERNATO 9.8.1943 STALAG VICC ASSASSINATO 11.9.1944 FÜLLEN                     | Marcello Cavenaghi (Gessate, 22 luglio 1921- Fullen, 11 settembre 1944), appartenente al 41º fanteria è catturato sul fronte Croato immediatamente dopo l'armistizio dell'8 settembre 1943; deportato nel Reich, matricola 41449, muore nel campo per malattia l'11 settembre 1944. Fu seppellito nel Cimitero militare italiano di Amburgo. |

### Legnano
A Legnano sono presenti 12 pietre d'inciampo, posate tra il 2022 e il 2023.
Il 5 gennaio 1944 le SS fanno irruzione nel piazzale della fabbrica "Franco Tosi" dove i dipendenti, operai e impiegati, proseguono gli scioperi per rivendicare miglior trattamento economico, allora limitato alla pura sopravvivenza e il porre fine alla guerra. Decine di dipendenti sono portati a San Vittore, in seguito rilasciati tranne otto, deportati in seguito nel Reich. Paolo Cattaneo fu l’unico a sopravvivere al lager, ma si suicidò dopo la fine della guerra nel 1968..
| Pietra d'inciampo | Pietra d'inciampo                                                   | Pietra d'inciampo | Pietra d'inciampo | Note biografiche |
| Data di posa      | Luogo di posa                                                       | Stolpersteine     | Incisione | Note biografiche |
| ----------------- | ------------------------------------------------------------------- | ----------------- | --- | --- |
| 10 gennaio 2022   | Piazza Monumento ingresso "Franco Tosi" 45°35′40.24″N 8°54′42.62″E  |                   | QUI LAVORAVA PERICLE CIMA NATO 1899 ARRESTATO 5.1.1944 DEPORTATO MAUTHAUSEN ASSASSINATO 11.4.1945 STEYR                   | Pericle Cima (???, 1899 - Steyr, 11 aprile 1945), ingegnere, dopo gli scioperi del marzo 1944 è tra gli otto dipendenti della Franco Tosi arrestati il 5 gennaio e incarcerati a San Vittore prima, quindi Fossoli, a cui segue la deportazione nel Reich con destinazione Mauthausen. Muore nel sottocampo di Steyr, l'11 aprile 1945. |
| 10 gennaio 2022   | Piazza Monumento ingresso "Franco Tosi" 45°35′40.24″N 8°54′42.62″E  |                   | QUI LAVORAVA ALBERTO GIULIANI NATO 1910 ARRESTATO 5.1.1944 DEPORTATO MAUTHAUSEN ASSASSINATO 6.2.1945                      | Alberto Giuliani (???, 1910 - Mathausenu, 6 febbraio 1945), in seguito agli scioperi del marzo 1944 è tra gli otto dipendenti della Franco Tosi arrestati il 5 gennaio e incarcerati a San Vittore prima, quindi Fossoli, a cui segue la deportazione nel Reich con destinazione Mauthausen, dove muore il 6 febbraio 1945. |
| 10 gennaio 2022   | Piazza Monumento ingresso "Franco Tosi" 45°35′40.24″N 8°54′42.62″E  |                   | QUI LAVORAVA CARLO GRASSI NATO 1902 ARRESTATO 5.1.1944 DEPORTATO MAUTHAUSEN ASSASSINATO 14.2.1945 GUSEN                   | Carlo Grassi (???, 1902 - Gusen, 14 febbraio 1945), dopo gli scioperi del marzo 1944 è tra gli otto dipendenti della Franco Tosi arrestati il 5 gennaio e incarcerati a San Vittore prima, quindi Fossoli, a cui segue la deportazione nel Reich con destinazione Mauthausen. Muore nel sottocampo di Gusen il 14 febbraio 1945. |
| 10 gennaio 2022   | Piazza Monumento ingresso "Franco Tosi" 45°35′40.24″N 8°54′42.62″E  |                   | QUI LAVORAVA FRANCESCO ORSINI NATO 1882 ARRESTATO 5.1.1944 DEPORTATO MAUTHAUSEN ASSASSINATO 5.10.1944 SCHLOSS HARTHEIM    | Francesco Orsini (???, 1882 - Castello di Hartheim, 5 ottobre 1944), a seguito degli scioperi del marzo 1944 è tra gli otto dipendenti della Franco Tosi arrestati il 5 gennaio e incarcerati a San Vittore prima, quindi Fossoli, a cui segue la deportazione nel Reich con destinazione Mauthausen. Muore al Castello di Hartheim, il 5 ottobre 1944. |
| 10 gennaio 2022   | Piazza Monumento ingresso "Franco Tosi" 45°35′40.24″N 8°54′42.62″E  |                   | QUI LAVORAVA ANGELO SANTAMBROGIO NATO 1913 ARRESTATO 5.1.1944 DEPORTATO MAUTHAUSEN ASSASSINATO 19.9.1944 SCHLOSS HARTHEIM | Angelo Santambrogio (??? 1913 - Castello di Hartheim, 19 settembre 1944), dopo gli scioperi del marzo 1944 è tra gli otto dipendenti della Franco Tosi arrestati il 5 gennaio e incarcerati a San Vittore prima, quindi Fossoli, a cui segue la deportazione nel Reich con destinazione Mauthausen. Muore al Castello di Hartheim, il 19 settembre 1944. |
| 10 gennaio 2022   | Piazza Monumento ingresso "Franco Tosi" 45°35′40.24″N 8°54′42.62″E  |                   | QUI LAVORAVA ERNESTO VENEGONI NATO 1899 ARRESTATO 5.1.1944 DEPORTATO MAUTHAUSEN ASSASSINATO 26.3.1944 LINZ III            | Ernesto Venegoni (???, 1899 - Linz, 26 marzo 1944), a seguito degli scioperi del marzo 1944 è tra gli otto dipendenti della Franco Tosi arrestati il 5 gennaio e incarcerati a San Vittore prima, quindi Fossoli, a cui segue la deportazione nel Reich con destinazione Mauthausen. Muore nel sottocampo di Linz il 26 marzo 1944. |
| 10 gennaio 2022   | Piazza Monumento ingresso "Franco Tosi" 45°35′40.24″N 8°54′42.62″E  |                   | QUI LAVORAVA ANTONIO VITALI NATO 1899 ARRESTATO 5.1.1944 DEPORTATO MAUTHAUSEN ASSASSINATO 9.3.1945 GUSEN                  | Antonio Vitali (???, 1899 - Gusen, 9 marzo 1945), dopo gli scioperi del marzo 1944 è tra gli otto dipendenti della Franco Tosi arrestati il 5 gennaio e incarcerati a San Vittore prima, quindi Fossoli, a cui segue la deportazione nel Reich con destinazione Mauthausen. Muore nel sottocampo di Gusen il 9 marzo 1945. |
| 18 gennaio 2023   | Piazza Monumento ingresso "Franco Tosi" 45°35′40.24″N 8°54′42.62″E  |                   | QUI LAVORAVA CARLO CIAPPARELLI NATO 1902 ARRESTATO 14.3.1944 DEPORTATO MAUTHAUSEN ASSASSINATO 26.5.1945 GUSEN             | Carlo Ciapparelli (Legnano, aprile 1902 - Gusen, 26 maggio 1945), antifascista, attivista socialista. Scampato alla prima deportazione del gennaio 1944 di cui furono vittime 8 operai della Franco Tosi, dopo gli scioperi del marzo 1944 proclamati dal CLN Alta Italia, in seguito ad una delazione, è individuato e arrestato il 14 marzo 1944. Non sfugge alla tragica sequenza della deportazione: prima il carcere di San Vittore a Milano, quindi Fossoli per la deportazione nel Reich con destinazione Mauthausen, infine Gusen dove muore il 26 maggio 1945, ventun giorni dopo la liberazione del campo. |
| 17 aprile 2023    | Via Gaeta, 9 davanti alla lapide 45°35′38.13″N 8°54′36.33″E         |                   | QUI LAVORAVA GIUSEPPE CIAMPINI NATO 1892 ARRESTATO 18.3.1944 DEPORTATO MAUTHAUSEN ASSASSINATO 25.3.1945                   | Giuseppe Ciampini (??? 1892 - Mathausenu, 25 marzo 1945), padre di 10 figli, tornitore della Ercole Comerio. Per la partecipazione agli scioperi del marzo 1944 è arrestato il 18 marzo e deportato nel Reich destinato a Mathausenu dove muore il 25 marzo 1945. |
| 17 aprile 2023    | Via Gaeta, 9 davanti alla lapide 45°35′38.13″N 8°54′36.33″E         |                   | QUI LAVORAVA GIANNINO DE TOMASI NATO 1912 ARRESTATO 18.3.1944 DEPORTATO MAUTHAUSEN ASSASSINATO 17.3.1945                  | Giovanni "Giannino" De Tomasi (??? 1912 - Mathausenu, 17 marzo 1945), fresatore della Ercole Comerio. Per la partecipazione agli scioperi del marzo 1944 è arrestato e deportato nel Reich destinato a Mathausenu dove muore il 17 marzo 1945. |
| 17 aprile 2023    | Via XX Settembre, 32 davanti alla lapide 45°35′18.93″N 8°54′28.33″E |                   | QUI LAVORAVA RINO CASSANI NATO 1912 ARRESTATO 17.3.1944 DEPORTATO MAUTHAUSEN ASSASSINATO 26.4.1945 GUSEN                  | Rino Cassani (??? 1912 - Gusen, 26 aprile 1945), operaio alla Emilio Bozzi. Per la partecipazione agli scioperi del marzo 1944 è arrestato e deportato nel Reich destinato a Mathausenu, quindi Gusen dove muore il 26 aprile 1945. |
| 17 aprile 2023    | Via XX Settembre, 32 davanti alla lapide 45°35′18.93″N 8°54′28.33″E |                   | QUI LAVORAVA MARIO POMINI NATO 1907 ARRESTATO 18.3.1944 DEPORTATO MAUTHAUSEN ASSASSINATO 4.4.1945                         | Mario Pomini (??? 1907 - Mathausenu, 4 aprile 1945), operaio arrotino alla Emilio Bozzi. Per la partecipazione agli scioperi del marzo 1944 è arrestato e deportato nel Reich destinato a Mathausenu, dove muore il 4 aprile 1945. |

### Melzo
| Pietra d'inciampo | Pietra d'inciampo                                       | Pietra d'inciampo | Pietra d'inciampo                                                                               | Note biografiche |
| Data di posa      | Luogo di posa                                           | Stolpersteine     | Incisione                                                                                       | Note biografiche |
| ----------------- | ------------------------------------------------------- | ----------------- | ----------------------------------------------------------------------------------------------- | --- |
| 21 aprile 2024    | Via Martiri della Libertà, 4 45°30′02.41″N 9°25′14.16″E |                   | QUI ABITAVA DOMENICO DOSSI NATO 1909 ARRESTATO 23.11.1944 DEPORTATO KAHLA ASSASSINATO 15.2.1945 | Domenico Virgilio Dossi (Melzo, 17 febbraio 1909 - Kahla, 15 febbraio 1945) capo squadra presso la Pirelli, per la sua partecipazione agli scioperi è arrestato in fabbrica il 23 novembre 1944 e detenuto a San Vittore, prima della deportazione nel Reich, internato nel campo di Kahla, dove muore il 15 febbraio 1945. |

### Milano
A Milano sono presenti 229 pietre d'inciampo. La prima pietra d'inciampo venne collocata a Milano il 19 gennaio 2017 e fu dedicata ad Alberto Segre, padre di Liliana Segre.

### Pessano con Bornago
| Pietra d'inciampo | Pietra d'inciampo                                                             | Pietra d'inciampo | Pietra d'inciampo | Note biografiche |
| Data di posa      | Luogo di posa                                                                 | Stolpersteine     | Incisione | Note biografiche |
| ----------------- | ----------------------------------------------------------------------------- | ----------------- | --- | --- |
| 26 gennaio 2025   | Cascina Pariana 45°32′59.55″N 9°22′27.04″E                                    |                   | QUI ABITAVA ANTONIO VILLA NATO 1901 ARRESTATO 16.3.1944 DEPORTATO 8.4.1944 MAUTHAUSEN ASSASSINATO 11.11.1944 GUSEN          | Antonio Villa (Pessano, 22 settembre 1901 - Gusen, 11 novembre 1944), meccanico presso la Breda, arrestato dai nazisti il 15 marzo 1944, in fabbrica, per la sua partecipazione agli scioperi del marzo 1944, trasferito a San Vittore da cui il 5 aprile è deportato nel Reich destinato a Mauthausen, matricola 61779, quindi trasferito al sottocampo di Gusen, dove muore 11 NOVEMBRE 1944.                                                                                                  |
| 26 gennaio 2025   | Cascina Oltrona via oltrona 7 45°32′30.56″N 9°23′25.4″E                       |                   | QUI ABITAVA AMBROGIO TREMOLADA NATO 1907 ARRESTATO 6.4.1944 DEPORTATO 8.4.1944 MAUTHAUSEN ASSASSINATO 22.2.1945             | Ambrogio Tremolada (Pessano, febbraio 1907 - Gusen, 22 febbraio 1945), gruista presso la Falck, arrestato il 28 marzo 1944 a casa, di notte, per la sua partecipazione agli scioperi del marzo 1944. Trasferito a San Vittore, quindi alla Caserma Umberto 1° di Bergamo dal cui Binario 1 della stazione ferroviaria cittadina, il 5 aprile 1944 è deportato nel Reich destinato a Mauthausen, dove arriva l'8 aprile, matricola 61766. Il 26 aprile è a Gusen, dove muore il 22 febbraio 1945. |
| 26 gennaio 2025   | Via Umberto I° ingresso Biblioteca Francesco Tarchi 45°32′43.8″N 9°23′21.07″E |                   | QUI ABITAVA DOMENICO BONFANTI NATO 1900 ARRESTATO 1944 DEPORTATO 9.10.1944 DACHAU ASSASSINATO 18.2.1945 AUFKIRCH-ÜBERLINGEN | Domenico Bonfanti (Pessano, 31 luglio 1900 - Überlingen, 17 febbraio 1945), meccanico presso la Breda, arrestato nel luglio 1944, dal carcere di San Vittore, il 7 settembre è trasferito a Bolzano, da dove il 5 ottobre è deportato nel Reich destinato a Dachau, matricola 113159. Il 28 ottobre risulta trasferito a Überlingen, dove muore il 17 febbraio 1945. |

### Rho
A Rho sono presenti 9 pietre d'inciampo: le prime 7 sono state posizionate nel gennaio 2021, le ultime 2 nel gennaio 2022
| Pietra d'inciampo | Pietra d'inciampo                                       | Pietra d'inciampo | Pietra d'inciampo | Note biografiche |
| Data di posa      | Luogo di posa                                           | Stolpersteine     | Incisione | Note biografiche |
| ----------------- | ------------------------------------------------------- | ----------------- | --- | --- |
| 2 febbraio 2021   | Via Porta Ronca, 2 45°31′43.38″N 9°02′20.25″E           |                   | QUI ABITAVA CARLO MARTINI NATO 1913 DEPORTATO 1943 DACHAU ASSASSINATO 13.4.1945                                         | Carlo Martini (???, 1913 - Dachau, 13 aprile 1945), |
| 2 febbraio 2021   | Via Porta Ronca, 2 45°31′43.38″N 9°02′20.25″E           |                   | QUI ABITAVA MARIO MARTINI NATO 1917 DEPORTATO 1943 DACHAU ASSASSINATO                                                   | Mario Martini (???, 1917 - Dachau, ???) |
| 2 febbraio 2021   | Via Giacomo Matteotti, 4 45°31′44.14″N 9°02′32.44″E     |                   | QUI NACQUE GIOVANNI BARLOCCHI NATO 1881 DEPORTATO 1944 NATZWEILER ASSASSINATO 15.4.1944                                 | Giovanni Barlocchi (???, 1924 - Natzweiler, 15 aprile 1947) |
| 2 febbraio 2021   | Via Giacomo Matteotti, 18 45°31′44.48″N 9°02′33.72″E    |                   | QUI ABITAVA GAETANO BELLINZONI NATO 1901 ARRESTATO 29.5.1944 DEPORTATO FLOSSENBÜRG ASSASSINATO 23.12.1944               | Gaetano Bellinzoni (Milano, 31 ottobre 1901 - Flossenbürg, 23 dicembre 1944), dopo l'arresto nel maggio 1944, è carcerato a San Vittore, quindi Bolzano da cui il 5 settembre col trasporto 81, di cui faceva parte anche il concittadino Pietro Meloni, è deportato nel Reich con destinazione Flossenbürg, dove è assassinato il 23 dicembre 1944.                                         |
| 2 febbraio 2021   | Via Giacomo Matteotti, 3 45°31′44.68″N 9°02′32.08″E     |                   | QUI ABITAVA AMBROGIO FARINA NATO 1901 ARRESTATO 29.5.1944 DEPORTATO 1944 BUCHENWALD ASSASSINATO 23.12.1944              | Ambrogio Farina (??? 1901 - Buchenwald, 23 dicembre 1944) |
| 2 febbraio 2021   | Via San Carlo Borromeo, 8 45°31′52.74″N 9°02′19.16″E    |                   | QUI ABITAVA ANGELO MORONI NATO 1901 DEPORTATO 1944 DACHAU ASSASSINATO 6.3.1945                                          | Angelo Moroni (???, 1901 - Dachau, 6 marzo 1945) |
| 2 febbraio 2021   | Via San Carlo Borromeo, 8 45°31′52.74″N 9°02′19.16″E    |                   | QUI ABITAVA MARIO QUARONI NATO 1921 DEPORTATO 1945 MAUTHAUSEN ASSASSINATO 19.4.1945 GUSEN                               | Mario Quaroni (???, 1921 - Gusen, 19 aprile 1945) |
| 27 gennaio 2022   | Via Don Tazzoli, 2 45°32′14.48″N 9°02′33.18″E           |                   | QUI ABITAVA PIETRO MELONI NATO 1906 ARRESTATO 22.7.1944 DEPORTATO 1944 FLOSSENBÜRG ASSASSINATO 7.1.1945 HERSBRUCK       | Pietro Meloni (Sassari, 11 ottobre 1906 - Hersbruck, 7 gennaio 1945), dopo l'arresto nel luglio 1944, è carcerato a San Vittore, quindi Bolzano da cui il 5 settembre col trasporto 81, di cui faceva parte anche il concittadino Gaetano Bellinzoni, è deportato nel Reich con destinazione Flossenbürg, quindi trasferito al sottocampo di Hersbruck dove è assassinato il 7 gennaio 1945. |
| 27 gennaio 2022   | Via Molino Prepositurale, 80 45°31′39.48″N 9°01′50.91″E |                   | QUI ABITAVA GIUSEPPE CECCHETTI NATO 1921 DEPORTATO 1943 STALAG XX-A TORUŃ STALAG VIII-B HINDENBURG ASSASSINATO 6.3.1944 | Giuseppe Cecchetti (??? 1921 - ???, 6 marzo 1944), deportato nello Stalag XX-A, quindi Stalag VIII-B, infine Hindenburg, dove è assassinato il 6 marzo 1944. |

### San Giuliano Milanese
A San Giuliano Milanese sono posate due pietre d'inciampo.
| Pietra d'inciampo | Pietra d'inciampo                                           | Pietra d'inciampo | Pietra d'inciampo                                                                              | Note biografiche |
| Data di posa      | Luogo di posa                                               | Stolpersteine     | Incisione                                                                                      | Note biografiche |
| ----------------- | ----------------------------------------------------------- | ----------------- | ---------------------------------------------------------------------------------------------- | --- |
| 27 gennaio 2024   | Via G.Matteotti, 1 45°23′41.7″N 9°17′05.8″E                 |                   | QUI ABITAVA MARIO DRAGONI NATO 1922 ARRESTATO DEPORTATO MAUTHAUSEN ASSASSINATO 14.4.1945 GUSEN | Mario Dragoni (San Giuliano Milanese, agosto 1922 - Gusen, 14 aprile 1945) antifascista, di professione meccanico, è arrestato sul luogo di lavoro per la sua attività antiregime. Internato prima a Fossoli quindi deportato nel Reich destinato a Mauthausen trasferito in seguito a Gusen, dove muore il 14 aprile 1945.                                                                                   |
| 27 gennaio 2024   | Via Roma, 3 intersezione via Piave 45°23′41.2″N 9°17′02.2″E |                   | QUI ABITAVA ELIO DA RUI NATO 1922 ARRESTATO DEPORTATO DORTMUND ASSASSINATO 28.3.1944           | Elio Da Rui (Mel, 28 febbraio 1922 - Dortmund, 29 marzo 1944) soldato di Fanteria catturato dai tedeschi il giorno successivo alla proclamazione dell'armistizio dell'8 settembre 1943 è deportato nel Reich, internato come IMI nello Stalag VI D nei pressi di Dortmund come lavoratore coatto. Muore nel campo il 28 marzo 1944. È sepolto nel cimitero militare italiano d'onore di Francoforte sul Meno. |

### Sesto San Giovanni
A Sesto San Giovanni sono state posate 48 pietre d'inciampo tra il 2023 e 2025.
La restituzione di un'identità ai deportati politici sestesi, saranno 553, è opera meritoria di Giuseppe "Peppino" Valota, figlio di uno dei deportati, autore delle due pubblicazioni citate.
| Pietra d'inciampo | Pietra d'inciampo                                     | Pietra d'inciampo | Pietra d'inciampo                                                                                                   | Note biografiche |
| Data di posa      | Luogo di posa                                         | Stolpersteine     | Incisione | Note biografiche |
| ----------------- | ----------------------------------------------------- | ----------------- | --- | --- |
| 16 gennaio 2023   | Viale Italia 780 45°32′56.94″N 9°15′27.35″E           |                   | QUI ABITAVA STEFANO BELLI NATO 1911 ARRESTATO 28.3.1944 DEPORTATO MAUTHAUSEN ASSASSINATO 5.5.1945 GUSEN             | Stefano Belli (Monza, 6 gennaio 1911 - Gusen, 5 maggio 1945), aggiustatore meccanico presso il reparto bulloneria dell'azienda siderurgica Falck di Sesto San Giovanni. Riconosciuto partecipante agli scioperi operai del marzo 1944 è arrestato, a casa, nella notte del 28 marzo 1943 dai fascisti e incarcerato a San Vittore. Deportato politico nel Reich internato a Mauthausen col numero di matricola 61556, quindi a Gusen dove muore il 5 maggio 1945. |
| 16 gennaio 2023   | Viale Italia 616 45°32′43.88″N 9°15′17.5″E            |                   | QUI ABITAVA CESARE LORENZI NATO 1903 ARRESTATO 4.3.1944 DEPORTATO MAUTHAUSEN DECEDUTO 22.5.1945                     | Cesare Lorenzi (Guardistallo, 14 dicembre 1903 - Mauthausen, 22 maggio 1945), nel 1922 è accusato dell'uccisione di un fascista è rinchiuso nel carcere di volterra per sei mesi, subendo anche tortura. Meccanico specializzato presso la Falck di Sesto San Giovanni, in seguito alla sua partecipazione agli scioperi operai del marzo 1944, è arrestato in strada e tradotto nel carcere di San Vittore, in seguito, deportato politico nel Reich internato a Mauthausen, poi trasferito a Auschwitz, nuovamente Mauthausen dove assiste alla liberazione del campo, ma non sopravvive che 17 di giorni ad essa. |
| 16 gennaio 2023   | Via Dante 171 45°32′14.81″N 9°14′15.6″E               |                   | QUI ABITAVA ANGELO BIFFI NATO 1909 ARRESTATO 28.3.1944 DEPORTATO MAUTHAUSEN ASSASSINATO 15.4.1945 GUSEN             | Angelo Biffi (Villa d'Adda, 11 giugno 1909, - Gusen, 15 aprile 1945), tornitore presso la Falck. Per la sua partecipazione agli scioperi operai del marzo 1944, è prelevato in casa, di notte, dai fascisti, rinchiuso nel carcere di San Vittore, poi alla Caserma Umberto I di Bergamo, da dove sarà poi deportato come detenuto politico, con uno dei tanti treni della morte in partenza dal binario 1 della stazione ferroviaria orobica, nel Reich, internato nei campi di lavoro e di sterminio: prima Mauthausen con immatricolazione 61566, infine Gusen dove si spegne a pochi giorni dalla liberazione del campo. |
| 16 gennaio 2023   | Via Como 13 45°31′44.85″N 9°13′57.68″E                |                   | QUI ABITAVA GIUSEPPE VALENARI NATO 1897 ARRESTATO 14.3.1944 DEPORTATO MAUTHAUSEN ASSASSINATO 15.11.1944 GUSEN       | Giuseppe Valenari (Cologna Veneta, 26 agosto 1897 - Gusen, 15 novembre 1944), gruista presso le officine Breda, in seguito alla partecipazione agli scioperi operai del marzo 1944, viene arrestato a casa, nella notte, incarcerato a San Vittore, portato alla Caserma Umberto I di Bergamo quindi internato come detenuto politico nel campo di Gusen. Dalla Caserma Umberto I riuscirà a far trapelare alcuni biglietti alla famiglia. |
| 16 gennaio 2023   | Via Monfalcone 4 45°31′32.95″N 9°13′41.18″E           |                   | QUI ABITAVA PRIMO TORTIROLI NATO 1902 ARRESTATO 10.9.1943 DEPORTATO MAUTHAUSEN ASSASSINATO 19.4.1945 GUSEN          | Primo Tortiroli (Casalbuttano, 6 maggio 1902 - Gusen, 19 aprile 1945), tornitore alla Breda officine, arrestato mentre si trova al bar, per la partecipazione agli scioperi operai del marzo 1943, segue il destino dei colleghi e compagni di lotta: San Vittore, Caserma Umberto I di Bergamo dal cui Binario 1 segue deportazione nei campi di Mauthausen quindi Gusen dove muore il 19 aprile 1945. |
| 16 gennaio 2023   | Via Monte San Michele 37 45°31′40.12″N 9°13′40.68″E   |                   | QUI ABITAVA FRANCESCO CAPELLINI NATO 1904 ARRESTATO 14.3.1944 DEPORTATO MAUTHAUSEN ASSASSINATO 21.9.1944 HARTHEIM   | Francesco Capellini (Settala, 30 dicembre 1904 - Hartheim, 21 settembre 1944), verniciatore presso officine Breda, causa la partecipazione agli scioperi operai del marzo 1944 è arrestato in casa, di notte, incarcerato a San Vittore, quindi Bergamo nella Caserma Umberto I, deportato con uno dei tanti treni della morte nel Reich, internato come detenuto politico Mauthausen quindi Gusen dove muore il 21 settembre 1944. |
| 16 gennaio 2023   | Via Cattaneo 38 45°31′53.87″N 9°13′33.12″E            |                   | QUI ABITAVA GUIDO VALOTA NATO 1905 ARRESTATO 14.3.1944 DEPORTATO MAUTHAUSEN ASSASSINATO 5.4.1945 STEYR              | Guido Valota (Bariano, 3 dicembre 1905 - Steyr, 5 aprile 1945), attrezzista meccanico presso le officine meccaniche Breda, appassionato dilettante autoditatta violinista, in seguito agli scioperi operai del marzo 1944 è prelevato di notte da casa e tradotto a San Vittore, quindi come i tanti compagni e colleghi, alla Caserma Umberto I di Bergamo, da dove riesce a far uscire una lettera per la moglie, quindi con uno dei treni della morte in partenza dal Binario 1 della città, deportato politico nel Reich, internato Mauthausen quindi Gusen. Muore durante una delle cosiddette "marce della morte". Bruciato nel forno crematorio di Steyr. Papà dell'autore del libro citato. |
| 16 gennaio 2023   | Via Cattaneo 9 45°31′52.64″N 9°13′32.41″E             |                   | QUI ABITAVA GIUSEPPE MERATI NATO 1885 ARRESTATO 4.3.1944 DEPORTATO MAUTHAUSEN ASSASSINATO 16.12.1944 HARTHEIM       | Giuseppe Merati (Sesto San Giovanni, 27 maggio 1885 - Hartheim, 16 dicembre 1944), pensionato, custode di un deposito di biciclette, arrestato in casa, di sera, tradotto a San Vittore quindi nel campo di concentramento e transito di Fossoli e poi Bolzano, infine internato ad Hartheim dove muore il 16 dicembre 1944. Padre di Ettore. |
| 16 gennaio 2023   | Via Cattaneo 9 45°31′52.64″N 9°13′32.41″E             |                   | QUI ABITAVA ETTORE MERATI NATO 1912 ARRESTATO 4.3.1944 DEPORTATO MAUTHAUSEN ASSASSINATO 22.4.1945 GUSEN             | Ettore Merati (Cinisello Balsamo, 23 febbraio 1912 - Gusen, 22 aprile 1945), infermiere presso la Breda, arrestato sul luogo di lavoro e ivi torturato. Portato a San Vittore, poi Fossoli, poi Bolzano. Deportato politico nel Reich a Mauthausen, muore nel campo di Gusen. È figlio di Giuseppe. |
| 16 gennaio 2023   | Via Rovani 311 45°32′08.06″N 9°13′18.92″E             |                   | QUI ABITAVA ORIADE PREVIATI NATO 1900 ARRESTATO 14.3.1944 DEPORTATO MAUTHAUSEN ASSASSINATO 3.2.1945 GUSEN           | Oriade Previati (Copparo, 12 giugno 1900 - Gusen, 3 febbraio 1945), gruista presso le officine Breda, per la partecipazione agli scioperi operai del marzo 1944, è arrestato di notte in casa, tradotto a San Vittore, Caserma Umberto I di Bergamo, deportato Mauthausen quindi Gusen dove muore il 3 febbraio 1945. |
| 16 gennaio 2023   | Piazza Diaz 14 45°32′16.44″N 9°14′16.49″E             |                   | QUI ABITAVA GUGLIELMO SISTIERI NATO 1912 ARRESTATO 26.3.1944 DEPORTATO MAUTHAUSEN ASSASSINATO 29 3.1945             | Guglielmo Sistieri (Granze di Vescovana, 11 maggio 1912 - Mauthausen, 1 marzo 1945), gruista presso la Falck, è arrestato in conseguenza alla partecipazione agli scioperi operai del marzo 1944, segue il tragico destino dei tanti colleghi e compagni: incarcerato a San Vittore, portato alla Caserma Umberto I a Bergamo, deportato come politico nel Reich, con un treno della morte partito dal Binario 1 della città orobica, è internato nel campo di Mauthausen dove muore il 1 marzo 1945. |
| 13 gennaio 2024   | Via Canducci, 5 45°32′39.38″N 9°15′20.34″E            |                   | QUI ABITAVA NATALE CANDUCCI NATO 1897 ARRESTATO 6.12.1943 DEPORTATO MAUTHAUSEN ASSASSINATO 8 10.194A                | Natale Canduccci (Cesena, 25 dicembre 1897 - Wien-Floridsdorf 8 ottobre 1944), antifascista, attivista del PCd'I nel 1935 a seguito delle angherie delle camicie nere si trasferisce, con moglie e le tre figlie piccole, nell'hinterland milanese, trovando lavoro presso la Falck Concordia di Sesto San Giovanni. Attivo nella "184ª Brigata Sap Luciano Migliorini” è arrestato in fabbrica il 6 dicembre 1943 e carcerato prima a Monza quindi San Vittore, fino al 4 marzo, quando dal Binario 21 di Milano è deportato nel Reich, a Mauthausen prima quindi Florisdorf dove muore l'8 ottobre 1944. |
| 13 gennaio 2024   | Via Giovanna d'Arco, 17 45°32′16.41″N 9°14′19.15″E    |                   | QUI ABITAVA RAFFAELE CARDELLINI NATO 1898 ARRESTATO 4.3.1944 DEPORTATO MAUTHAUSEN ASSASSINATO 15.11.1944 GUSEN      | Raffaele Cardellini (Offagna, 30 aprile 1898 - Gusen, 15 novembre 1944), trasferitosi a Sesto San Giovanni trova lavoro come meccanico presso la Falck Concordia. Per la sua partecipazione allo sciopero generale dei giorni precedenti è arrestato fuori da un esercizio commerciale il 4 marzo 1944. Trasferito a San Vittore, è deportato nel Reich il 13 aprile, con destinazione Mauthausen, matricola 63705, quindi Gusen, dove muore il 15 novembre 1944. |
| 13 gennaio 2024   | Via Giovanna d'Arco, 54 45°32′14.97″N 9°14′19.85″E    |                   | QUI ABITAVA ANGELO VILLA NATO 1913 ARRESTATO 13.10.1944 DEPORTATO MAUTHAUSEN ASSASSINATO 17.5.1945                  | Angelo Villa (Sesto San Giovanni, 6 febbraio 1913 - Mauthausen, 17 maggio 1945), partigiano, lattoniere presso la Breda, è commissario politico di distaccamento della "55ª Brigata Garibaldi Rosselli". L'8 ottobre del 1944 è ferito durante un combattimento a Introbio, curato dai vallligiani, in seguito a delazione è arrestato a Barzio il 13 ottobre. Dal carcere di Monza è a San Vittore il 17 novembre, quindi Bolzano da dove è deportato il 1 gennaio 1945 per Mauthausen giungendovi l'11 gennaio. Trasferito subito a Gusen, poi nuovamente Mauthausen dove muore il 17 maggio 1945. |
| 13 gennaio 2024   | Via Garibaldi, 65 45°32′10.56″N 9°14′14.55″E          |                   | QUI ABITAVA ALESSANDRO DONADONI NATO 1913 ARRESTATO 14.3.1944 DEPORTATO MAUTHAUSEN ASSASSINATO 7.7.1944 GUSEN       | Alessandro Donadoni (Sesto San Giovanni, 18 febbraio 1913 - Gusen, 7 luglio 1944), operaio alla Breda, accusato di aver partecipato allo sciopero generale dei giorni precedenti, è arrestato in casa di notte il 14 marzo 1944. Al carcere di Monza segue quello di San Vittore, quindi il transito dalla Caserma Umberto I° di Bergamo da dove, il 5 aprile è deportato nel Reich col convoglio partito dal Binario 1 cittadino destinato a Mauthausen. Segue l'internamento al sottocampo di Gusen, dove muore il 7 luglio 1944. |
| 13 gennaio 2024   | Viale Gramsci, 104 45°32′10.47″N 9°14′00.15″E         |                   | QUI ABITAVA ALDO GUERRA NATO 1912 ARRESTATO 1.3.1944 DEPORTATO MAUTHAUSEN ASSASSINATO 22.3.1945 GUSEN               | Aldo Guerra (Amriswil, 10 settembre 1912 - Gusen, 22 marzo 1945), ragioniere alla Bianchi, è arrestato davanti alla fabbrica il 1 marzo 1944 e detenuto a San Vittore, trasferito a Fossoli, dal quale il 5 aprile 1944 è deportato a Mauthausen, matricola 61664. Infine è trasferito a Gusen, dove muore il 22 marzo 1945. |
| 13 gennaio 2024   | Piazza IV novembre, 9 45°32′03.71″N 9°13′50.35″E      |                   | QUI ABITAVA FRANCESCO ARRICIATI NATO 1913 ARRESTATO 14.3.1944 DEPORTATO MAUTHAUSEN ASSASSINATO 25.7.1944 LINZ       | Francesco Arriciati (Bressana Bottarone, 21 novembre 1911 - Linz, 25 luglio 1944), occupato presso la Breda di Sesto San Giovanni è arrestato il 14 marzo 1944 a casa, di notte, a causa della partecipazione allo sciopero generale dei giorni precedenti. Da San Vittore, immediatamente trasferito alla Caserma Umberto I° di Bergamo da dove, il 17 marzo è deportato nel Reich col convoglio partito dal Binario 1 cittadino e destinato a Mauthausen, matricola 58675. Muore al sottocampo di Linz il 25 luglio 1944. |
| 13 gennaio 2024   | Via Breda, 20 45°31′56.51″N 9°13′46.48″E              |                   | QUI ABITAVA CELESTE BOLOGNESI NATO 1884 ARRESTATO 14.3.1944 DEPORTATO MAUTHAUSEN ASSASSINATO 16.5.1944              | Celeste Bolognesi (Montanaso Lombardo, 9 luglio 1884 - Mauthausen, 16.5.1944), occupato presso la Breda di Sesto San Giovanni è arrestato al posto del figlio Alfredo. Dopo il transito da San Vittore prima, Caserma Umberto I° di Bergamo poi, il 17 marzo è sul convoglio con destinazione Mauthausen, dove muore il 16 maggio 1944. |
| 13 gennaio 2024   | Via Monte S.Michele, 149 45°31′28.79″N 9°13′37.56″E   |                   | QUI ABITAVA ALBERTO BUOSO NATO 1895 ARRESTATO 28.3.1944 DEPORTATO MAUTHAUSEN ASSASSINATO 1.4.1945 AUSCHWITZ         | Alberto Buoso (Fratta Polesine, 17 settembre 1895 - Auschwitz, 1 aprile 1945), muratore, occupato presso la Falck di Sesto San Giovanni è arrestato il 28 marzo 1944 a casa, di notte, a causa della partecipazione allo sciopero generale dei giorni precedenti. Da San Vittore, immediatamente trasferito alla Caserma Umberto I° di Bergamo da dove, il 5 aprile è deportato nel Reich col convoglio partito dal Binario 1 cittadino e destinato a Mauthausen, matricola 61585. Il 1º dicembre 1944 risulta la sua presenza ad Auschwitz, dove muore il 1º aprile 1945. |
| 13 gennaio 2024   | Via Fiume, 48 45°31′24.49″N 9°13′33.62″E              |                   | QUI ABITAVA PRIMO BULGARELLI NATO 1900 ARRESTATO 1.3.1944 DEPORTATO MAUTHAUSEN ASSASSINATO 22.4.1945 GUSEN          | Primo Bulgarelli (Pegognaga, 16 marzo 1900 - Gusen, 22.4.1945), falegname modellista presso la Breda di Sesto San Giovanni è arrestato il 1º marzo 1944, a casa, di notte. Dopo il transito da San Vittore prima, è a Fossoli a cui segue, l'8 marzo, la deportazione nel Reich con destinazione Mauthausen, quindi Gusen, dove muore il 22 aprile 1945. |
| 15 gennaio 2024   | Via G.Pascoli, 13 45°31′52.61″N 9°13′39.52″E          |                   | QUI ABITAVA LUCIANO MORGANTI NATO 1897 ARRESTATO 3.3.1944 DEPORTATO MAUTHAUSEN ASSASSINATO 15.11.1944 EBENSEE>      | Luciano Morganti (Villadossola, 17 luglio 1897 - Ebensee, 15 novembre 1944), antifascista, operaio presso la Breda di Sesto San Giovanni, con la moglie gestisce anche un locale pubblico che è base per gli antifascisti clandestini e per tale ragione subisce numerose e ripetute disposizioni di chiusura e nel locale subisce l'arresto il 3 marzo 1944. Il giorno successivo, dal carcere di San Vittore è immediatamente deportato a Mauthausen, immatricolato 57602, quindi trasferito a Ebensee dove è assassinato il 15 novembre 1944. |
| 15 gennaio 2024   | Via Bergomi, 8 45°31′53.17″N 9°13′29.93″E             |                   | QUI ABITAVA LUIGI TANSINI NATO 1888 ARRESTATO 13.3.1944 DEPORTATO MAUTHAUSEN ASSASSINATO 28.12.1944 GUSEN           | Lugi Tansini (Paderno Cremonese, 17 novembre 1888 - Gusen, 28 dicembre 1944), noto anarchico, capo squadra elettricisti alla Breda, di Sesto San Giovanni. Il suo attivismo politico, l'opposizione manifesta al regime gli causano tre anni di confino politico e continua sorveglianza fino all'arresto del marzo 1944, conseguenza dello sciopero generale dei giorni precedenti. Da San Vittore a Fossoli fino al 27 aprile, è a Bolzano, quindi deportato nel Reich con destinazione Mauthausen, infine trasferito a Gusen, dove muore il 28 dicembre 1944. |
| 15 gennaio 2024   | Via Filzi, 7 45°31′59.34″N 9°13′34.45″E               |                   | QUI ABITAVA ANGELO BARBIERI NATO 1907 ARRESTATO 14.3.1944 DEPORTATO MAUTHAUSEN ASSASSINATO 7.3.1945 GUSEN           | Angelo Barbieri (Borgo San Giovanni, 6 settembre 1907 - Gusen, 7 marzo 1945), attivista comunista, condannato nel 1931 a 5 anni di reclusione, liberato per amnistia nel '32, sorvegliato dalla polizia fino all'arresto del marzo '43 per la partecipazione allo sciopero generale dei giorni precedenti alla Breda, di Sesto San Giovanni dov'era occupato come fresatore. Dal carcere di San Vittore è trasferito alla Caserma Umberto I° di Bergamo da dove, il 17 marzo 1944 è deportato nel Reich col convoglio partito dal Binario 1 cittadino e destinato a Mauthausen, matricola 58691. Muore al campo di Gusen il 7 marzo 1945. |
| 15 gennaio 2024   | Via Cesare Battisti, 29 45°32′01.83″N 9°13′38.19″E    |                   | QUI ABITAVA MARIO PIRACCINI NATO 1903 ARRESTATO 6.12.1943 DEPORTATO MAUTHAUSEN ASSASSINATO 26.11.1944 GUSEN         | Mario Piraccini (Cesena, 5 dicembre 1903 - Gusen, 26 novembre 1944), socialista, trasferitosi a Milano è assunto alla Falck come segretario del direttore dello stabilimento. All'interno della fabbrica organizza l’invio in montagna dei renitenti alla leva. Una delazione ne causa l'arresto, unitamente a Natale Canducci, il 6 dicembre 1944, nella Direzione, ad opera dell'OVRA, la Polizia politica fascista, accompagnata dalle SS. Al carcere allestito nella Villa Reale di Monza seguono 6 mesi di reclusione a San Vittore, dove le testimonianze ci parlano della solidarietà e aiuto morale che dava a chiunque. Il 9 giugno è trasferito a Fossoli quindi Bolzano, prima della deportazione nel Reich con destinazione Mauthausen, matricola 82475 ed infine trasferito a Gusen, dove muore il 26 novembre 1944 di setticemia per una ferita al braccio. |
| 15 gennaio 2024   | Via Cristoforo Colombo,39 45°32′29.39″N 9°13′55.88″E  |                   | QUI ABITAVA ELISEO PICARDI NATO 1920 ARRESTATO 16.11.1943 DEPORTATO MAUTHAUSEN ASSASSINATO 29.3.1945 EBENSEE        | Eliseo Picardi (San Giovanni Valdarno, 8 agosto 1920 - Ebensee, 29 marzo 1945), patriota, operaio alla Falck di Sesto San Giovanni è arrestato il 16 novembre 1943 a Bratto, insieme al fratello Licinio, per attività politica clandestina. Recluso a Clusone, poi Monza, San Vittore, prima della deportazione, il 4 marzo 1944 per il Reich con destinazione Mauthausen, matricola 57614. Muore al campo di Ebensee il 29 marzo 1945. |
| 15 gennaio 2024   | Via Toti, 62 45°32′44.71″N 9°14′00.5″E                |                   | QUI ABITAVA SEVERINO SINGIA NATO 1917 ARRESTATO 7.3.1944 DEPORTATO MAUTHAUSEN ASSASSINATO 19.1.1945 GUSEN           | Severino Singia (Villa Cogozzo, 21 novembre 1917 - Gusen, 19 gennaio 1945), operaio presso la Breda di Sesto San Giovanni è arrestato IL 7 marzo 1944, in strada. Dopo il transito da San Vittore, Fossoli, quindi Bolzano, il 4 agosto 1944 è deportato a Mauthausen, poi trasferito a Gusen dove muore il 19 gennaio 1945. |
| 9 novembre 2024   | Via Bernardino Luini, 203 45°32′59.65″N 9°14′51.92″E  |                   | QUI ABITAVA MICHELE LEVRINO NATO 1880 ARRESTATO 5.3.1944 INTERNATO FOSSOLI ASSASSINATO 12.7.1944 CIBENO DI CARPI    | Michele Levrino (Cumiana, 8 settembre 1880 - Poligono di tiro di Cibeno, Carpi, 12 luglio 1944), originario del torinese, sposato con due figli. Durante la prima guerra mondiale è arrestato, perché attivista socialista, e inviato al fronte da dove torna ferito. Nel 1919 si trasferisce a Sesto San Giovanni per lavorare come manovale alla Breda. In conseguenza della sua partecipazione agli scioperi del 1944 è arrestato per attività antifasciste nella propria abitazione il 5 marzo 1944 e portato a San Vittore, quindiil 27 aprile, venne trasferito a Fossoli dove, il 12 luglio dello stesso anno è fucilato nel tragico eccidio di Cibeno. Un'ultima sua lettera, scritta a Fossoli, di cui non si conosce la data, è pubblicata nella raccolta Ultime lettere di condannati a morte e di deportati della Resistenza Italiana. . Oltre alla pietra d'inciampo, Il comune di Sesto San Giovanni gli ha dedicato un largo e un'epigrafe.                         |
| 9 novembre 2024   | Via Rovani, 297 45°32′08.77″N 9°13′21.05″E            |                   | QUI ABITAVA FELICE LACERRA NATO 1927 ARRESTATO 11.2.1944 INTERNATO FOSSOLI ASSASSINATO 12.7.1944 CIBENO DI CARPI    | Felice Lacerra (Sesto San Giovanni, 22 agosto 1927 - Poligono di tiro di Cibeno, Carpi, 12 luglio 1944), partigiano, nel 1941, a 14 anni, è apprendista alla Breda, dove entra in contatto con gli antifascisti dei GAP. Infiltrato nel PNF fornisce informazioni utili alla Resistenza e partecipa ad un'azione in cui muoino quattro fascisti. Arrestato sul luogo di lavoro, rinchiuso, seviziato e torturato nel carcere di Monza prima del trasferimento a San Vittore e successivamente a Fossoli dove, il 12 luglio dello stesso anno è fucilato, il più giovane delle vittime, nel tragico eccidio di Cibeno. |
| 18 gennaio 2025   | Viale Marelli, 132 45°31′50.64″N 9°13′47.72″E         |                   | QUI ABITAVA LIBORIO BALDANZA NATO 1899 ARRESTATO 14.3.1944 DEPORTATO MAUTHAUSEN ASSASSINATO 3.4.1945 HINTERBRÜHL    | Liborio Baldanza (Geraci Siculo, 2 agosto 1899 - Mauthausen, 3 aprile 1945), antifascista, partigiano. A 15 anni inizia a lavorare nei locali cantieri navali di Palermo. Congedato al termine della Grande Guerra si trasferisce a Milano e poi a Sesto San Giovanni dove conosce e sposa Anna Perret nel 1928. Ripetuamente arrestato, conosce anche il confino in Francia e Svizzera. Assunto nel 1935 alla Breda è tra gli organizzatori degli scioperi del marzo 1943 e marzo 1944, motivazione per cui è prelevato di notte da casa e tradotto a San Vittore e 3 giorni dopo inviato a Mauthausen, trasferito poi a Gusen, Schwechat, Hinterbrühl. Fu ucciso il 3 aprile 1945 durante la "marcia della morte" da Hinterbrühl a Mauthausen. Nel 1974 il comune di Sesto San Giovanni gli ha conferito una medaglia d'oro. Altre due pietre d'inciampo sono state posate in suo ricorco: nel 2019 al paese natale Geraci Siculo e nel 2020 a Palermo presso i cantieri navali. |
| 18 gennaio 2025   | Via Breda, 40 45°31′55.75″N 9°13′45.44″E              |                   | QUI ABITAVA SEVERINO FRATUS NATO 1891 ARRESTATO 28.3.1944 DEPORTATO MAUTHAUSEN ASSASSINATO 8.4.1945                 | Severino Fratus (Brescia, 7 agosto 1891 - Mauthausen, 8 aprile 1945), meccanico presso la Breda è arrestato il 28 marzo 1944 a casa, di notte, a causa della partecipazione allo sciopero generale dei giorni precedenti. Da San Vittore, immediatamente trasferito alla Caserma Umberto I° di Bergamo da dove, il 5 aprile è deportato nel Reich col convoglio partito dal Binario 1 cittadino e destinato a Mauthausen, matricola 61643. Assassinato all'arrivo al campo. |
| 18 gennaio 2025   | Via Breda, 20 45°31′56.42″N 9°13′46.62″E              |                   | QUI ABITAVA EMPIDONIO CHENDI NATO 1903 ARRESTATO 2.1944 DEPORTATO MAUTHAUSEN ASSASSINATO 23.1.1945 GUSEN            | Empidonio Chendi (Berra, 3 febbraio 1903 - Gusen, 23 gennaio 1944), elettricista presso la Falck è arrestato il 28 gennaio 1944 a casa, di notte, a causa della partecipazione allo sciopero generale dei giorni precedenti. In seguito all'arresto è internato a Fossoli dal 24 aprile al 22 luglio 1944, data del trasferimento a Bolzano a cui segue la deportazione nel Reich con destinazione Mauthausen, matricola 82323. Trasferito al sottocampo di Gusen, è assassinato il 23 gennaio 1944. |
| 18 gennaio 2025   | Via Firenze, 13 45°31′57.24″N 9°13′45.73″E            |                   | QUI ABITAVA GIOVANNI TAMAGNI NATO 1902 ARRESTATO 3.3.1944 DEPORTATO MAUTHAUSEN ASSASSINATO 14.1.1945 GUSEN          | Giovanni Tamagni (Viadana, 2 febbraio 1902 - Gusen, 14 gennaio 1945), elettricista presso la Breda è arrestato il 3 marzo 1944 a causa della partecipazione allo sciopero generale dei giorni precedenti. In seguito all'arresto il giorno successivo è deportato nel Reich con destinazione Mauthausen dove giunge il 13 marzo 1944, matricola 57629. Trasferito al sottocampo di Gusen, è assassinato con un'iniezione di Fenolo al cuore il 14 gennaio 1945. |
| 18 gennaio 2025   | Via Bergomi, 8 45°31′53.08″N 9°13′30.11″E             |                   | QUI ABITAVA LISIMACO GENERALI NATO 1888 ARRESTATO 7.3.1944 DEPORTATO MAUTHAUSEN ASSASSINATO 7.1.1945 GUSEN          | Lisimaco Generali (Pistoia, 16 febbraio 1888 - Gusen, 7 gennaio 1945), capo guardie della Breda, è arrestato in fabbrica il 7 marzo 1944. Da San Vittore è trasferito il 24 aprile a Campo di Fossoli, quindi Bolzano prima della deportazione nel Reich con destinazione Mauthausen dove giunge il 7 agosto 1944, matricola 82369. Trasferito il 24 ottobre al sottocampo di Gusen, muore il 7 gennaio 1945. |
| 18 gennaio 2025   | Via Bergomi, 8 45°31′53.08″N 9°13′30.11″E             |                   | QUI ABITAVA ETTORE PAESANI NATO 1922 ARRESTATO 14.3.1944 DEPORTATO MAUTHAUSEN ASSASSINATO 3.11.1944 GUSEN           | Ettore Paesani (San Benedetto del Tronto, 11 aprile 1922 - Gusen, 3 novembre 1944), lattoniere presso la Breda è arrestato a casa, nella notte, il 14 marzo 1944 a causa della partecipazione allo sciopero generale dei giorni precedenti. Detenuto a San Vittore prima del trasferimento alla Caserma Umberto I° di Bergamo dal cui binario 1 della stazione ferroviaria locale, il 17 marzo è deportato nel Reich con destinazione Mauthausen dove giunge il 20 marzo 1944, matricola 59027. Trasferito quattro giorni dopo al sottocampo di Gusen, muore il 3 novembre 1944. |
| 25 gennaio 2025   | Via Monte Sabotino, 52 45°31′37.27″N 9°13′34.2″E      |                   | QUI ABITAVA GIOVANNI DE MARCO NATO 1906 ARRESTATO 28.3.1944 DEPORTATO MAUTHAUSEN ASSASSINATO 26.11.1944 GUSEN>      | Giovanni De Marco (Terlizzi, 8 settembre 1906 - Gusen, 26 novembre 1944), operaio presso la Falck di Sesto San Giovanni dove viveva, è arrestato a casa, di notte, il 28 marzo 1944. Trasferito a San Vittore, quindi alla Caserma Umberto I° di Bergamo dal cui binario 1 della stazione ferroviaria cittadina, il 5 aprile è deportato nel Reich con destinazione Mauthausen, matricola 61683. Trasferito al sottocampo di Gusen, muore il 26 novembre 1944. |
| 25 gennaio 2025   | Via Monte Sabotino, 24 45°31′40.47″N 9°13′36.46″E     |                   | QUI ABITAVA DIEGO ZANELLO NATO 1910 ARRESTATO 1.3.1944 DEPORTATO MAUTHAUSEN ASSASSINATO 21.4.1945 EBENSEE           | Diego Zanello (Teor, 17 dicembre 1910 - Ebensee, 21 aprile 1945), falegname presso la Breda è arrestato il 1° marzo 1944, primo giorno dello sciopero generale, e da San Vittore è deportato nel Reich con destinazione Mauthausen, dove giunge l'11 marzo, matricola 57477. Trasferito al sottocampo di Ebensee, di nuovo Mauthausen prima del trasferimento finale, il 16 novembre, nuovamente ad Ebensee. Muore al campo il 21 aprile 1945. |
| 25 gennaio 2025   | Via Monte San Michele, 7 45°31′42.4″N 9°13′41.36″E    |                   | QUI ABITAVA VINCENZO CROCI NATO 1927 ARRESTATO 11.2.1944 DEPORTATO MAUTHAUSEN ASSASSINATO 23.1.1945 EBENSEE         | Vincenzo Croci (Cerro Maggiore, 6 gennaio 1893 - Ebensee, 11 ottobre 1944), trapanista presso la Breda è arrestato a casa, di notte, il 14 marzo 1944. San vittore prima del trasferimento alla Caserma Umberto I° di Bergamo dal cui binario 1 della stazione ferroviaria locale, il 17 marzo è deportato nel Reich con destinazione Mauthausen dove giunge il 20 marzo 1944, matricola 58831. Trasferito prima al sottocampo di Gusen, quindi Ebensee, dove muore l'11 ottobre 1944. |
| 25 gennaio 2025   | Via Sagrado, 15 45°31′28.52″N 9°13′39.11″E            |                   | QUI ABITAVA SILVIO FERRI NATO 1890 ARRESTATO 14.3.1944 DEPORTATO MAUTHAUSEN ASSASSINATO 2.12.1944 GUSEN             | Silvio Ferri (Ferrara, 12 novembre 1890 - Gusen, 2 dicembre 1944), operaio presso la Breda è arrestato a casa, di notte, il 14 marzo 1944. È a San vittore prima del trasferimento alla Caserma Umberto I° di Bergamo dal cui binario 1 della stazione ferroviaria locale, il 17 marzo è deportato nel Reich con destinazione Mauthausen dove giunge il 20 marzo 1944, matricola 58863. Trasferito al sottocampo di Gusen muore il 2 dicembre 1944. |
| 25 gennaio 2025   | Via Monte San Michele, 163 45°31′27.22″N 9°13′37.04″E |                   | QUI ABITAVA RENATO CARDESI NATO 1909 ARRESTATO 11.2.1944 DEPORTATO MAUTHAUSEN ASSASSINATO 5.8.1944 HARTHEIM         | Renato Cardesi (Firenze, 27 luglio 1909 - castello di Hartheim , 5 agosto 1944), verniciatore alla Breda è arrestato a casa, di notte, il 14 marzo 1944. Da San vittore è trasferito alla Caserma Umberto I° di Bergamo dal cui binario 1 della stazione ferroviaria locale, il 17 marzo è deportato nel Reich con destinazione Mauthausen dove giunge il 20 marzo 1944, matricola 58771. Trasferito al castello di Hartheim , muore il 5 agosto 1944. |
| 25 gennaio 2025   | Via Oslavia, 20 45°31′26.94″N 9°13′38.34″E            |                   | QUI ABITAVA GEROLAMO COLOMBO NATO 1912 ARRESTATO 14.3.1944 DEPORTATO MAUTHAUSEN ASSASSINATO 23.1.1945 GUSEN         | Gerolamo Colombo (Monza, 21 settembre 1912 - Gusen, 21 gennaio 1945), lattoniere presso la Breda è arrestato a casa, di notte, il 14 marzo 1944. È a San vittore prima del trasferimento alla Caserma Umberto I° di Bergamo dal cui binario 1 della stazione ferroviaria locale, il 17 marzo è deportato nel Reich con destinazione Mauthausen dove giunge il 20 marzo 1944, matricola 58806. Trasferito al sottocampo di Gusen muore il 21 gennaio 1945. |
| 25 gennaio 2025   | Via Tolmino, 75 45°31′27.2″N 9°13′33.54″E             |                   | QUI ABITAVA MARCELLO LORENZINI NATO 1912 ARRESTATO 14.3.1944 DEPORTATO MAUTHAUSEN ASSASSINATO 20.4.1945 GUSEN       | Marcello Lorenzini (Caprino Veronese, 27 settembre 1912 - Gusen, 20 aprile 1945), tornitore alla Breda è arrestato a casa, di notte, il 14 marzo 1944. Da San vittore è trasferito alla Caserma Umberto I° di Bergamo dal cui binario 1 della stazione ferroviaria locale, il 17 marzo è deportato nel Reich con destinazione Mauthausen dove giunge il 20 marzo 1944, matricola 58943. Trasferito al sottocampo di Gusen muore il 20 aprile 1945. |
| 15 febbraio 2025  | Via XXIV Maggio, 102 45°32′08.77″N 9°13′21.05″E       |                   | QUI ABITAVA SIVIO MOSCA NATO 1912 ARRESTATO 28.3.1944 DEPORTATO MAUTHAUSEN ASSASSINATO 5.4.1945 GUSEN               | Silvio Mosca (Sesto San Giovanni, 11 agosto 1912 - Gusen, 5 aprile 1945), fresatore alla Falck, arrestato in casa, di notte, il 28 marzo. Da San vittore è trasferito alla Caserma Umberto I° di Bergamo dal cui binario 1 della stazione ferroviaria locale, il 5 aprile è deportato nel Reich con destinazione Mauthausen dove giunge l'8 aprile 1944, matricola 61701. Il 26 aprile è trasferito al sottocampo di Gusen, dove muore il 5 aprile 1945. |
| 15 febbraio 2025  | Via Tonale, 15 45°31′55.28″N 9°14′19.05″E             |                   | QUI ABITAVA GIOVANNI CASSANI NATO 1906 ARRESTATO 28.3.1944 DEPORTATO MAUTHAUSEN ASSASSINATO 1.3.1945 GUSEN          | Giovanni Cassani (Sesto San Giovanni, 7 giugno 1906 - Gusen, 1 marzo 1945), ricercatore chimico alla Falck, arrestato in casa, di notte, il 28 marzo. Da San vittore è trasferito alla Caserma Umberto I° di Bergamo dal cui binario 1 della stazione ferroviaria locale, il 5 aprile è deportato nel Reich con destinazione Mauthausen dove giunge l'8 aprile 1944, matricola 81599. Trasferito al sottocampo di Gusen, muore il 1° marzo 1945. |
| 15 febbraio 2025  | Via verdi, 38 45°31′56.84″N 9°14′22.95″E              |                   | QUI ABITAVA MARIO PANNA NATO 1911 ARRESTATO 14.3.1944 DEPORTATO MAUTHAUSEN ASSASSINATO                              | Mario Panna (Brembate, 12 maggio 1911 - Auschwitz, ???), manovale presso la Breda è arrestato a casa, di notte, il 14 marzo 1944. Da San vittore è trasferito alla Caserma Umberto I° di Bergamo dal cui binario 1 della stazione ferroviaria locale, il 17 marzo è deportato nel Reich con destinazione Mauthausen, matricola 59033. Il 30 novembre è trasferito a Linz, quindi il 2 dicembre è ad Auschwitz. Nulla più è dato di sapere di Mario. Non è sopravvissuto al Lager. |
| 15 febbraio 2025  | Via Dante Alighieri, 30 45°32′05.82″N 9°14′18.2″E     |                   | QUI ABITAVA GIOVANNI SANTAMBROGIO NATO 1915 ARRESTATO 11.2.1944 DEPORTATO MAUTHAUSEN ASSASSINATO 28.3.1945 GUSEN    | Giovanni Santambrogio (Sesto San Giovanni, 23 giugno 1915 - Gusen, 28 marzo 1945), lattoniere presso la Breda è arrestato a casa, di notte, il 14 marzo 1944. Da San vittore è trasferito alla Caserma Umberto I° di Bergamo dal cui binario 1 della stazione ferroviaria locale, il 17 marzo è deportato nel Reich con destinazione Mauthausen, matricola 59125. Trasferito il 24 marzo 1944 a Gusen, dove muore il 28 marzo 1945. |
| 15 febbraio 2025  | Via Falck, 40                                         |                   | QUI ABITAVA PIETRO MARCANTE NATO 1903 ARRESTATO 28.3.1944 DEPORTATO MAUTHAUSEN MORTO 29.6.1945                      | Pietro Marcante (Zanè, 13 ottobre 1903 - Thiene, 29 giugno 1945), operaio alla Falck, è arrestato in casa, di notte, il 28 marzo. Da San vittore è trasferito alla Caserma Umberto I° di Bergamo dal cui binario 1 della stazione ferroviaria locale, il 5 aprile è deportato nel Reich con destinazione Mauthausen dove giunge l'8 aprile 1944, matricola 61681. Trasferito al sottocampo di Gusen, quindi nuovamente Mauthausen ed infine Linz. Liberato, ricoverato all'ospedale di Thiene dal 25 giugno 1945 al 29 giugno 1945, data della morte. |
| 15 febbraio 2025  | Via Garibaldi, 39 45°32′09.6″N 9°14′11.51″E           |                   | QUI ABITAVA PIETRO EGIDIO PICCOLI NATO 1879 ARRESTATO 14.3.1944 DEPORTATO MAUTHAUSEN ASSASSINATO 7.11.1944 HARTHEIM | Pietro Egidio Piccoli (Belluno, 7 aprile 1879 - castello di Hartheim , 7 novembre 1944), ragioniere, amministratore d'immobili, arrestato il 14 marzo 1944 a casa, di notte, Da San vittore è trasferito alla Caserma Umberto I° di Bergamo dal cui binario 1 della stazione ferroviaria locale, il 17 marzo è deportato nel Reich con destinazione Mauthausen dove giunge il 20 marzo, matricola 59061. Trasferito quattro giorni dopo al sottocampo di Gusen, quindi nuovamente Mauthausen ed infine castello di Hartheim , dove è assassinato il 7 novembre 1944. |
| 15 febbraio 2025  | Via Alessandro Volta, 37 45°32′12.86″N 9°14′30″E      |                   | QUI ABITAVA FILIPPO PENATI NATO 1904 ARRESTATO 14.3.1944 DEPORTATO MAUTHAUSEN ASSASSINATO 27.3.1945                 | Filippo Penati (Vimercate, 23 aprile 1904 - Mauthausen, 27 marzo 1945), elettricista manutentore presso la Breda è arrestato a casa, di notte, il 14 marzo 1944. Da San vittore è trasferito alla Caserma Umberto I° di Bergamo dal cui binario 1 della stazione ferroviaria locale, il 17 marzo è deportato nel Reich con destinazione Mauthausen, matricola 59046. Trasferito prima a Gusen, quindi è a Wien-Schwechat, il 10 febbraio 1945 è nuovamente a Gusen ed infine muore nell'infermeria del campo di Mauthausen, il 27 marzo 1945. |

### Settala
| Pietra d'inciampo | Pietra d'inciampo                                            | Pietra d'inciampo | Pietra d'inciampo                                                                                          | Note biografiche |
| Data di posa      | Luogo di posa                                                | Stolpersteine     | Incisione                                                                                                  | Note biografiche |
| ----------------- | ------------------------------------------------------------ | ----------------- | --- | --- |
| 11 maggio 2023    | Via Roma, 14 piazzale della Posta 45°27′24.97″N 9°23′26.18″E |                   | QUI ABITAVA GUIDO PERCALI NATO 1893 ARRESTATO 11.2.1944 DEPORTATO MAUTHAUSEN ASSASSINATO 20.4.1944 EBENSEE | Guido Percali (Lonigo, 17 settembre 1893- Ebensee, 20 aprile 1944), impiegato alle Poste di Settala, antifascista, partigiano, a seguito della sua partecipazione alla Resistenza è arrestato nel febbraio del 1944, deportato nel Reich con destino Mauthausen quindi trasferito al campo di Ebensee dove muore solo quaranta giorni dopo il suo arresto, è il 20 aprile 1944. |

### Vignate
| Pietra d'inciampo | Pietra d'inciampo                                  | Pietra d'inciampo | Pietra d'inciampo                                                                                    | Note biografiche |
| Data di posa      | Luogo di posa                                      | Stolpersteine     | Incisione                                                                                            | Note biografiche |
| ----------------- | -------------------------------------------------- | ----------------- | --- | --- |
| 1 febbraio 2025   | Via Vittorio Veneto, 53 45°29′43.32″N 9°22′36.11″E |                   | QUI ABITAVA FRANCESCO GERVASONI NATO 1904 ARRESTATO 23.11.1944 DEPORTATO KAHLA ASSASSINATO 27.2.1945 | Francesco Gervasoni (Settala, 22 settembre 1904 - Kahla, 27 febbraio 1945), operaio gommista presso la Pirelli, arrestato dai nazisti il 27 settemnre 1944, in fabbrica, per la sua partecipazione agli scioperi, è trasferito a San Vittore da cui il 28 novembre è deportato nel Reich destinato a Reichenau, quindi il 7 dicembre è internato a Kahla, dove muore il 27 febbraio 1945. |

## Provincia di Monza e Brianza
In provincia di Monza e Brianza, al 2 marzo 2025, sono posate 149 pietre d'inciampo. La prima pietra d'inciampo venne collocata il 26 gennaio 2019.

## Provincia di Pavia
Nella provincia di Pavia sono censite 57 pietre d'inciampo. La prima pietra d'inciampo venne collocata il 14 gennaio 2018 a Varzi.

## Provincia di Varese
In provincia di Varese sono state posate 55 pietre d'inciampo tra il 2017 e 2025.

### Busto Arsizio
A Busto Arsizio sono posate sette pietre d'inciampo; sei di esse posate in memoria dei sei operai, componenti della commissione interna dell' "Ercole Comerio", deportati nel Reich il 10 gennaio 1944.
| Pietra d'inciampo | Pietra d'inciampo                                               | Pietra d'inciampo | Pietra d'inciampo                                                                                                | Note biografiche |
| Data di posa      | Luogo di posa                                                   | Stolpersteine     | Incisione | Note biografiche |
| ----------------- | --------------------------------------------------------------- | ----------------- | --- | --- |
| 5 maggio 2023     | Via Magenta,6 ingresso Parco Comerio 45°36′33.42″N 8°50′44.33″E |                   | QUI LAVORAVA VITTORIO ARCONTI NATO 1901 ARRESTATO 10.1.1944 DEPORTATO MAUTHAUSEN ASSASSINATO 29.11.1944 HARTHEIM | Vittorio Arconti, partigiano, (Lonate Pozzolo, 22 aprile 1901 - Hartheim, 29 novembre 1944), iscritto al PCd'I dal 1922. Antifascista, dal 1927 è al confino per due anni a Ponza. Trova lavoro presso la "Ercole Comerio" di Busto Arsizio. Oggetto di stretta sorveglianza del regime, dopo l'8 settembre 1943, la fede comunista, l'attività sindacale, la partecipazione agli scioperi operai, sono a motivo del suo arresto, insieme agli altri cinque compagni della commissione interna della "Comerio", il 10 gennaio 1944 e della successiva deportazione nel Reich al campo di Mauthausen, matricola 56901, trasferito a Gusen, infine al castello di Hartheim dove muore il 29 novembre 1944. Una pietra d'inciampo a suo nome è posata anche a Gallarate dove abitò. |
| 5 maggio 2023     | Via Magenta,6 ingresso Parco Comerio 45°36′33.42″N 8°50′44.33″E |                   | QUI LAVORAVA ARTURO CUCCHETTI NATO 1901 ARRESTATO 10.1.1944 DEPORTATO MAUTHAUSEN ASSASSINATO 25.4.1944 GUSEN     | Arturo Cucchetti, (???, 1901 - Gusen, 25 aprile 1944), partigiano, tornitore alla "Ercole Comerio" di Busto Arsizio, componente della commissione interna e come per i compagni, l'attività sindacale, la partecipazione agli scioperi operai, sono a motivo del suo arresto il 10 gennaio 1944 e della successiva deportazione nel Reich al campo di Mauthausen, trasferito a Gusen muore al campo il 25 aprile 1944. |
| 5 maggio 2023     | Via Magenta,6 ingresso Parco Comerio 45°36′33.42″N 8°50′44.33″E |                   | QUI LAVORAVA AMBROGIO GALLAZZI NATO 1910 ARRESTATO 10.1.1944 DEPORTATO GUSEN ASSASSINATO 20.4.1944 MAUTHAUSEN    | Ambrogio Gallazzi, (???, 1910 - Mauthausen, 20 aprile 1945), partigiano, operaio alla "Ercole Comerio" di Busto Arsizio, componente della commissione interna e come per i compagni, l'attività sindacale, la partecipazione agli scioperi operai, sono a motivo del suo arresto il 10 gennaio 1944 e della successiva deportazione nel Reich al campo di Mauthausen, trasferito a Gusen di nuovo a Mauthausen, muore al campo il 20 aprile 1944. |
| 5 maggio 2023     | Via Magenta,6 ingresso Parco Comerio 45°36′33.42″N 8°50′44.33″E |                   | QUI LAVORAVA ALVISE MAZZON NATO 1907 ARRESTATO 10.1.1944 DEPORTATO MAUTHAUSEN LIBERATO GUSEN                     | Alvise Mazzon (???, 1907 – ???, ???), partigiano, operaio alla "Ercole Comerio" di Busto Arsizio, componente della commissione interna e come per i compagni, l'attività sindacale, la partecipazione agli scioperi operai, sono a motivo del suo arresto il 10 gennaio 1944 e della successiva deportazione nel Reich al campo di Mauthausen, trasferito a Gusen, liberato. |
| 5 maggio 2023     | Via Magenta,6 ingresso Parco Comerio 45°36′33.42″N 8°50′44.33″E |                   | QUI LAVORAVA GIACOMO BIANCINI NATO 1923 ARRESTATO 10.1.1944 DEPORTATO EBENSEE-MAUTHAUSEN LIBERATO                | Giacomo Biancini (???, 1923 – ???, ???), partigiano, operaio alla "Ercole Comerio" di Busto Arsizio, componente della commissione interna e come per i compagni, l'attività sindacale, la partecipazione agli scioperi operai, sono a motivo del suo arresto il 10 gennaio 1944 e della successiva deportazione nel Reich al campo di Mauthausen, trasferito a Ebensee, liberato. |
| 5 maggio 2023     | Via Magenta,6 ingresso Parco Comerio 45°36′33.42″N 8°50′44.33″E |                   | QUI LAVORAVA GUGLIELMO TOIA NATO 1914 ARRESTATO 10.1.1944 DEPORTATO MAUTHAUSEN LIBERATO GUSEN                    | Gugliemo Toia (???, 1914 - ???, ???), partigiano, operaio alla "Ercole Comerio" di Busto Arsizio, componente della commissione interna e come per i compagni, l'attività sindacale, la partecipazione agli scioperi operai, sono a motivo del suo arresto il 10 gennaio 1944 e della successiva deportazione nel Reich al campo di Mauthausen, trasferito a Gusen, liberato. |
| 28 gennaio 2025   | Via Monte Rosa, 11 45°37′07.99″N 8°51′03.88″E                   |                   | QUI ABITAVA ROBERTO CULIN NATO 1907 ARRESTATO GEN.1944 INTERNATO FOSSOLI ASSASSINATO 12.7.1944 CIBENO DI CARPI   | Roberto Culin (Feltre, 23 ottobre 1907 - Poligono di tiro di Cibeno di Carpi, 12 luglio 1944), partigiano, di salda fede comunista, residente a Busto, celibe, muratore in Francia per sfuggire la chiamata alle armi del Fascismo, frequenta circoli antifascisti. Rientra in patria dopo l'armistizio dell'8 settembre 1943 ed entra a far parte del primo nucleo del CLN di Busto, quindi milita nella "102ª Brigata Garibaldi" destinata a pagare un tremendo tributo di sangue in conseguenza a un delatore infiltratosi nella formazione. Roberto è arrestato dalle Camicie Nere locali e torturato nel carcere di San Vittore prima dell'internamento a Fossoli del 9 giugno 1944. Tenta di fuggire dal campo senza fortuna. Assassinato nell'eccidio di Fossoli il 12 luglio 1944. Sepolto nel Sacrario dei Caduti al cimitero di Busto Arsizio; una via cittadina è intitolata a suo nome. |

### Cunardo
| Pietra d'inciampo | Pietra d'inciampo                                                      | Pietra d'inciampo | Pietra d'inciampo                                                                         | Note biografiche |
| Data di posa      | Luogo di posa                                                          | Stolpersteine     | Incisione                                                                                 | Note biografiche |
| ----------------- | ---------------------------------------------------------------------- | ----------------- | ----------------------------------------------------------------------------------------- | --- |
| 22 aprile 2022    | Via Rimembranze angolo via Martiri Ungheresi 45°56′06.61″N 8°48′16.5″E |                   | QUI ABITAVA DANTE MANDELLI NATO 1897 DEPORTATO 1944 MAUTHAUSEN ASSASSINATO 2.1.1945 GUSEN | Dante Mandelli (Cunardo, 18 settembre 1897 - Gusen, 2 gennaio 1945), partigiano, sindacalista deportato nel Reich con destinazione Mauthausen dove giunge il 7 agosto 1944, matricola 82411, classificato "Schutz". Trasferito a Gusen muore il 2 gennaio 1945. |

### Duno
| Pietra d'inciampo | Pietra d'inciampo                                | Pietra d'inciampo | Pietra d'inciampo                                                                                       | Note biografiche                                               |
| Data di posa      | Luogo di posa                                    | Stolpersteine     | Incisione                                                                                               | Note biografiche                                               |
| ----------------- | ------------------------------------------------ | ----------------- | --- | -------------------------------------------------------------- |
| 10 marzo 2024     | Via Domenico Malcotti 45°54′50.51″N 8°44′18.49″E |                   | QUI ABITAVA GIUSEPPE ALFREDO DAMIA NATO 1923 ARRESTATO 8.3.1944 DEPORTATO BRESALU ASSASSINATO 31.1.1945 | Giuseppe Alfredo Damia (Duno, 1923 - Bresalu, 31 gennaio 1945) |

### Fagnano Olona
A Fagnano Olona sono presenti quattro pietre d'inciampo posate il 2 giugno 2021.
| Pietra d'inciampo | Pietra d'inciampo                                                         | Pietra d'inciampo | Pietra d'inciampo                                                                                                 | Note biografiche |
| Data di posa      | Luogo di posa                                                             | Stolpersteine     | Incisione | Note biografiche |
| ----------------- | ------------------------------------------------------------------------- | ----------------- | --- | --- |
| 2 giugno 2021     | Piazza Alfredo Di Dio, 12 aiuola fronte scuola 45°40′11.17″N 8°52′10.77″E |                   | A FAGNANO OLONA ABITAVA ANNIBALE CASTIGLIONI NATO 1912 ARRESTATO 2.11.1944 DEPORTATO DACHAU ASSASSINATO 25.1.1945 | Annibale Castiglioni (Fagnano Olona, 11 agosto 1912 - Dachau, 25 gennaio 1945) |
| 2 giugno 2021     | Piazza Alfredo Di Dio, 12 aiuola fronte scuola 45°40′11.17″N 8°52′10.77″E |                   | A FAGNANO OLONA ABITAVA FRANCO CAGNOLA NATO 1918 ARRESTATO 4.11.1944 DEPORTATO DACHAU LIBERATO                    | Franco Cagnola (Fagnano Olona, 4 maggio 1918 - ???, ???), arrestato a Fagnano Olona è deportato nel Reich destinato a Dachau dove giunge il 9 ottobre 1944, matricola 113252, classificato "Schutz", in seguito trasferito a Bad-Gandersheim dove giunge il 18 novembre 1944. Liberato. |
| 2 giugno 2021     | Piazza Alfredo Di Dio, 12 aiuola fronte scuola 45°40′11.17″N 8°52′10.77″E |                   | A FAGNANO OLONA ABITAVA PIERO FERIOLI NATO 1922 ARRESTATO 1944 DEPORTATO DACHAU ASSASSINATO 20.4.1945             | Piero Ferioli (???, ??? 1922 - Dachau, 20 aprile 1945) |
| 2 giugno 2021     | Piazza Alfredo Di Dio, 12 aiuola fronte scuola 45°40′11.17″N 8°52′10.77″E |                   | A FAGNANO OLONA ABITAVA UGO LOMAZZI NATO 1923 ARRESTATO 4.11.1944 DEPORTATO DACHAU LIBERATO                       | Ugo Lomazzi (Fagnano Olona, 17 novembre 1923 - ???, ???), è deportato nel Reich destinato a Dachau dove giunge il 9 ottobre 1944, matricola 113370, classificato "Schutz", in seguito trasferito a Bad-Gandersheim, dove giunge il 18 novembre 1944. Liberato.                          |

### Gallarate
| Pietra d'inciampo | Pietra d'inciampo                                         | Pietra d'inciampo | Pietra d'inciampo | Note biografiche |
| Data di posa      | Luogo di posa                                             | Stolpersteine     | Incisione | Note biografiche |
| ----------------- | --------------------------------------------------------- | ----------------- | --- | --- |
| 23 aprile 2021    | Via Mameli angolo Via Curioni 45°39′46.06″N 8°47′43.21″E  |                   | QUI ABITAVA VITTORIO ARCONTI NATO 1901 ARRESTATO 10.1.1944 DEPORTATO MAUTHAUSEN ASSASSINATO 29.11.1944 SCHLOSS HARTHEIM | Vittorio Arconti (Lonate Pozzolo, 22 aprile 1901 - Hartheim, 29 novembre 1944), iscritto al PCd'I dal 1922. Antifascista, dal 1927 è al confino per due anni a Ponza. Trova lavoro presso la "Ercole Comerio" di Busto Arsizio. Oggetto di stretta sorveglianza del regime, dopo l'8 settembre 1943, la fede comunista, l'attività sindacale, la partecipazione agli scioperi operai sono a motivo del suo arresto il 10 gennaio 1944 e della successiva deportazione nel Reich al campo di Mauthausen, matricola 56901, trasferito a Gusen, infine al castello di Hartheim dove muore il 29 novembre 1944. Una Pietra a suo nome è posata anche a Busto Arsizio. |
| 28 maggio 2022    | Via Palestro angolo Via del Popolo 45°39′33″N 8°47′14.8″E |                   | QUI ABITAVA CLARA PIRANI CARDOSI NATA 1899 ARRESTATA 12.5.1944 DEPORTATA AUSCHWITZ ASSASSINATA 6.8.1944                 | Clara Pirani Cardosi (Milano, 23 giugno 1899 - Auschwitz, 6 agosto 1944), figlia di Achille e Elda Pisa, maestra elementare coniugata con Francesco Cardosi, avranno tre figlie. Arrestata a Gallarate il 12 maggio 1944 è detenuta prima nel carcere di Varese poi trasferita al campo di Fossoli, successivamente deportata nel Reich col convoglio n° 14 il 2 agosto 1944 destinazione Auschwitz dove è assassinata l'6 agosto 1944. Ad un mese dalla posa, la pietra sarà oggetto di vandalismo ed imbrattata. |

### Induno Olona
| Pietra d'inciampo | Pietra d'inciampo                                                                       | Pietra d'inciampo | Pietra d'inciampo | Note biografiche |
| Data di posa      | Luogo di posa                                                                           | Stolpersteine     | Incisione | Note biografiche |
| ----------------- | --------------------------------------------------------------------------------------- | ----------------- | --- | --- |
| 9 aprile 2022     | Via Gian Pietro Porro, 32 marciapiede adiacente Ufficio Postale 45°51′02″N 8°50′19.57″E |                   | QUI ABITAVA EMILIO COMI NATO 1902 ARRESTATO 14.11.1943 DEPORTATO MAUTHAUSEN ASSASSINATO 3.1.1945 GUSEN                   | Emilio Comi (Induno Olona, 22 maggio 1902 - Gusen, 3 gennaio 1945), partigiano, attivo nel"Gruppo Cinque Giornate" del colonnello Carlo Croce, è arrestato a Induno Olona e deportato nel Reich destinato a Mauthausen, dove giunge tra il 24 e il 27 giugno 1944, matricola 76301, classificato "Schutz". Trasferito a Gusen, muore il3 gennaio 1945.                    |
| 9 aprile 2022     | Via Gian Pietro Porro, 32 marciapiede adiacente Ufficio Postale 45°51′02″N 8°50′19.57″E |                   | QUI ABITAVA GIUSEPPE SULMINCIO NATO 1910 ARRESTATO 14.11.1943 DEPORTATO MAUTHAUSEN ASSASSINATO 6.4.1945 WIEN-FLORIDSDORF | Giuseppe Sulmincio (Induno Olona, 18 aprile 1910 - Wien-Florisdorf, 6 aprile 1945), partigiano, attivo nel"Gruppo Cinque Giornate" del colonnello Carlo Croce. Deportato nel Reich con destinazione Mauthausen, giungendovi tra il 24 e il 27 giugno 1944, matricola 76590, classificato "Schutz". In seguito trasferito a Wien-Floridsdorf, dove muore il 6 aprile 1945. |

### Lonate Pozzolo
| Pietra d'inciampo | Pietra d'inciampo                                                                         | Pietra d'inciampo | Pietra d'inciampo                                                                                               | Note biografiche |
| Data di posa      | Luogo di posa                                                                             | Stolpersteine     | Incisione | Note biografiche |
| ----------------- | ----------------------------------------------------------------------------------------- | ----------------- | --- | --- |
| 17 marzo 2024     | Piazza Don Mario Manfrin piazza della chiesa vecchia S.Antonino 45°35′12.5″N 8°45′31.85″E |                   | A LONATE POZZOLO ABITAVA ANNUNCIATO CRIVELLI NATO 1924 ARRESTATO 1944 DEPORTATO MAUTHAUSEN ASSASSINATO 3.3.1945 | Annunciato Crivelli (Lonate Pozzolo, 17 marzo 1924 - Mauthausen, 3 marzo 1945), partigiano, arrestato sui monti intorno a Domodossola, è trasferito alla caserma Umberto I° di Bergamo prima della deportazione, il giorno del suo ventesimo compleanno, a Mauthausen, dove è assassinato il 3 marzo 1945. |

### Luino
A Luino sono presenti cinque pietre d'inciampo posate il 28 aprile 2022.
| Pietra d'inciampo | Pietra d'inciampo                                  | Pietra d'inciampo | Pietra d'inciampo                                                                                                | Note biografiche |
| Data di posa      | Luogo di posa                                      | Stolpersteine     | Incisione | Note biografiche |
| ----------------- | -------------------------------------------------- | ----------------- | --- | --- |
| 28 aprile 2022    | Viale Amendola, 12 45°59′55.58″N 8°44′09.68″E      |                   | QUI ABITAVA VITTORIO LUPANO NATO 1919 ARRESTATO 10.2.1944 DEPORTATO MAUTHAUSEN ASSASSINATO 3.12.1944 SCHÖRGENHUB | Vittorio Lupano (???, 1919 – Schörgenhub, 20 marzo 1945), partigiano, attivo nel"Gruppo Cinque Giornate" del colonnello Carlo Croce. |
| 28 aprile 2022    | Via Vittorio Veneto, 22 46°00′01.69″N 8°44′26.67″E |                   | QUI ABITAVA GUGLIELMO SATRIANI NATO 1908 ARRESTATO 10.1.1944 DEPORTATO MAUTHAUSEN ASSASSINATO 24.11.1944 GUSEN   | Guglielmo Satriani (Briatico, 17 aprile 1908 - Gusen, 24 novembre 1944), partigiano, vice Brigadiere di Polizia. Collabora con la Resistenza, in particolare offre protezione all'attività di un agente inglese del SOE, il servizio segreto inglese, che operava da un'abitazione di Luino. Tradito da un delatore, il vice Brigadiere è arrestato, incarcerato, quindi deportato nel Reich come detenuto politico e destinato a Mauthausen dove giunge il 7 agosto 1944, matricola 82517. Infine trasferito a Gusen dove muore il 24 novembre 1944. |
| 28 aprile 2022    | Corso XXV aprile, 19 45°59′59.39″N 8°44′36.76″E    |                   | QUI ABITAVA ORLANDO VISCHI NATO 1914 ARRESTATO 11.2.1944 DEPORTATO MAUTHAUSEN ASSASSINATO 10.3.1945 GUSEN        | Orlando Vischi (???, 1914 – Gusen, 10 marzo 1945), partigiano, attivo nel"Gruppo Cinque Giornate" del colonnello Carlo Croce. |
| 28 aprile 2022    | Corso XXV aprile, 19 45°59′59.39″N 8°44′36.76″E    |                   | QUI ABITAVA BRUNO BALZARINI NATO 1901 ARRESTATO 12.1.1944 INTERNATO FOSSOLI ASSASSINATO 12.7.1944 CARPI (MO)     | Bruno Balzarini (Vergiate, 10 giugno 1901 - Poligono di tiro di Cibeno, Carpi, 12 luglio 1944), partigiano, partigiano, attivo nel"Gruppo Cinque Giornate" del colonnello Carlo Croce, è uno dei 67 prigionieri del campo di Fossoli fucilati al poligono di tiro di Cibeno nella Strage di Fossoli del 12 luglio 1944. |
| 28 aprile 2022    | Via San Pietro, 16 46°00′06.09″N 8°44′47.04″E      |                   | QUI ABITAVA AURELIO MORO NATO 1905 ARRESTATO 28.2.1944 DEPORTATO MAUTHAUSEN ASSASSINATO 24.4.1945 GUSEN          | Aurelio Moro (???, 1927 - Gusen, 24 aprile 1945), "barcaiolo", collabora con la Resistenza nell'organizzazione dedita a favorire il passaggio in Svizzera di ex prigionieri di guerra alleati. |

### Mesenzana
| Pietra d'inciampo | Pietra d'inciampo                                  | Pietra d'inciampo | Pietra d'inciampo                                                                                 | Note biografiche |
| Data di posa      | Luogo di posa                                      | Stolpersteine     | Incisione                                                                                         | Note biografiche |
| ----------------- | -------------------------------------------------- | ----------------- | ------------------------------------------------------------------------------------------------- | --- |
| 29 aprile 2022    | Via Pianazza e Piatta, 8 45°56′38.3″N 8°45′13.17″E |                   | QUI ABITAVA LUIGI BONOMI NATO 1920 ARRESTATO 17.1.1944 DEPORTATO MAUTHAUSEN ASSASSINATO 26.4.1945 | Luigi Bonomi (Mesenzana, 1 settembre 1920 - Mauthausen, 26 aprile 1945), partigiano, figlio di Sperindio e Vittoria Giorgetti, stuccatore con la passione per la musica. Arruolato nel 1º Reggimento Minatori del Genio, 2º Battaglione, nel giugno 1940 è inviato su diversi fronti di guerra. A seguito di numerosi ferimente è distaccato a servizio sedentario. L'armistizio dell'8 settembre 1943 lo coglie in servizio a Vercelli; sbandato, entra a far parte della formazione partigiana "Gruppo Cinque Giornate" del colonnello Carlo Croce. Nel dicembre 1943, si arruola nell’Esercito Repubblicano, abbandonandolo nel gennaio 1944, ma cade vittima del rastrellamento nazifascista per cui è arrestato il 17 gennaio 1944 accusato di attività partigiana. Incarcerato a Varese, quindi Parma a cui segue la deportazione nel Reich come prigioniero politico destinato a Mauthausen giungendovi il 12 luglio 1944. Trasferito a Gusen quindi il 18 marzo 1945 è nuovamente a Mauthausen dove è assassinato il 26 aprile 1945. |

### Samarate
| Pietra d'inciampo | Pietra d'inciampo                                                 | Pietra d'inciampo | Pietra d'inciampo                                                                    | Note biografiche |
| Data di posa      | Luogo di posa                                                     | Stolpersteine     | Incisione                                                                            | Note biografiche |
| ----------------- | ----------------------------------------------------------------- | ----------------- | ------------------------------------------------------------------------------------ | --- |
| 27 gennaio 2023   | Piazza Italia, 28 aiuola fronte circolo 45°37′40.8″N 8°47′03.39″E |                   | QUI ABITAVA AMEDEO MAGNAGHI NATO 1893 DEPORTATO 1944 MAUTHAUSEN ASSASSINATO 6.1.1945 | Amedeo Magnaghi (Samarate, 1 luglio 1893 - Mauthausen, 6 gennaio 1945), commerciante. Non sono chiare le motivazioni del suo arresto non essendo ebreo ne oppositore politico; ciononostante subisce la deportazione nel Reich giungendo a Mauthausen l’11 marzo 1944, poi trasferito Ebensee, dove muore tra il 6 e l’8 gennaio 1945. |

### Saronno
| Pietra d'inciampo | Pietra d'inciampo                             | Pietra d'inciampo | Pietra d'inciampo | Note biografiche |
| Data di posa      | Luogo di posa                                 | Stolpersteine     | Incisione | Note biografiche |
| ----------------- | --------------------------------------------- | ----------------- | --- | --- |
| 26 gennaio 2019   | Via Ramazzotti, 12 45°37′39.36″N 9°01′56.79″E |                   | QUI ABITAVA PIETRO BASTANZETTI NATO 1901 ARRESTATO COME POLITICO 17.3.1944 DEPORTATO MAUTHAUSEN ASSASSINATO 2.6.1944 GUSEN | Pietro Bastanzetti (Vittorio Veneto, ??? 1901 - Gusen, 2 giugno 1944), a dodici anni cominciava di lavorare. Di sera studia.va Divenne capo reparto alla Motomeccanica di via Oglio a Milano. Nel 1934 si sposa. La coppia si trasferisce a Saronno. Nel 1943 fu eletto dagli operai nel primo nucleo del consiglio di fabbrica. Venne arrestato per la sua partecipazione agli scioperi del 1943-44 e per la sua lotta antifascista. Fu inviato nel campo di Mauthausen. Non riuscirà a sopravvivere per poco più di due mesi. Muore al sottocampo di Gusen il 2 giugno 1944. |
| 26 gennaio 2020   | Via Caronni, 2 45°37′32.01″N 9°02′09.55″E     |                   | QUI ABITAVA LUIGI CARONNI NATO 1906 ARRESTATO 3.3.1944 DEPORTATO 1944 MAUTHAUSEN ASSASSINATO 23.4.1945                     | Luigi Caronni (Saronno, ??? 1906 - Mauthausen, 23 aprile 1945), aveva un chiosco per la vendita di giornali in centro a Saronno ed è descritto come persona religiosa. Fu arrestato dalla Guardia Nazionale Repubblicana e trasferito a San Vittore a Milano e poi a Bergamo. Deportato a Mauthausen, morì poco più di un anno dopo. |

### Sesto Calende
A Sesto Calende sono presenti quattro pietre d'inciampo posate il 27 aprile 2023.
| Pietra d'inciampo | Pietra d'inciampo                           | Pietra d'inciampo | Pietra d'inciampo                                                                                       | Note biografiche |
| Data di posa      | Luogo di posa                               | Stolpersteine     | Incisione                                                                                               | Note biografiche |
| ----------------- | ------------------------------------------- | ----------------- | --- | --- |
| 27 gennaio 2023   | Via Roma, 7 45°43′25.74″N 8°37′59.78″E      |                   | QUI ABITAVA LEANDRO MATTEA NATO 1914 ARRESTATO 5.9.1944 DEPORTATO MAUTHAUSEN ASSASSINATO 26.4.1945 MELK | Leandro Mattea (Vergiate, 1914 – Melk, 26 aprile 1945), figlio di Francesco; socialista, antifascista, organizza l’attività antifascista in fabbrica e nel Sestese. Tra i fondatori del Comitato di Liberazione Nazionale di Sesto, organizza le Squadre di Azione Patriottica. Onde evitare l’arresto si trasferisce ad Arona quindi Milano ed entra a far parte del Comando Generale delle Brigate Matteotti. Il 5 settembre è arrestato dalla cosiddetta "banda Koch" e imprigionato nella famigerata "Villa Triste" e poi a San Vittore nei raggi controllati dalle SS, quindi, dopo il trasferimento a Bolzano, deportato nel Reich con destinazione Mauthausen. Trasferito nel sottocampo di Melk dove è assassinato.                                                                   |
| 27 gennaio 2023   | Via Camillo Benso Cavour                    |                   | QUI ABITAVA ATTILIO GALLI NATO 1883 ARRESTATO 8.3.1944 DEPORTATO FLOSSENBÜRG ASSASSINATO 27.12.1944     | Attilio Galli (Sesto Calende, 1883 - Flossenbürg, 27 dicembre 1944), figlio di un fruttivendolo è soprannominato "Pomat". Emigrato in America lavora come minatore; si avvicina agli ambienti sovversivi anarchici. Sedici anni più tardi, rimpatriato, sui cantieri dove lavora come manovale svolge propaganda antifascista e a favore della rivoluzione spagnola. Nel 1937 è confinato a San Mauro Forte (Matera). Sessantenne entra nella Resistenza operante in Valsesia. Aarrestato nel marzo del '44 a Milano è deportato a Flossenbürg dove trova la morte il 27 dicembre dello stesso anno. Una pietra d'inciampo in suo ricordo è posata anche a Somma Lombardo dove si era trasferito nel 1933 in seguito al matrimonio. È definito “una delle più belle figure della Resistenza”. |
| 27 gennaio 2023   | Via Beltrami, 11 45°43′24.27″N 8°38′58.03″E |                   | QUI ABITAVA CARLO GAZZULLI NATO 1887 ARRESTATO 26.2.1944 DEPORTATO DACHAU ASSASSINATO 4.12.1944         | Carlo Gazzulli (Sesto Calende, 1887 – Dachau, 4 dicembre 1944), nato in una famiglia di contadini, presto nel mondo del lavoro come facchino. Prende parte alla Grande Guerra conquistandosi la croce al merito; alla fine del conflitto emigra in Lorena, milita nel Partito Comunista Francese e partecipa alla Resistenza. Arrestato dalla Gestapo nel febbraio del 1944 è deportato nel Reich: Natzweiler-Struthof e poi a Dachau, dove è assassinato il 4 dicembre 1944. |
| 27 gennaio 2023   | Via Sant'Anna                               |                   | QUI ABITAVA PIERO POLI NATO 1921 ARRESTATO 9.11.1944 DEPORTATO DACHAU ASSASSINATO 4.12.1944             | Piero Poli (Sesto Calende, 1921 - Dachau, 4 dicembre 1944), aggiustatore meccanico, precettato per il lavoro nel Reich, il 19 aprile 1944 parte per Augsburg dove è la fabbrica aeronautica della Messerschmitt. In seguito è internato nel Lager di Dachau classificato "Schutz" – (Schutzhäftlinge) cioè detenuto politico internato per motivi di sicurezza e di ordine pubblico che non deve uscire dal lager. |

### Solbiate Olona
| Pietra d'inciampo | Pietra d'inciampo                               | Pietra d'inciampo | Pietra d'inciampo                                                                                                 | Note biografiche |
| Data di posa      | Luogo di posa                                   | Stolpersteine     | Incisione | Note biografiche |
| ----------------- | ----------------------------------------------- | ----------------- | --- | --- |
| 27 gennaio 2022   | Via Roma 45°39′07.38″N 8°53′09.51″E             |                   | QUI ABITAVA PIETRO GIROLA NATO 1914 ARRESTATO 22.7.1943 DEPORTATO 1943 DACHAU ASSASSINATO 9.4.1944                | Pietro Girola (Solbiate Olona 16 settembre 1914 - Dachau, 9 aprile 1944), contadino, soldato nell’esercito italiano, dopo l’8 settembre 1943, è attivista antifascista. Sarà incarcerato a Peschiera del Garda per essere successivamente deportato al campo di Dachau dove giunge il 22 settembre 1943, matricola 53979. Muore il 9 aprile 1944. |
| 27 gennaio 2022   | Via Sant'Antonino, 64 45°39′01.22″N 8°53′11.5″E |                   | QUI ABITAVA PIETRO MORONI NATO 1906 ARRESTATO 19.7.1944 DEPORTATO 1944 MAUTHAUSEN ASSASSINATO 6.3.1945 BUCHENWALD | Pietro Moroni (Solbiate Olona, 16 ottobre 1906 - Buchenwald, 6 marzo 1945), dipendente di una fabbirica di materiale bellico ad Olgiate Olona, a 37 anni, con il fratello, entra nella Resistenza tra le file della 102ª Brigata Garibaldi. Fallito l'attentato al Commissario del fascio di Busto Arsizio per cui era stato incaricato insieme ad altri compagni, è arrestato, in seguito a delazione di un ex partigiano, il 19 luglio 1944 e detenuto prima a Busto, quindi carcere di Varese, quindi deportato nel Reich destinazione Mauthausen, matricola 119320 poi trasferito ad Auschwitz, infine a Ohrdruf dove muore il 6 marzo 1945, a pochi giorni dalla liberazione del campo avvenuta il 4 aprile. |

### Somma Lombardo
A Somma Lombardo sono presenti quattro pietre d'inciampo posate il 28 gennaio 2023.
| Pietra d'inciampo | Pietra d'inciampo                                                       | Pietra d'inciampo | Pietra d'inciampo                                                                                              | Note biografiche |
| Data di posa      | Luogo di posa                                                           | Stolpersteine     | Incisione | Note biografiche |
| ----------------- | ----------------------------------------------------------------------- | ----------------- | --- | --- |
| 28 gennaio 2023   | Piazza Vittorio Veneto, 2 ingresso Municipio 45°41′00.94″N 8°42′25.12″E |                   | IN SOMMA LOMBARDO ABITAVA ISAIA BIANCO NATO 1927 ARRESTATO 13.3.1944 DEPORTATO LINZ ASSASSINATO 26.7.1944      | Isaia Bianco (Pieve di Soligo, 16 gennaio 1927 – Linz, 26 luglio 1944), partigiano, celibe, appartenente alla "Brigata Partigiana Marcobi". È arrestato dai nazisti il 13 marzo 1944 nella propria abitazione, trasferito a Milano al carcere di San Vittore, quindi nel maggio del 1944 a Fossoli a cui segue il 21 giugno la deportazione nel Reich con destinazione Mauthausen. È fucilato a Linz il 26 luglio 1944. |
| 28 gennaio 2023   | Piazza Vittorio Veneto, 2 ingresso Municipio 45°41′00.94″N 8°42′25.12″E |                   | IN SOMMA LOMBARDO ABITAVA BRUNO COLOMBO NATO 1926 ARRESTATO 12.3.1944 INTERNATO FOSSOLI ASSASSINATO 12.7.1944  | Bruno Colombo (Somma Lombardo, 6 aprile 1926 - Gusen, 22 aprile 1945), diciottenne entra nella Resistenza tra le file delle SAP locali. In seguito a delazione, nel marzo 1944, è arrestato insieme al compagno Isaia Bianco; in carcere a San Vittore fino al 27 aprile, quindi trasferito a Fossoli è tra le 67 vittime della Strage di Fossoli, fucilati il 12 luglio 1944 al poligono di tiro di Cibeno, Carpi.     |
| 28 gennaio 2023   | Piazza Vittorio Veneto, 2 ingresso Municipio 45°41′00.94″N 8°42′25.12″E |                   | IN SOMMA LOMBARDO ABITAVA ATTILIO GALLI NATO 1883 DEPORTATO FLOSSENBÜRG ASSASSINATO 27.12.1944                 | Attilio Galli (Sesto Calende, 4 agosto 1883 – Flossenbürg, 27 dicembre 1944), antifascista, condannato al confino politico è liberato in seguito all'armistizio dell'8 settembre 1943, ma nuovamnte arrestato e nel 1944 deportato nel Reich nel campo di Flossenbürg dove muore il 27 dicembre 1944. |
| 28 gennaio 2023   | Piazza Vittorio Veneto, 2 ingresso Municipio 45°41′00.94″N 8°42′25.12″E |                   | IN SOMMA LOMBARDO ABITAVA CARLO GIUSEPPE EMILIO MOSSOLANI NATO 1920 DEPORTATO MAUTHAUSEN ASSASSINATO 25.7.1944 | Carlo Giuseppe Emilio Mossolani (Somma Lombardo, 23 marzo 1920 - Mauthausen, 25 luglio 1944), partigiano tra le file della " Brigata Walter Marcobi", è arrestato dalle SS il 22 marzo 1944 con l'accusa di propaganda antifascista. Segue il carcere a San Vittore,, quindi il 27 aprile il trasferimento a Fossoli, e poi Bolzano. Deportato nel Reich, al campo di Mauthausen. Muore il 25 luglio 1944.              |

### Tradate
| Pietra d'inciampo | Pietra d'inciampo                                   | Pietra d'inciampo | Pietra d'inciampo                                                                                   | Note biografiche |
| Data di posa      | Luogo di posa                                       | Stolpersteine     | Incisione                                                                                           | Note biografiche |
| ----------------- | --------------------------------------------------- | ----------------- | --------------------------------------------------------------------------------------------------- | --- |
| 19 gennaio 2017   | Corso Paolo Bernacchi, 2 45°42′50.65″N 8°54′14.23″E |                   | QUI ABITAVA ENZO LEVY NATO 1922 ARRESTATO 12.11.1943 DEPORTATO 1943 AUSCHWITZ LIBERATO              | Enzo Levy (Verona, 28 settembre 1922 - Torino, ??? 1958), figlio di Edgardo Levy e di Egle Segrè ed ha una sorella, Eva Maria. Dopo l'8 settembre 1943, la famiglia si rifugia a Tradate, ma sono scoperti ed arrestati il 12 novembre 1943. Il padre Edgardo sfugge al carcere grazie all'aiuto del Capostazione di Tradate, che lo fa salire su un altro treno piuttosto che su quello diretto a Milano dove, nel carcere di San Vittore finisce il resto della famiglia prima di essere deportata, con il convoglio nº 5 del 6 dicembre 1943 partito dal Binario 21 della stazione centrale di Milano, verso il Reich, destino campo di concentramento di Auschwitz dove la madre è assassinata all'arrivo nella camera a gas. Enzo è trasferito nel campo di lavoro di Monowitz, dove è in funzione un impianto per la produzione di gomma sintetica. Sopravvive, sarà liberato, fa ritorno a Torino nel giugno 1945, ma si toglie la vita nel 1958. La sorella Eva, è aggregata all’orchestra femminile di Auschwitz, vista la sua abilità nel suonare il violino.                                             |
| 19 gennaio 2017   | Corso Paolo Bernacchi, 2 45°42′50.65″N 8°54′14.23″E |                   | QUI ABITAVA EVA MARIA LEVY NATA 1921 ARRESTATA 12.11.1943 DEPORTATA 1943 AUSCHWITZ ASSASSINATA 1944 | Eva Maria Levy (Verona, 13 settembre 1921 - Auschwitz, ??? 1944), figlia di Edgardo Levy e di Egle Segrè, sorella di Enzo. Dopo l'8 settembre 1943 segue la famiglia nella fuga a Tradate, ma saranno scoperti ed arrestati il 12 novembre 1943. Il padre sfugge al carcere grazie all'aiuto del Capostazione di Tradate, che lo fa salire su un altro treno piuttosto che su quello diretto a Milano dove, nel carcere di San Vittore finisce il resto della famiglia prima di essere deportata, con il convoglio nº 5 del 6 dicembre 1943 partito dal Binario 21 della stazione centrale di Milano, verso il Reich, destino campo di concentramento di Auschwitz dove la madre è assassinata all'arrivo nella camera a gas. Il fratello è trasferito nel campo di lavoro di Monowitz, sopravvive, sarà liberato, farà ritorno a Torino nel giugno 1945, ma si toglie la vita nel 1958. Eva Maria è aggregata all’orchestra femminile di Auschwitz, vista l'abilità nel suonare il violino. Muore tra l'aprile ed il giugno 1944. Le fonti si contraddicono.                                                       |
| 19 gennaio 2017   | Corso Paolo Bernacchi, 2 45°42′50.65″N 8°54′14.23″E |                   | QUI ABITAVA EGLE SEGRÉ LEVY NATA 1899 ARRESTATA 12.11.1943 DEPORTATA 1943 AUSCHWITZ ASSASSINATA     | Egle Segrè Levy (Messina, 10 gennaio 1899 - Auschwitz, 11 dicembre 1943), figlia di Gino Segré e di Felicina Modena, moglie di Edgardo Levy: avranno due figli, Eva Maria ed Enzo. Dopo l'8 settembre 1943 la famiglia si rifugia a Tradate, ma sono scoperti ed arrestati il 12 novembre 1943. Il marito Edgardo sfugge al carcere grazie all'aiuto del Capostazione di Tradate, che lo fa salire su un altro treno piuttosto che su quello diretto a Milano dove invece sarà richiusa, Egle con i due figli, nel carcere di San Vittore, prima della deportazione, con il convoglio nº 5 del 6 dicembre 1943 partito dal Binario 21 della stazione centrale di Milano, verso il Reich, destino campo di concentramento di Auschwitz dove Egle è assassinata all'arrivo nella camera a gas. La figlia Eva Maria è aggregata all’orchestra femminile di Auschwitz, vista l'abilità nel suonare il violino, morirà poi tra l'aprile ed il giugno 1944. Il figlio Enzo è trasferito nel campo di lavoro di Monowitz, sopravvive, sarà liberato, farà ritorno a Torino nel giugno 1945, ma si toglie la vita nel 1958. |

### Venegono Inferiore
Venegono Inferiore ospita cinque pietre d'inciampo posate il 2 febbraio 2025 a ricordo fella famiglia Costantini.
| Pietra d'inciampo | Pietra d'inciampo       | Pietra d'inciampo | Pietra d'inciampo                                                                                                 | Note biografiche |
| Data di posa      | Luogo di posa           | Stolpersteine     | Incisione | Note biografiche |
| ----------------- | ----------------------- | ----------------- | --- | --- |
| 2 febbraio 2025   | Parco delle Rimembranze |                   | A VENEGONO VIVEVA ERNESTA IRMA TEDESCHI NATA 1882 ARRESTATA 26.11.1943 DEPORTATA AUSCHWITZ ASSASSINATA 11.12.1943 | Ernesta Irma Tedeschi (Ferrara, 17 luglio 1882 - Auschwitz, 11 dicembre 1943), figlia di Cesare e Zefora Luigia Fubini, coniugata con Giulio Costantini, madre di Cesare Augusto e Roberto Costantini. Arrestata con i figli e loro famiglie il 26 novembre 1943 a Venegono, dal carcere di San Vittore col treno della morte partito dal Binario 21 della Stazione Centrale di Milano il 6 dicembre 1943, con loro è deportata nel Reich con destinazione Auschwitz, dove è assassinata all'arrivo al campo l'11 dicembre 1943. Nessuno della sua famiglia è sopravissuto alla Shoah. |
| 2 febbraio 2025   | Parco delle Rimembranze |                   | A VENEGONO VIVEVA ROBERTO COSTANTINI NATO 1908 ARRESTATO 26.11.1943 DEPORTATO AUSCHWITZ ASSASSINATO 2.2.1944      | Roberto Costantini (Ancona, 11 marzo 1903 - Auschwitz, 2 febbraio 1944), figlio di Giulio e Ernesta Irma Tedeschi, fratello di Cesare Augusto, coniugato con Eloisa Levi, genitore di Mario e Giulia Costantini. Condivide il tragico destino della sua famiglia: arresto a Vigevano, San Vittore, deportazione nel Reich con destinazione Auschwitz, assassinato il 2 febbraio 1944. Nessuno della famiglia Costantini sopravvive alla Shoah. |
| 2 febbraio 2025   | Parco delle Rimembranze |                   | A VENEGONO VIVEVA ELOISA LEVI NATA 1919 ARRESTATA 26.11.1943 DEPORTATA AUSCHWITZ ASSASSINATA 11.12.1943           | Eloisa Levi (Milano, 29 luglio 1919 - Auschwitz, 11 dicembre 1943, figlia di Mario e Virginia Marcella Levi, coniugata con Roberto Costantini, genitore di Mario e Giulia Costantini. Condivide il tragico destino della sua famiglia Costantini: arresto a Vigevano, San Vittore, deportazione nel Reich con destinazione Auschwitz, assassinata all'arrivo al campo l'11 dicembre 1943. Nessuno della famiglia Costantini sopravvive alla Shoah. |
| 2 febbraio 2025   | Parco delle Rimembranze |                   | A VENEGONO VIVEVA MARIO COSTANTINI NATO 1938 ARRESTATO 26.11.1943 DEPORTATO AUSCHWITZ ASSASSINATO 11.12.1943      | Mario Costantini (Milano, 22 dicembre 1938 - Auscwitz, 11 dicembre 1943), figlio di Roberto e Eloisa Levi, fratello di Giulia Costantini.Condivide il tragico destino della sua famiglia: arresto a Vigevano, San Vittore, deportazione nel Reich con destinazione Auschwitz, assassinato all'arrivo al campo l'11 dicembre 1943. Nessuno della famiglia Costantini sopravvive alla Shoah. |
| 2 febbraio 2025   | Parco delle Rimembranze |                   | A VENEGONO VIVEVA GIULIA COSTANTINI NATA 1941 ARRESTATA 26.11.1943 DEPORTATA AUSCHWITZ ASSASSINATA 11.12.1943     | Giulia Costantini (Milano, 13 marzo 1941 - Auschwitz, 11 dicembre 1943, figlia di Roberto e Eloisa Levi, sorella di Matio Costantini. Condivide il tragico destino della sua famiglia: arresto a Vigevano, San Vittore, deportazione nel Reich con destinazione Auschwitz, assassinata all'arrivo al campo l'11 dicembre 1943. Nessuno della famiglia Costantini sopravvive alla Shoah. |

### Venegono Superiore
Venegono Superiore ospita quattro pietre d'inciampo posate il 2 febbraio 2025 a ricordo fella famiglia Costantini.
| Pietra d'inciampo | Pietra d'inciampo                                                     | Pietra d'inciampo | Pietra d'inciampo | Note biografiche |
| Data di posa      | Luogo di posa                                                         | Stolpersteine     | Incisione | Note biografiche |
| ----------------- | --------------------------------------------------------------------- | ----------------- | --- | --- |
| 2 febbraio 2025   | Via Pasubio, 2 Piazzetta Biblioteca comunale 45°45′16.8″N 8°54′00.1″E |                   | A VENEGONO VIVEVA CESARE AUGUSTO COSTANTINI NATO 1906 ARRESTATO 26.11.1943 DEPORTATO AUSCHWITZ ASSASSINATO 15.3.1944  | Cesare Augusto Costantini (Ancona, 18 marzo 1906 - Auscwitz, 15 marzo 1944), figlio di Giulio e Irma Tedeschi, fratello di Roberto Costantini, coniugato con Nella Sara Terracini, genitore di Giovanna Ester e Giulio Costantini. Arrestato con la famiglia il 26 novembre 1943 a Venegono, dal carcere di San Vittore col treno della morte partito dal Binario 21 della Stazione Centrale di Milano il 6 dicembre 1943, con loro è deportato nel Reich con destinazione Auscwitz, dove è assassinato il 15 marzo 1944. Nessuno della famiglia Cosentini è sopravissuto alla Shoah. |
| 2 febbraio 2025   | Via Pasubio, 2 Piazzetta Biblioteca comunale 45°45′16.8″N 8°54′00.1″E |                   | A VENEGONO VIVEVA NELLA SARA TERACINI NATA 1911 ARRESTATA 26.11.1943 DEPORTATA AUSCHWITZ ASSASSINATA 11.12.1943       | Nella Sara terracini (Genova, 14 aprile 1911 - Auschwitz, 11 novembre 1943), figlia di Giacomo e Ester Tranquilla Momigliano, coniugata con Cesare Augusto Costantini, genitore di Giovanna ester e Giulio Costantini. Condivide il tragico destino della famiglia Costantini: arresto il 26 novembre 1943 a Venegono, carcere di San Vittore, deportazione nel Reich, destinazione Auscwitz, assassinata con i figli al suo arrivo al campo l'11 dicembre 1943. Nessuno della famiglia Cosentini è sopravissuto alla Shoah.                                                          |
| 2 febbraio 2025   | Via Pasubio, 2 Piazzetta Biblioteca comunale 45°45′16.8″N 8°54′00.1″E |                   | A VENEGONO VIVEVA GIOVANNA ESTER COSTANTINI NATA 1935 ARRESTATA 26.11.1943 DEPORTATA AUSCHWITZ ASSASSINATA 11.12.1943 | Giovanna Ester Costantini (Milano, 18 luglio 1935 - Auschwitz, 11 novembre 1943), figlia di Cesare Augusto e Nella Sara Terracini, sorella di Giulio, Condivide il tragico destino della famiglia Costantini: arresto il 26 novembre 1943 a Venegono, carcere di San Vittore, deportazione nel Reich, destinazione Auscwitz, assassinata con la madre e il fratello al suo arrivo al campo l'11 dicembre 1943. Nessuno della famiglia Cosentini è sopravissuto alla Shoah. |
| 2 febbraio 2025   | Via Pasubio, 2 Piazzetta Biblioteca comunale 45°45′16.8″N 8°54′00.1″E |                   | A VENEGONO VIVEVA GIULIO COSTANTINI NATO 1937 ARRESTATO 26.11.1943 DEPORTATO AUSCHWITZ ASSASSINATO 11.12.1943         | Giulio Costantini (Milano, 4 giugno 1937 - Auschwitz, 11 dicembre 1943), figlio di Cesare Augusto e Nella Sara Terracini, fratello di Giovanna Ester, Condivide il tragico destino della famiglia Costantini: arresto il 26 novembre 1943 a Venegono, carcere di San Vittore, deportazione nel Reich, destinazione Auscwitz, assassinato con la madre e la sorella al suo arrivo al campo l'11 dicembre 1943. Nessuno della famiglia Cosentini è sopravissuto alla Shoah. |

### Vergiate
| Pietra d'inciampo | Pietra d'inciampo                    | Pietra d'inciampo | Pietra d'inciampo                                                                                                 | Note biografiche |
| Data di posa      | Luogo di posa                        | Stolpersteine     | Incisione | Note biografiche |
| ----------------- | ------------------------------------ | ----------------- | --- | --- |
| 12 aprile 2025    | Largo Lazzari 45°43′23″N 8°41′38.2″E |                   | A VERGIATE È NATO GIUSEPPE CAIELLI NATO 1885 ARRESTATO 16.3.1944 DEPORTATO MAUTHAUSEN ASSASSINATO 22.4.1945 GUSEN | Giuseppe Caielli (Corgeno, 20 ottobre 1885 - Gusen, 22 aprile 1945), antifascista, partigiano, tramviere presso ATM di Milano, arrestato il 16 marzo 1944 in conseguenza della sua attività clandestina, appartenente ai GAP. Deportato nel Reich con destinazione Mauthausen, dove giunge l’8 aprile 1944, matricola 61558, Trasferito a Gusen, muore il 22 aprile 1945. |

### Viggiù
| Pietra d'inciampo | Pietra d'inciampo                                            | Pietra d'inciampo | Pietra d'inciampo                                                                                              | Note biografiche |
| Data di posa      | Luogo di posa                                                | Stolpersteine     | Incisione | Note biografiche |
| ----------------- | ------------------------------------------------------------ | ----------------- | --- | --- |
| 23 aprile 2024    | Via Roma, 10 davanti al Municipio 45°52′16.75″N 8°54′21.96″E |                   | A VIGGIÙ È NATO GIOVANNI CASSANI NATO 1906 ARRESTATO 28.3.1944 DEPORTATO MAUTHAUSEN ASSASSINATO 1.3.1945 GUSEN | Giovanni Cassani (Viggiù, 7 giugno 1906 - Gusen, 1 marzo 1945), trasferitosi a Sesto San Giovanni lavora alla Falck Unione come ricercatore chimico. Arrestato in casa di notte il 28 marzo 1944, in seguito alla sua partecipazione allo sciopero generale della prima settimana di marzo, è trasferito al carcere di San Vittore di Milano, quindi dopo il passaggio dalla Caserma Umberto I° di Bergamo è deportato nel Reich giungendo l'8 aprile 1944 al campo di Mauthausen, matr. 61599. Muore nel sottocampo di Gusen il 1 marzo 1945. |

### Varese
A Varese sono presenti quattro pietre d'inciampo posate il 27 gennaio 2023.
| Pietra d'inciampo | Pietra d'inciampo                                                       | Pietra d'inciampo | Pietra d'inciampo                                                                                               | Note biografiche |
| Data di posa      | Luogo di posa                                                           | Stolpersteine     | Incisione | Note biografiche |
| ----------------- | ----------------------------------------------------------------------- | ----------------- | --- | --- |
| 27 gennaio 2023   | Via Luigi Sacco, 5 a lato ingresso Municipio 45°49′06.98″N 8°49′26.92″E |                   | QUI ABITAVA LUIGI MORELLINI NATO 1911 ARRESTATO 20.1.1944 DEPORTATO MAUTHAUSEN ASSASSINATO 6.4.1945 HINTERBRÜHL | Luigi Morellini (Bianzone, 17 novembre 1911 – Hinterbrühl, 6 aprile 1945), partigiano, attivo nel"Gruppo Cinque Giornate" del colonnello Carlo Croce. Arrestato a Varese, è deportato nel Reich destinazione Mauthausen, dove giunge tra il 24 e il 27 giugno 1944, matricola 76465, classificato "Schutz", trasferito poi a Hinterbrühl dove muore il 6 aprile 1945. |
| 27 gennaio 2023   | Via Luigi Sacco, 5 a lato ingresso Municipio 45°49′06.98″N 8°49′26.92″E |                   | QUI ABITAVA ATTILIO PAOLO VERGANI NATO 1896 ARRESTATO 2.4.1944 DEPORTATO MAUTHAUSEN ASSASSINATO 22.4.1945 GUSEN | Attilio Paolo Vergani (Varese, 4 febbraio 1896 - Gusen, 22 aprile 1945), partigiano, attivo nel"Gruppo Cinque Giornate" del colonnello Carlo Croce. Arrestato a Varese, è deportato nel Reich destinazione Mauthausen, dove giunge il 27 giugno 1944, matricola 76621, classificato "Schutz", trasferito poi a Gusen dove muore il 22 aprile 1945.                    |
| 27 gennaio 2023   | Via Luigi Sacco, 5 a lato ingresso Municipio 45°49′06.98″N 8°49′26.92″E |                   | QUI ABITAVA CALOGERO MARRONE NATO 1889 ARRESTATO 7.1.1944 DEPORTATO DACHAU ASSASSINATO 15.3.1945                | Calogero Marrone (Favara, 12 maggio 1889 – Dachau, 15 marzo 1945), partigiano, attivo nel"Gruppo Cinque Giornate" del colonnello Carlo Croce. Arrestato a Varese è trasferito a Bolzano, quindi deportato a Dachau dove giunge il 9 ottobre 1944, matricola 113393. Muore il 15 marzo 1945.                                                                           |
| 27 gennaio 2023   | Via Luigi Sacco, 5 a lato ingresso Municipio 45°49′06.98″N 8°49′26.92″E |                   | QUI ABITAVA MARIO MOLTENI NATO 1900 ARRESTATO 2.4.1944 DEPORTATO MAUTHAUSEN ASSASSINATO 9.3.1945 GUSEN          | Mario Molteni (Varese, 17 novembre 1900 - Gusen, 9 marzo 1945), partigiano, attivo nel"Gruppo Cinque Giornate" del colonnello Carlo Croce. Arrestato a Varese, è deportato nel Reich destinazione Mauthausen, dove giunge il 7 agosto 1944, matricola 82442, classificato "Schutz", trasferito poi a Gusen dove muore il 9 marzo 1945.                                |

## Provincia di Sondrio

### Tirano
| Pietra d'inciampo | Pietra d'inciampo                                                    | Pietra d'inciampo | Pietra d'inciampo                                                                                             | Note biografiche                                                    |
| Data di posa      | Luogo di posa                                                        | Stolpersteine     | Incisione | Note biografiche                                                    |
| ----------------- | -------------------------------------------------------------------- | ----------------- | --- | ------------------------------------------------------------------- |
| 17 maggio 2025    | Via Rasica, 152 località Madonna di Tirano 46°13′22.2″N 10°09′10.1″E |                   | QUI ABITAVA CAMILLO LORENZO SVANOSIO NATO 1897 ARRESTATO 13.3.1944 DEPORTATO MAUTHAUSEN ASSASSINATO 12.3.1945 | Camillo Lorenzo Svanosio (Tirano, 1897 - Mauthausen, 12 marzo 1945) |

### Montagna in Valtellina
| Pietra d'inciampo | Pietra d'inciampo                           | Pietra d'inciampo | Pietra d'inciampo                                                                            | Note biografiche |
| Data di posa      | Luogo di posa                               | Stolpersteine     | Incisione                                                                                    | Note biografiche |
| ----------------- | ------------------------------------------- | ----------------- | -------------------------------------------------------------------------------------------- | --- |
| 17 maggio 2025    | Via Dosso Castaldo 46°10′40.8″N 9°54′41.6″E |                   | QUI ABITAVA ALESSANDRO LAVELLI NATO 1924 ARRESTATO 8.9.1943 DEPORTATO WURZEN MORTO 28.7.1945 | Alessandro Lavelli (Lecco, 1° agosto 1924 - Wurzen, 18 ottobre 1943), figlio di Giuseppe e Angela Muffatti, la famiglia Lavelli durante il conflitto mondiale da Lecco si rifugia per alcuni anni nell’abitazione della bisnonna Angela Muffatti a Montagna in Valtellina. Chiamato alle armi alla fine di agosto 1943, Alessandro è artigliere in servizio ad Udine nel "7° reggimento Artieri, 3° compagnia Marconisti". Ccatturato dopo pochi giorni dai tedeschi, alla proclamazione dell'armistizio dell'8 settembre 1943, al suo rifiuto di arruolarsi tra le fila della Wehrmacht subisce identico destino degli oltre 650mila soldati italiani catturati e che oppongono stesso rifiuto: è la deportazione nei campi di lavoro forzato nel Reich con lo stato di IMI . Alessandro è internato nello "Stamlager IV G Oschatz". Muore di tubercolosi, contratta in prigionia, all'ospedale di Wurzen, presso Lipsia, il 28 luglio 1945. Riposa presso il Santuario di Nostra Signora della Vittoria di Lecco. |